# مسجد أولو جامع
مسجد أُولُو جامع ببورصة (بالتركية: Bursa Ulu Camii)‏ ومعناه «الجَامِعٌ الأَعْظَمُ» ببورصة وفي التسمية الأجنبية: «جامع بورصة الكبير» (بالإنجليزية: Bursa Grand Mosque)‏. هو مسجد كبير بناه السلطان العثماني بايزيد الأول أواخر القرن الرابع عشر الميلادي بمدينة بورصة، لتركيا. اسم الجامع مأخوذ من اسم جبل «أُولو» (بالتركية: Uludağ)‏ الشاهق ببورصة. بُني الجامع على الطريقة المعمارية السلجوقية بين عامي 1396م و 1399م، ويُعتبر تاريخ افتتاحه هو عام 802 هـ بحسب النص العربي المكتوب بالحفر على الخشب على باب منبر الجامع، وهو يوافق عام 1399 بالتقويم الميلادي. وللجامع 20 قُبّة بحسب النذر الذي نذره السلطان بايزيد الأول، ومئذنتان.
كان مسجد «أُولُو جامع» أحد أهم خمسة مساجد في العالم الإسلامي في زمن بنائه. وهو يُعتبر بداية انطلاقة العمارة العثمانية.
يوجد بالجامع كسوة باب الكعبة الشريفة التي أعدها المماليك في مصر عام 1516م، وقد أُحضرت الكسوة من مكة بعد استبدالها بأخرى جديدة في أول حج بعد الفتح العثماني لمصر والحجاز، وأُعطيت لخليفة المسلمين السلطان سليم الأول (ولقبه: ياوز سليم) عام 1517م فأودعها أولو جامع ببورصة. تلك الكسوة هي وثيقة سياسية هامة تمثل انتقال الخلافة من العباسيين المقيمين في مصر إلى الدولة العثمانية، وهي أقدم كسوة كاملة لباب الكعبة معروفة حالياً في العالم.
يُشير المنبر الخشبي بالجامع الذي صُنع عام 1399م إلى تقدّم العلوم والفنون الإسلامية، إذ توجد على جانبي منبر الجامع تراكيب خشبية دقيقة عن النظام الشمسي وعن المجرة مُشكّلة بفن تعشيق الخشب، توضح الحركات المدارية لكواكب المجموعة الشمسية وبُعدها عن الشمس وفرق الحجم بينهما.
بُنى السلطان بايزيد الأول المئذنة الأولى في الزاوية الشمالية الغربية للجامع. وبنى ابنه السلطان محمد الأول لاحقًا المئذنة الشرقية في الركن الشمالي الشرقي للجامع.
أُضيف إلى الجامع في أواخر القرن التاسع عشر الميلادي لوحات فنية للخط العربي مكتوبة بخط ذهبيّ على مخمل أخضر غامق اللون، وعلى جدران الجامع وأعمدته الضخمة المضلعة، اجتمع لها أبرع الخطاطين في ذلك العصر بأمر الخليفة العثماني، مما يُعَدُّ ميزة متفردة للجامع في العصر الحديث.
تأتي أهمية إنشاء أُولُو جامع في هذا الوقت تحت إطارين متوازيين، أولهما اعتبار ذلك الجامع استمرارا للجهود التي تبذلها الدولة العثمانية لفرض نفسها على العالم ككيان سياسي واقتصادي وثقافي، وثانيهما لإعطاء هوية للمجتمع العثماني.
يقع الجامع الآن في وسط مدينة بورصة بتركيا ضمن ما يُعرف بالسوق المسقوف أو السوق الكبير (البازار)، ويطل على شارع أتاتورك، ويبعد عن المجمع التجاري الشهير بميدان «كنت» (بالتركية: Kent Meydanı AVM)‏ بحوالي 1.5 كيلومتراً، ويمكن الوصول للجامع عن طريق الترام T1 الذي ينطلق من جانب محطة عثمان غازي للمترو، وهو قريب من سوق الحرير الذي يوجد بجانب مجمع «ظافر بلازا» التجاري.

## التسمية
«أولوطاغ» أو «جبل أولو»،  هو جبل ضخم شاهق ببورصة وهو مصدر اعتزاز عند أهل بورصة وهناك العديد من الأسماء التي تحمل اسمه، منها عدة مساجد بتركيا تحمل نفس الاسم: «أولو جامع»، و«جامعة أولوطاغ» ببورصة، وأسماء عوائل تركية.
اسم هذا الجامع هو «أُولُو»، مأخوذ من اسم جبل «أُولُو» الشهير (جبل أولوطاغ) (بالتركية: Uludağ)‏ ببورصة حيث «أُولو» (بالتركية: Ulu)‏ تعني «مبجل»، أو «شريف»، أو «عالي»، أو «سامي الرتبة»، أو «جليل المنزلة»، أو «عظيم الشأن»، و«طاغ» تُعني «جبل» بالتركية (بالتُركيَّة العُثمانيَّة: اُلُوطاغ؛ وبالتُركيَّة المُعاصرة: Uludağ).
المصادر الأجنبية تُسمي «أولو جامع» بجامع بورصة الكبير، ولكن هذا الاسم غير معروف في تركيا.
هناك مساجد أخرى عديدة مبنية في تركيا بمحافظات أخرى تحمل نفس الاسم: «أُولُو جامع»، منها على سبيل المثال مساجد موجودة في محافظات ومدن: أضنة، وأفيون قره حصار، وآق سراي، وأماصيا، وأنقرة، والإسكندرونة، وأنطالية، وقونية، وكوتاهية، وأيدين، وبالق أسير، وبطمان، وبايبورت، وبدليس، وبوردور، وجانقري، وديار بكر، وجوروم، وأدرنة، وخربوط، وأرضروم، وإزمير، ويوزغات، وأوشاك، وإسكي شهر، وموغلا، ونيدا، وسيواس، وشرناق، وجوامع ومساجد أخرى كثيرة جدا، وقد يكون ذلك ليس نسبة إلى جبل أولوطاغ، بل بمعنى «المسجد الجامع الأكبر بالمدينة».

## قصة بناء المسجد
تولي السلطان بايزيد الأول الحكم عام 1389م بعد استشهاد والده السلطان مراد الأول في معركة قوصوه، فكان من ضمن أعماله بناء جامع ضخم في بورصة بين 1391-1395م هو جامع بايزيد الأول ويُسمَّى أيضا «جامع ييلدرم بايزيد» أو «جامع ييلدرم».
بعد عام من انتهاء العمل في جامع بايزيد الأول، لاحت نُذُر معركة نيقوپولس عام 1396م، فنذر السلطان بايزيد الأول أن يبني عشرين جامعًا من مال الغنائم إن قُدِّر لهُ النصر في الحرب، وهذا ما كان، فقد انهزمت جيوش التحالف المجري البلغاري الويلزي الفرنسي البرغندي الألماني وقوات متنوعة (بمساعدة بحرية من البندقية) على يد الجيوش العثمانية،  وكانت نهاية الإمبراطورية المجرية الثانية.
بعد تمام النصر، سارع السلطان بايزيد الأول مع رجاله إلى تحديد الأماكن التي ستُبنى فيها هذه المساجد وفاءً بنذره. ولكن بعد فترة اكتشف صُعوبة بناء عشرين جامعًا؛ فطلب من عُلماء الإسلام المُحيطين به، ومنهم صهره وزوج ابنته ومستشاره الشيخ «أمير سلطان»،  إيجاد حلٍّ له، فوجدوا أنَّهُ قد قال في نذره «عشرين قبَّة» ولم يقل مساجد حرفيًّا، على اعتبار أن القبّة تعني مسجدًا، فاعتبروا أنَّهُ إذا بَنَى مسجدًا جامعًا بِعشرين قبَّة يكون قد أوفى بِالنذر.
وهكذا بُني أُولو جامع (جامع بورصة الكبير) على شكلِ مستطيلٍ تَعلُوُه عِشرُونَ قُبَّة كبيرة مُتلاصقة توجد تحت كل قبَّة منها مساحة كبيرة لِلصلاة، والمستطيل على شكل مصفوفة قباب «5x4»: خمسة قباب بِاتجاه القبلة، ووراءهم مثلهم لأربعةِ صفوفٍ، وتحت كُل قبَّة مساحة مسجد من مساجد ذلك الزمان.
بعد بناء الجامع عام 802هـ الموافق لعام 1399م/1400م، استدعى السلطان بايزيد الأول صهره وزوج ابنته الشيخ «أمير سلطان» لرؤية الجامع وإبداء رأيه فيه وكان ينتظر منه كلمات تقديرية، وكان الجامع مبنىً عظيمًا بمقاييس ذلك العصر. لم يتردد الشيخ أمير سلطان في توجيه كلمات قاسية إلى السلطان بايزيد الأول، إذ أنه رد عليه قائلاً: «إن بَنَيتم
في كل زاوية من زوايا الجامع حانة (خمّارة) لأنفسكم فلا يبقى فيه نقص». ولما سأله السلطان، متعجبًا: «كيف يمكن بناء الحانة حول بيت من بيوت الله!» رد عليه هذا العالِم مرشداً له قائلًا: «إن بيت الله هو هذا الجسم، الذي خلقه الله تعالى. ألا تخجل من نفسك أنك حولته إلى حانة، وتخجل من وضع الحانة في أطراف هذا المبنى!». وذلك عندما تساهل السلطان بايزيد الأول في بعض الأمور.
مازال الجامع يُعتبر كبيرًا بِالمقاييس المُعاصرة، فمساحته حوالي 5000 م2، يوم كان تعداد سكان العالم أجمع حوالي 350 مليون نسمة. يُعد أولو جامع أكبر الجوامع مساحة في تركيا من حيث كبر المصلى، فعلى الرغم من أن مساحة جامع السلطان أحمد مثلًا أو جامع سليمان القانوني مع باحاتهما أكبر من مساحة أُولو جامع إلا أنه يبقى الأكبر من حيث مساحة المُصلَّى.
تبلغ ساحة الصلاة حوالي 3800 م2 بواقع طول 56م وعرض 68م. يوجد بجانب الجامع المدرسة التي دُفن فيها السلطان بايزيد الأول.
كان مسجد «أُولُو جامع» أحد أهم خمسة مساجد في العالم الإسلامي، وهي: المسجد الحرام بمكة المكرمة، والمسجد النبوي بالمدينة المنورة، والمسجد الأقصى بالقدس الشريف، والمسجد الأموي بدمشق، ثم «أولو جامع»، ببورصة.

## افتتاح الجامع
بعد أن اكتمل بناء أولو جامع حضر السلطان بايزيد الأول إليه في يوم الجمعة ومعه الوزراء والعلماء، ثم التفت إلى العالم الكبير وصهره أمير سلطان وكلفه بإلقاء الخطبة.
ولكن أمير سلطان وقف قرب المنبر وجال ببصره ليفتش عن العالم صمونجي بابا الذي يعرف قدره وعِلمَه ولكن الناس كانوا يجهلونه لتعمده التواضع وإخفاء نفسه ويعتقدون أنه ليس إلا رجلاً بسيطاً يبيع الخبز (الصمون)، ثم قال وهو يشير إليه: «ليس في هذا الجامع من هو أحق من هذا الرجل من إلقاء هذه الخطبة».
قام صمونجي بابا مضطراً وصعد إلى المنبر وحمد الله تعالى، ثم قرأ سورة الفاتحة وبدأ بتفسير معانيها من سبعة أوجه، وكان تفسيراً رائعاً أخذ بمجامع قلوب الحاضرين.
كان العالم المُلا شمس الدين فناري قاضي بورصة حاضراً وسمع هذه الخطبة، فقال فيما بعد لأصدقائه: «لقد شاهدنا هذا الرجل وتبحّره في العلم والتفسير، فالتفسير الأول للفاتحة فهمه الجميع، والتفسير الثاني فهمه البعض، والتفسير الثالث فهمه القِلّة والخواص فقط، أما التفسير الرابع والخامس والسادس والسابع فقد كان فوق طاقة إدراكنا».
وبعد افتتاح الجامع رحل صمونجي بابا إلى مدينة أخرى لا يعرفه الناس فيها اتقاءً للشهرة.

## تاريخ المسجد

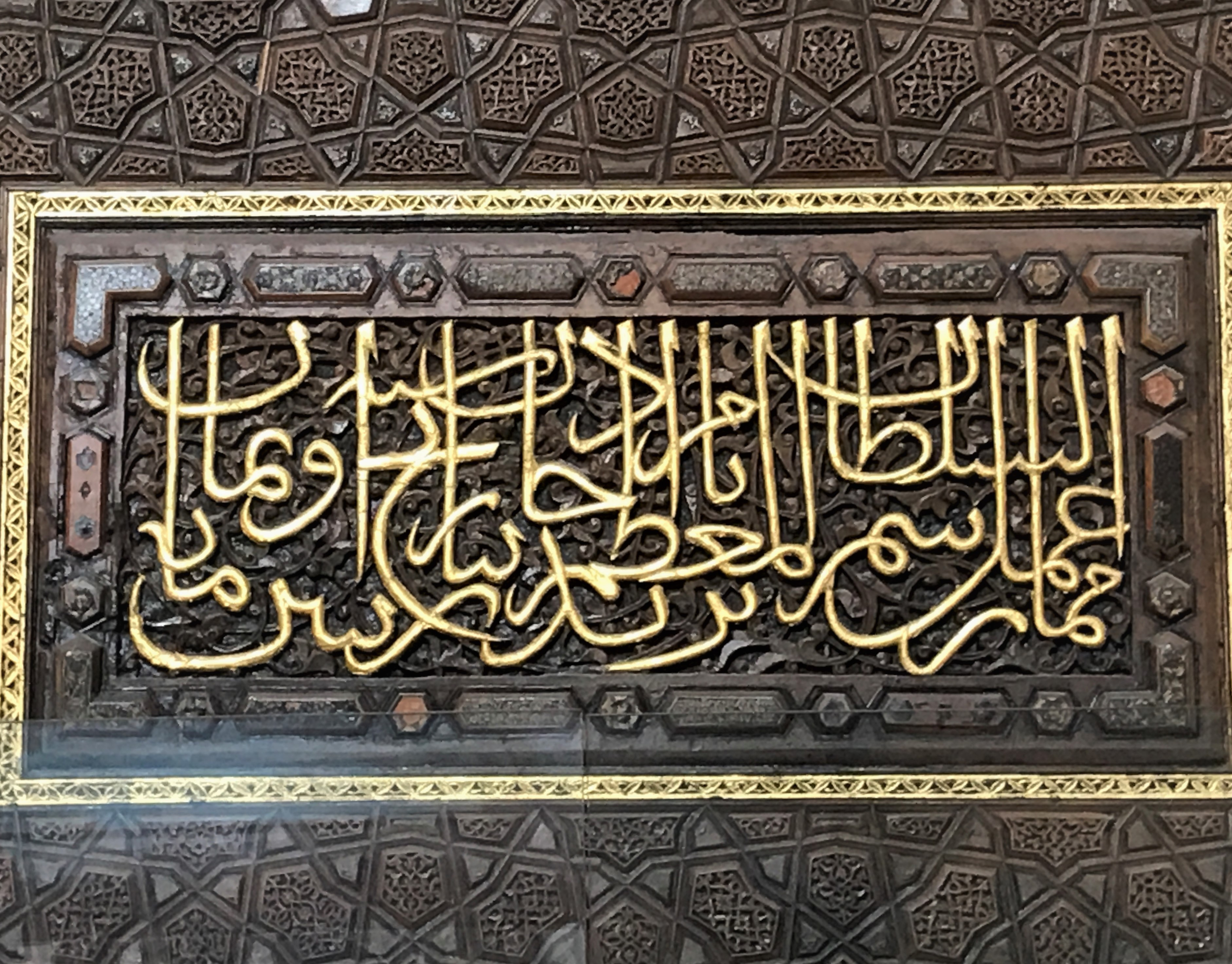
حفر على الخشب داخل إطار من الخشب المعشَّق، موجود على رأس باب المنبر الأثري للجامع، مكتوب عليه باللغة العربية: "السلطان المعظم با يزيد بن مراد خان بتاريخ سنة ثمان مائة واثنين". تم تذهيب هذا النص باللون الذهبي حديثاً أثناء صيانة الجامع لإظهار النص، ولكن لم يتم تذهيب تنقيط الكلمات رغم أن هذه النقاط مازالت موجودة على الخشب المحفور. هذا التاريخ المكتوب، 802هـ، اعتمده المؤرخون كتاريخ افتتاح الجامع، كأقدم تاريخ أثري وُجد مكتوباً على أبنية وأثاث الجامع.

بُني أُولو جامع بأمر من السلطان العثماني بايزيد الأول بعد عودته منتصراً من معركة نيقوپولس. لا يوجد نقش يحدد تاريخ بناء الجامع؛ ولكن تم اعتبار التاريخ المكتوب أعلى باب المنبر «عام 802هـ (1399م)» هو تاريخ بناء الجامع.
كان المسجد وقت بنائه ذا مكانة واحترام كبيرين بين الناس، وكان شرفاً عظيماً للعلماء أن يُدرّسوا في رحابه. وفي قرون لاحقة تم رسم لوحات بالخط العربي داخل المسجد مما جعل له شهرةً خاصةً في المجتمع واهتماما خاصا به.

### محاولات إحراق الجامع
- بعد فترة وجيزة من بناء الجامع، أُسر السلطان بايزيد الأول في حرب أنقرة التي خسرها أمام تيمورلنك[43] الذي قام بإحراق ونهب العاصمة بورصة، تلك المدينة التجارية الكبرى وعاصمة العثمانيين، وانتشرت قواته في مناطق الأناضول وأمعنت فيها السلب والنهب. حرّق تيمورلنك أولو جامع بالنار وخرّب الواجهات الخارجية خلال غزوه بورصة. ولم يتم إصلاح أو إعادة إعمار الجامع إلا بعد 19 عاماً، بعد انتهاء عهد الفترة العثماني.
- كذلك خلال عهد الفترة التي أعقبت موت السلطان بايزيد الأول،[44] حاصر الكرميانيون بورصة عام 1413م وحاولوا إحراق الجامع بحرق الأخشاب على الواجهة الخارجية للجامع.
- كانت نتيجة تلك الحرائق المتلاحقة تدمير الواجهة الخارجية للجامع، فتمت تغطية الركام الناتج من أثر الحريق على الجدار الخارجي للجامع بطبقة من الجص السميك (الجبس)، واستمر ذلك الغطاء حتى تم ترميم الجامع في خمسينيات القرن العشرين.[12]
- عقب حريق السوق الكبير (بازار بورصة)[45] الموجود في الفناء الشمالي للجامع، تم تجديد الجامع مرة أخرى عام 1958م،[46] وفيه تمت إزالة أعمال الجص (الجبس) السابقة وإصلاح الجدار الخارجي.

### إصلاحات وإعادة إعمار الجامع

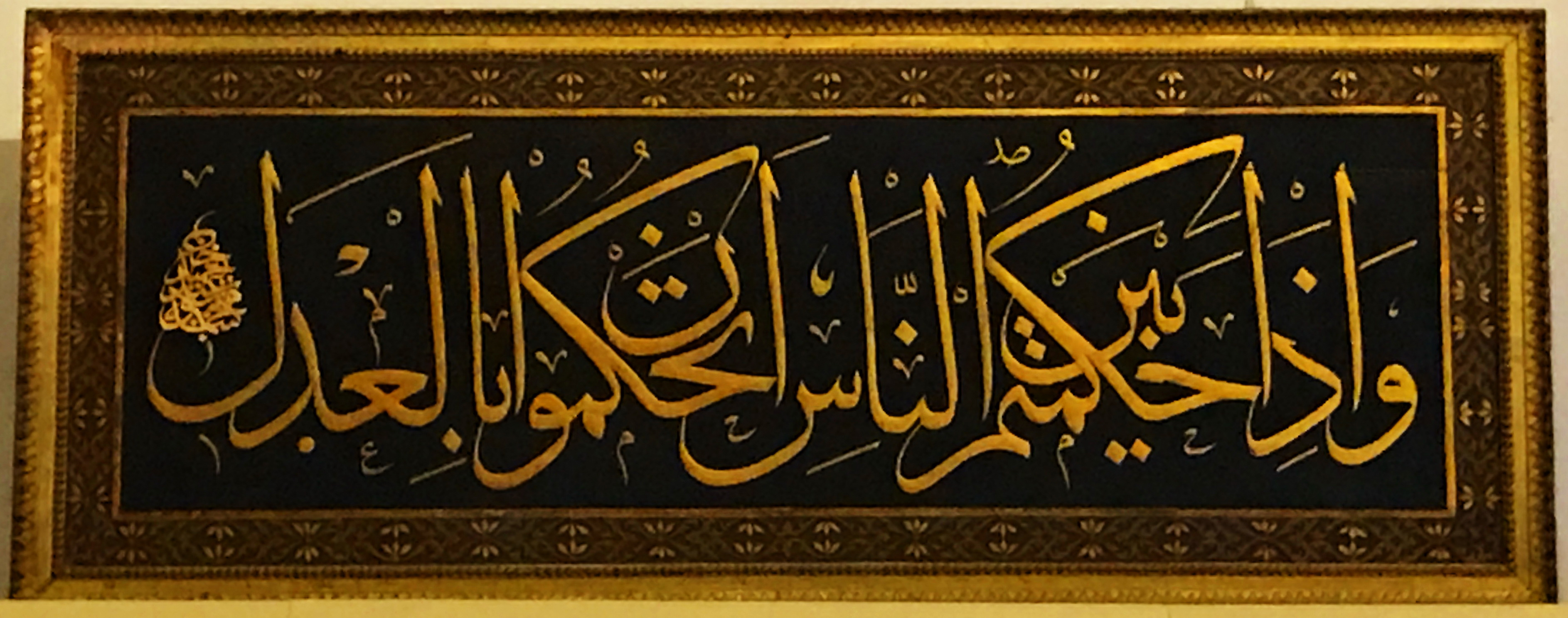
لوحة فنية بالخط العربي معلقة على جدار قبلة مسجد أُولو جامع ببورصة، وموجودة فوق «كسوة الكعبة الشريفة»، مكتوب فيها: ' [النساء: الآية 58].

افتُتح الجامع مرة أخرى للعبادة في عام 1421م بعد انقضاء عهد الفترة (الحرب الأهلية بين أبناء السلطان بايزيد الأول بعد وفاته في الأسر).

### حريق 1493م
نشب حريق عام 1493م، أعقبته عملية إصلاح للمسجد. كان أول إصلاح وإعادة تعمير للمسجد في عام 1494م، وبحلول عام 1862م كانت قد تمت 23 عملية إصلاح وإعادة تعمير للمسجد عبر السنين.

### كسوة باب الكعبة الشريفة 1517م
في عام 1517م، بعد أن فتح السلطان سليم الأول مصر وانتقلت الخلافة إلى الدولة العثمانية، أهدى السلطان إلى أولو جامع كسوة باب الكعبة الشريفة وتم تعليقها في الجامع على يسار المنبر والمحراب.

### مقصورة المؤذنين 1549م
أُضيفت «مقصورة المؤذنين» عام 1549م، وكانت من التقنيات السمعية آنذاك لنقل صوت الإمام أثناء الصلاة إلى أرجاء المسجد مترامي الأطراف.

### كرسي الواعظ 1815م
أًضيف «كرسي الواعظ» إلى الجامع عام 1815م، وهو مصنوع من حجر الرخام لجلوس شخص بداخله وإلقاء موعظة أو درس، بحيث يكون الشيخ مرتفعا عن الجالسين على أرض الجامع فيصل صوته إلى مكان بعيد في المسجد.

### مقصورة السلطان1840م

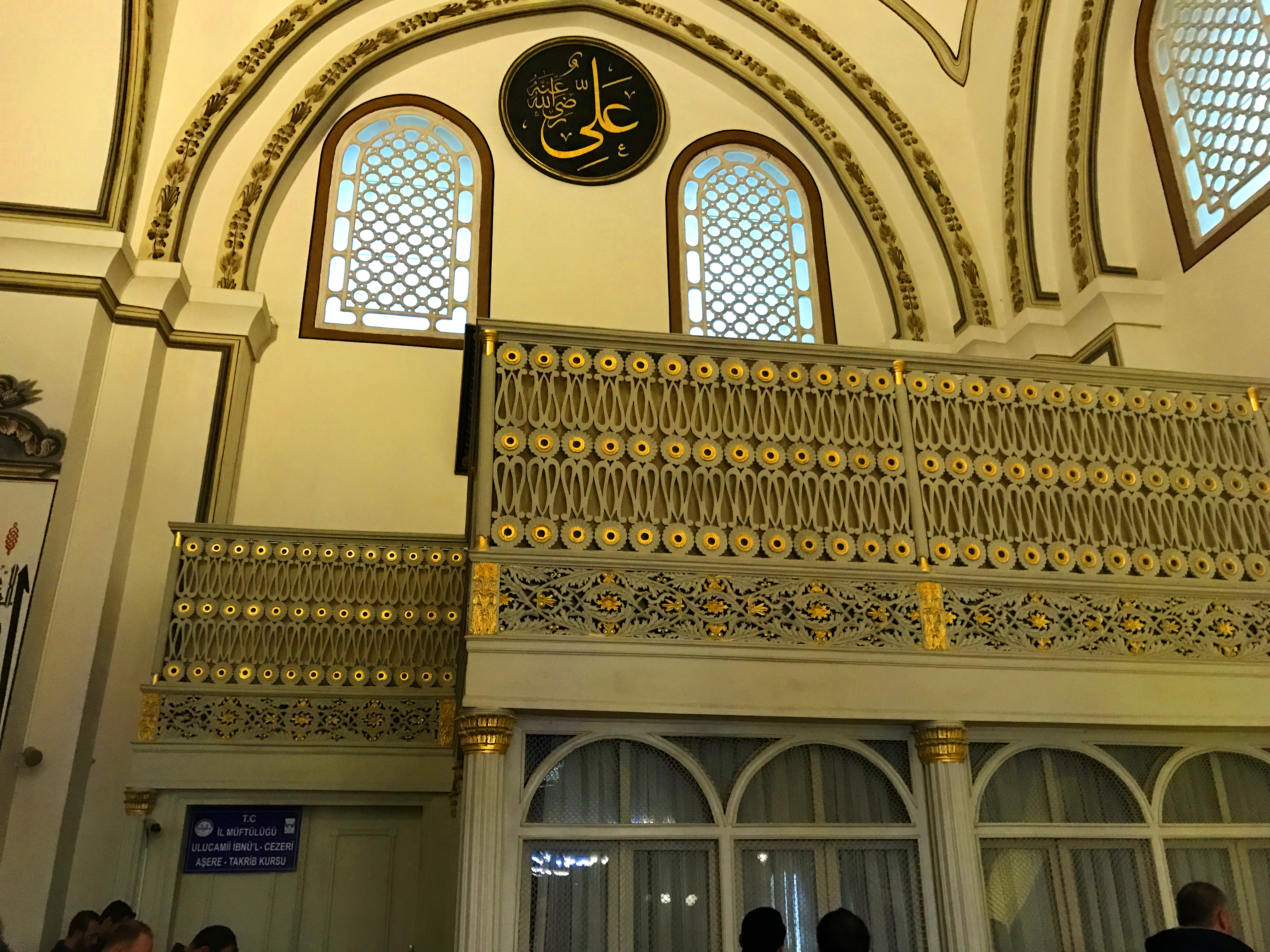
«مقصورة السلطان» هي ذلك البناء الخشبي في ركن الجامع والذي بجانبه كسوة باب الكعبة الشريفة.

تاريخياً، «مقصورة السلطان» (بالتركية: Hünkar mahfili)‏ هي بناء صغير يكون داخل المسجد ويُخصّص لصلاة السلطان يوم الجمعة وفي العيدين وفي صلاة القيام، ويُضاء ليلا بالمصابيح لصلوات العشاء.
ظل أولو جامع بدون مقصورة للسلطان ربما بسبب موت بانيه، السلطان بايزيد الأول، بعد إتمام البناء بقليل، على الرغم من أن ابنه السلطان محمد الأول قد جعل الطابق الثاني من الجامع الأخضر الذي بناه بعد أولو جامع بحوالي عشرين عاماً به مقصورة للسلطان بل وقسم خاص لإقامته ولإدارة الحكومة بنفس المبنى.
أضاف السلطان عبد العزيز الأول مقصورة السلطان إلى أولو جامع عام 1840م لأسباب أمنية، وبُنيت المقصورة من خشب بداخل الجامع وجُعلت لها أعمدة خشبية في الركن الجنوبيّ الشرقيّ من الجامع على يسار المحراب، وجُعل لها باباً خاصاً كان مقصوراً على استخدام السلطان، ولكن هذا الباب ليس مفتوحا حالياً لعامة المصلين نظراً لصغره وموضعه المتقدم في الصفوف الأولي بعكس أبواب الجامع الثلاثة الأخرى الواقعة بالنواحي الخلفية للمسجد والتي تُتيح سهولة الحركة دخولا وخروجا من المسجد أثناء الصلوات.
وُضعت كسوة باب الكعبة الشريفة المملوكية بعد ترميمها الأخير بجانب مقصورة السلطان. فُتحت مقصورة السلطان للزوار منذ عدة سنوات فقط بعد أن ظلت مُغلقة قرب المئة عام بقرار سابق من الجمهورية التركية التي أسقطت الخلافة العثمانية في القرن التاسع عشر.

### زلزال بورصة 1855م

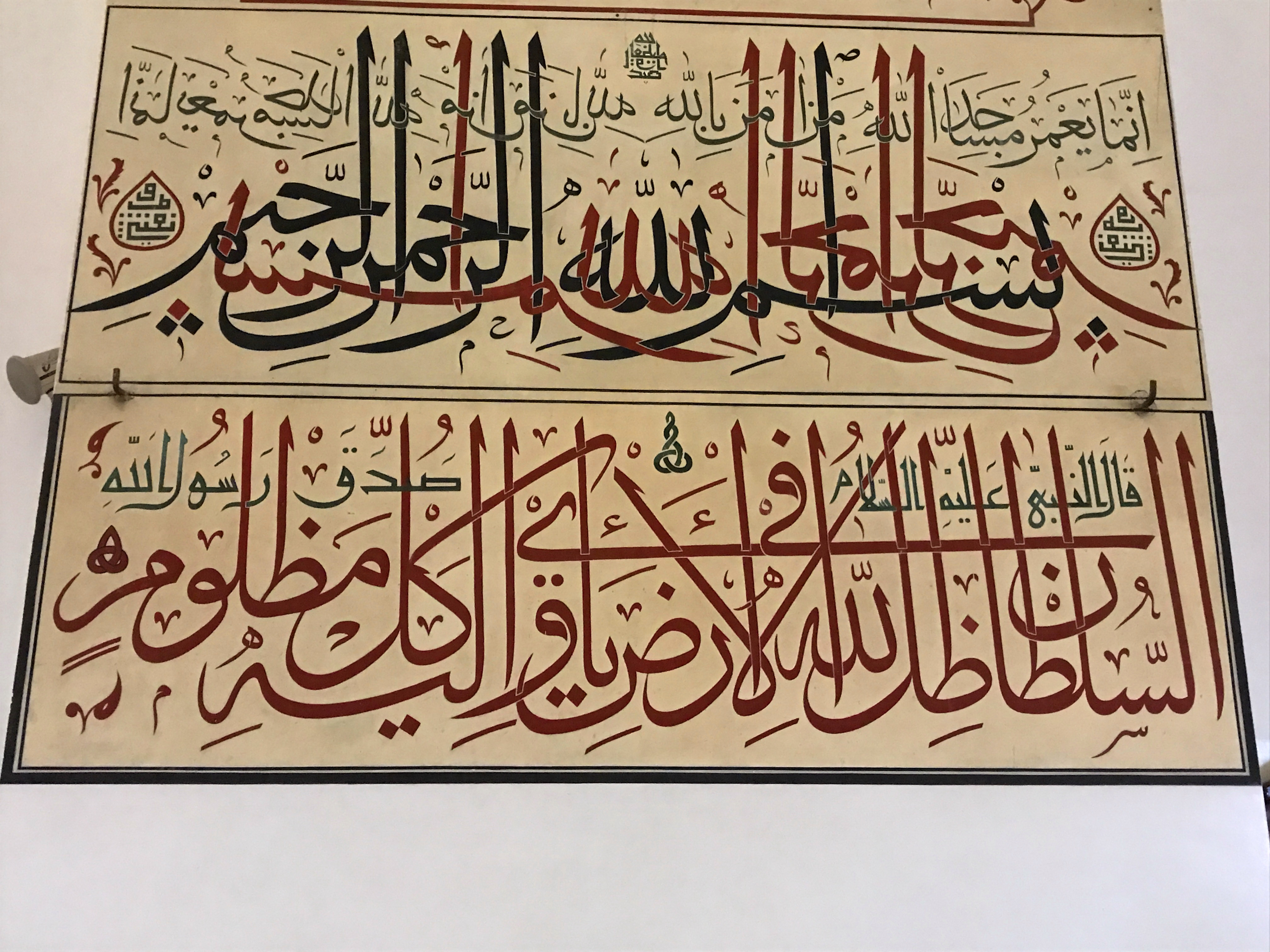
لوحة فنية بالخط العربي معلقة على أحد أعمدة مسجد أُولو جامع ببورصة مكتوب فيها:
بسم الله الرحمن الرحيم
إِنَّمَا يَعْمُر مَسَاجِد اللَّه مَنْ آمَنَ بِاَللَّهِ
صدق الله العظيم
قال النبي عليه السلام السلطان ظل الله في الأرض يأوي إليه كل مظلوم.
صدق رسول الله

أُصيب المسجد بأضرار بالغة جدًا إثر الزلزال الكبير الذي وقع ببورصة في 28 فبراير 1855م وبلغت قوّته 7.5 على مقياس ريختر للزلازل وخلّفَ دماراً واسعا في بورصة ومن حولها. قُتل في الزلزال 300 شخص، ودُمرت آلاف المنازل وأماكن العمل، وانهارت بعض المعالم التاريخية والمباني في بورصة بما فيها هذا المسجد والجامع الأخضر وانهارت مساجد كاملة مثل جامع أمير سلطان. وفي وقت لاحق، انتشرت النار في المدينة، مما أدى إلى زيادة عدد القتلى.
انهارت في هذا الزلزال 18 قبة من قباب أولو جامع، ما عدا القبة التي أمام المئذنة الغربية والقبة التي أمام المحراب.

### إصلاحات وترميمات بعد الزلزال
بعد انتهاء الزلزال، خضع الجامع لعملية إصلاح جوهرية كبيرة، وتم إرسال أشهر الخطاطين في ذلك الوقت من إسطنبول بأمر من السلطان عبد المجيد الأول لرسم كتابات كبيرة داخل الجامع بخط اليد. كما تمت إضافة خطوط جديدة في المسجد وكتابتها بخط حسن جميل. كما أعاد المهندس المعماري الفرنسي ليون بارفِيّيه (بالفرنسية: Léon Parvillée)‏ تصميم المسجد الداخلي والخارجي. وأبدل الأسطح الخشبية للمآذن بأسطح حجرية.

### حريق 1889م
في حريق عام 1889م، احترق المخروط الخشبي الموجود علي رأس كل مِئذنة، ثم أعيد بناؤهما بعدها بالحجر.

### إصلاحات وترميمات 1959م
خضع الجامع لعملية ترميم في عام 1959م.

## التصميم المعماري
يُعتقد أن علي نجّار (بالتركية: Ali Neccar)‏ وحاجي عوض (بالتركية: Hacı İvaz)‏ هما المعماريان اللذان قاما بتصميم وبناء أُولُو جامع بأمر من السلطان بايزيد الأول. صُمِّم الجامع على «نظام معياري» (بالإنجليزية: Modular building)‏ أي «النمطية في التصميم»، وهو نهج يقسّم البناء إلى وحدات أصغر مستقلة يتم تكرارها لتأدية وظائف متعددة.
يتميز أُولو جامع بعشرين قبة مُرتبة في أربعة صفوف، في كل صف خمسة قباب، وتلك القباب مدعمة بواسطة 12 عموداً. ويُمكن تصور توزيع القباب العشرين في مصفوفة 5x4، وترتفع القباب كلما كانت أقرب إلى منتصف الجامع.
القبة الواحدة مثبتة فوق 4 أعمدة ضخمة مُربعة والمساحة تحتها وحدة معمارية واحدة، متكررة 20 مرة بنفس الأبعاد. ولهذا تكثر الأعمدة الضخمة داخل الجامع، وعددها إثنا عشر عموداً.
كل القباب مبنية عدا قبة واحدة كانت مفتوحة لإدخال ضوء النهار إلى الجامع فوق حوض ماء الوضوء كما في التقاليد السلجوقية لعمارة المساجد، وقد بُنيت تلك القبة حديثاً من الزجاج لحفظ مقتنيات المسجد الحديثة والسجاد من الغبار والأمطار والثلوج خلال العام.

## الأهمية المعمارية
يُمثّل مسجد أولو جامع نقطة تحول معمارية هامة للعمارة العثمانية المبكّرة في بورصة التي ظلت عاصمة للعثمانيين حتى قبيل فتح القسطنطينية عام 1453م، وظهرت لاحقاً في المساجد العثمانية بإسطنبول بعد فتح القسطنطينية.
على الرغم من أن المسجد شمل بعضاً من عناصر العمارة السلجوقية التقليدية، إلا أن تخطيط الجامع جاء لأول مرة على شكل مستطيل بعيداً عن النمط التقليدي للمساجد العثمانية المبكرة ببورصة والتي كانت تُخَطّط على هيئة «T مقلوبة» وهو النمط المعروف «بنمط بورصة» أو «التخطيط المجنّح»، مثل جوامع السلاطين الأربعة الأخرى ببورصة والمبنية بهذا النمط القديم وهي:
1. «جامع أورخان غازي» المجاور لأولو جامع.
2. «جامع خداوندكار» الذي بناه ُالسلطان العثماني مراد الأول بين عامي 1365-1385م.
3. «الجامع الأخضر» الذي بناه السلطان محمد الأول بعد أولو جامع.
4. «جامع شهادَت»
5. بالإضافة إلى مساجد بورصة الأخرى الموجودة حتى الآن، والمبنية على «نمط بورصة» (T مقلوبة).[68][69][70]

جاء مُخطط أولو جامع مستطيلا لكي يفي نذر بناء عشرين مسجدًا، بينما ظلت مخططات المساجد قبله وبعده على تخطيط «نمط بورصة» (T المقلوبة). فمثلا بنى السلطان بايزيد الأول جامع ييلدرم على «نمط بورصة» ثم بنى أولو جامع مستطيلاً، ثم جاء ابنه السلطان محمد الأول فبنى «الجامع الأخضر» على «نمط بورصة» أيضا وليس مستطيلا مثل أولو جامع.
وعندما استلهم معمار سنان المساجد التي بناها في إسطنبول، جاء استلهامه من أولو جامع، وبهذا تطورت عمارة الجوامع العثمانية.

## «نمط بورصة» أو تخطيط «T المقلوبة» أو «التخطيط المجنَّح»

### بدايات عمارة المساجد العثمانية
كانت بدايات عمارة المساجد القديمة في بورصة تُبنى في أول الأمر على هيئة غرفة واحدة مربعة تعلوها قبة واحدة كبيرة تستند مباشرة على جدران المسجد الأربعة وتشمل كل المسجد وتكون غرفة الصلاة كلها محاطة بالجدران الأربعة المربعة وسقفها هو تلك القبة. أصبح هذا المربع ذو القبة هو النموذج الأوّلي (بالإنجليزية: Archetype)‏ الذي تطور بمرور الوقت إلى ثلاث نماذج معمارية لاحقاً:
- مسجد «الوحدة الواحدة»: مربع واحد ترتكز على جدرانه قبة واحدة، وتكون قاعة الصلاة كلها تحت تلك القبة.
- مسجد «الوحدات المتعددة»: تكرار وحدة «المربع ذو القبة» عدة مرات لتشكيل مسجد كبير،[72] مثل أولو جامع الذي به عدة وحدات يعلو كل منها قبة مستندة على أركان الوحدة الأربعة سواء كانت جداراً أم عموداً.
- المسجد ذو الإيوان: وهو مُستقى من العمارة السلجوقية، والإيوان هو قاعة مسقوفة بثلاثة جدران فقط والجهة الرابعة مفتوحة تماما للهواء الطلق، وتكون هنال عدة أواوين داخل الجامع مفتوحة وتطل على ردهة الجامع وهو ما يُعرف باسم «نمط بورصة» أو تخطيط «T المقلوبة».[73]

### نمط بورصة
|                              |  |                                  |
| مخطط "الجامع الأخضر" ببورصة. |  | مخطط "جامع بايزيد الأول" ببورصة. |

يُمثّل التخطيط المعماري «لنمط بورصة» (بالإنجليزية: Bursa Type)‏ أو تخطيط «T المقلوبة» (بالإنجليزية: Reverse T)‏ العمارة العثمانية المبكرة للمساجد في بورصة، وفيه تكون هناك ردهة رئيسية بعد الدخول من باب الجامع (الردهة غرفة كبيرة تمثل الصالة الخلفية للصلاة - Son cemaat yeri). تتوزع من الردهة عدة غرف أخرى أو أواوين، إحداها غرفة الصلاة الرئيسية التي بها المحراب؛ بحيث تفتح هذه الردهة على باب المسجد، وتتوزع غرف صلاة أخرى عن يمين ويسار الردهة الأقرب إلى الباب، ثم تكون صالة الصلاة الرئيسية التي بها المحراب متفردة لا يجاورها أي غرف أخرى عن يمينها أو يسارها. وبهذا تكون في خلف الجامع عدة غرف صلاة متجاورة بجانب بعضها مفتوحة على الردهة بدون أبواب. قد تكون هناك غرف صغيرة إضافية بالمسجد للضيوف أو غرف مخصصة لصلاة النساء.
من أمثلة الجوامع التي بُنيت على «نمط بورصة» (T المقلوبة)، جامع بايزيد الأول الذي بُني قبل مسجد أولو جامع، والجامع الأخضر الذي بُني بعده.

### تخطيط أولو جامع
بُني جامع أورخان غازي الذي بناه السلطان أورخان غازي بن عُثمان بن أرطُغرُل، ببورصة عام 1339م على مُخطط نمط بورصة «T المقلوبة» وهو مسجد صغير الحجم من طابق واحد.
ثم جاء جامع بايزيد الأول الذي بناه السلطان بايزيد الأول حفيد أورخان غازي وبُدء العمل فيه عام 1391م، وهو يُعتبر أنضج المساجد التي بُنيت على مُخطط نمط بورصة «T المقلوبة» معمارياً.
وجاء بعده تخطيط أولو جامع عام 1399م متفرداً بتخطيطه المستطيل رغم أن الذي بناه هو السلطان بايزيد الأول أيضاً. وقد يكون السبب هو تعمّد إنشاء عشرين قبة لتكون بمثابة عشرين مسجدًا فجاء المخطط على هذا النحو المتفرّد بين مساجد بورصة الأخرى.
أما الجامع الأخضر الذي بناه السلطان محمد الأول ابن السلطان بايزيد الأول في بورصة بعد أولو جامع والذي بُدء العمل فيه عام 1421م، فهو مشابه جدًا لجامع والده جامع بايزيد الأول بحدّ قد يصل إلى التطابق، وهو مثال آخر على نمط بورصة بتخطيط «T المقلوبة» مع الفارق في ثراء أعمال الزخرفة والرخام والبلاط والخشب.
وعن هذا التطور الجديد إلى النمط المستطيل لأولو جامع، فقد تم تكرار نمط المسجد ذي القبة الواحدة عدة مرات على هيئة مصفوفة. وعلى العكس من المساجد الأخرى، لا يوجد في مسجد أولو جامع رواق ولكنه يتكون فقط من قاعة صلاة مستطيلة متناسقة بشكل أنيق وثلاثة أبواب، باب في كل جدار ما عدا جدار القبلة. وقد بُنيت مساجد من هذا النوع في الدولة العثمانية بأكملها حتى نهاية القرن السابع عشر.
يُقال أن المعماري العثماني الأشهر سنان آغا (معمار سنان) استلهم تصميم الجامع السليماني في مدينة إسطنبول من بناء أُولو جامع.

## القباب العشرون تعدل عشرين مسجدًا

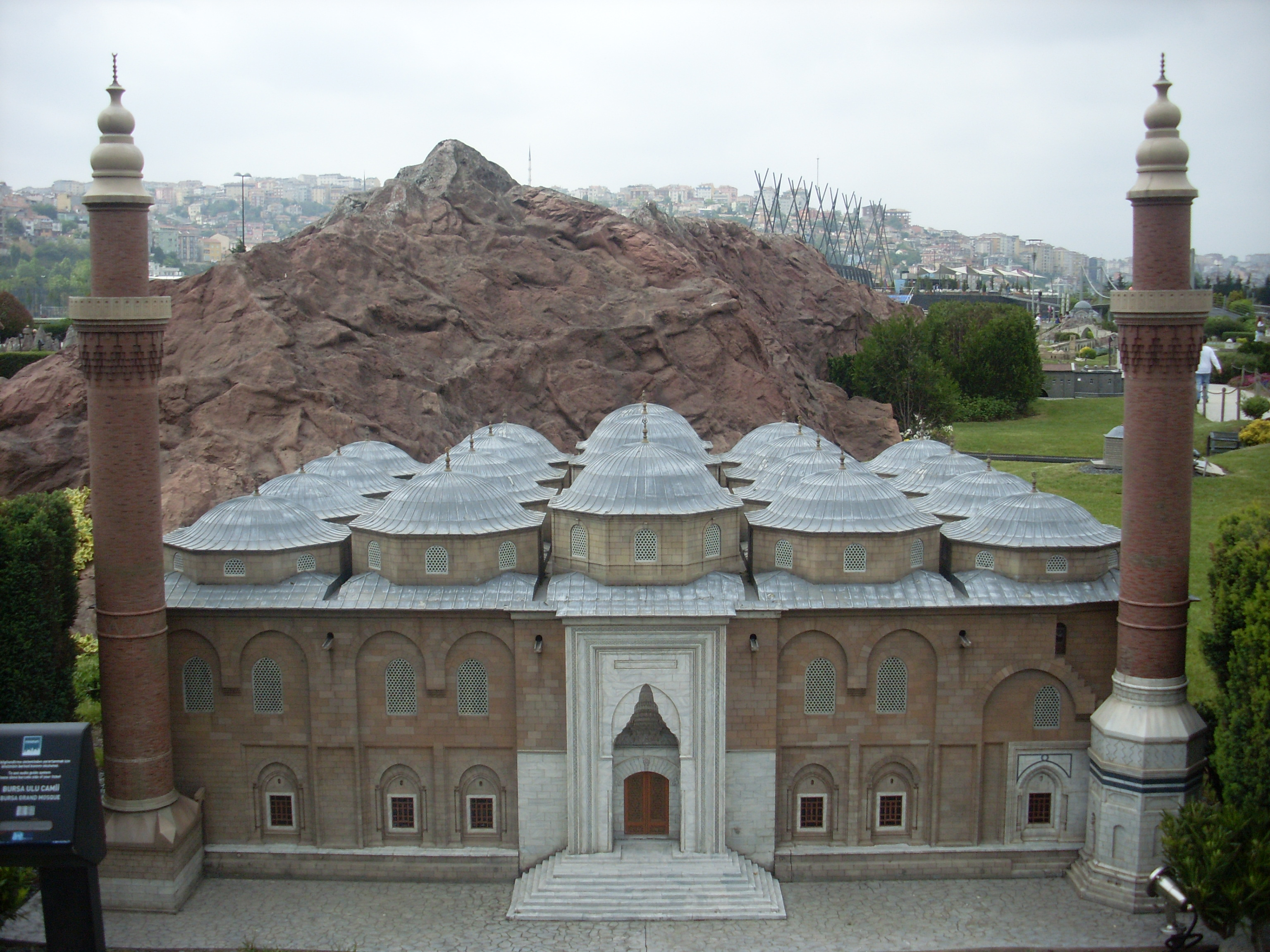
صورة لمجسم نموذجي موجود بحديقة متحف «مينيا تورك»، يُبيّن جدار الباب الخلفي لأُولُو جامع.

بُنيَ أولو جامع على مساحة تعدل 20 مسجدًا من ذلك العصر.
لتوضيح تلك الفكرة يُمكن مقارنة تلك القباب مع مسجد السلطان أورخان غازي جَدّ السلطان بايزيد الأول والذي بُني قبل مسجد أولو جامع على «نمط بورصة» القديم (يُسمَّى أيضا تخطيط T المقلوبة، أو التخطيط المجنَّح) والذي يبعد 130 متراً عن أولو جامع (شرقاً). يعلو مسجد السلطان أورخان غازي قبتان كبيرتان أحدهما فوق صالة الصلاة الرئيسية والثانية خلفها فوق الملحق الخلفي للصلاة (الردهة)، وكلتا القبتين أصغر وأقل ارتفاعا من قباب أولو جامع.
كذلك، فإن كل المساجد المبنية في بورصة من غير السلاطين في نفس العهد بنهايات القرن الرابع عشر وبنفس العمارة، مبنية تحت قبة واحدة مرتكزة مباشرة على جدران غرفة مربعة الشكل، حجمها يعدِلُ أو يصغُرُ عن حجم قبة واحدة من قباب أُولُو جامع العشرون.
وربما كانت كلمة «قبة» تَعني مجازاً «مسجدًا» في ذلك الوقت إذ أن المساجد الأولى في بورصة كانت تُغطى كلها بقبة واحدة، والقبة تعدل مسجدًا واحداً. والحق أن بايزيد الأول لم يبن 20 قبة للوفاء بنذره، بل بَنى 19 قبة تمثل 19 مسجدًا وكان الجزء الذي يمثّل المسجد العشرين في «أولو جامع» بدون قبة، لأن حوض ماء الوضوء كان تحته بداخل الجامع.
وبهذا يتضح أن العُرف المعماري في بورصة كان أن القبة تعدل مسجدًا، ويكون بذلك السلطان بايزيد الأول قد بنى 20 مسجدًا في مسجد واحد ضخم، القبة الواحدة منهم أكبر من مساجد ذلك العصر، إيفاءً بنذره الذي قطعه على نفسه وتصديقاً لفتوى العلماء له. يُمكن تصور توزيع القباب العشرين في مصفوفة 5x4، ويُلاحظ أن ارتفاع صفوف القباب يزداد مع الاقتراب من منتصف الجامع.

## وصف المسجد
يُعتبر مسجد أولو جامع أكبر مسجد في مدينة بورصة كلها حتى هذا الوقت، وهو علامة على جمال فن العمارة العثمانية القديمة، والتي استَخدمت كثيرًا من عناصر العمارة السلجوقية.
يقع الجامع في ضاحية «عثمان غازي» بمدينة بورصة، وهي ضاحية تاريخية معنوية تحمل عبق القرون الأولي للدولة العثمانية من القرن الرابع عشر والخامس عشر. وتقع أضرحة السلطان الغازي أبو الملوك عثمان بن أرطغرل وابنه السلطان أورخان غازي على مقربة من الجامع بالإضافة إلى قبور السلاطين وقلعة بورصة والمباني التجارية (الخانات) التي ما تزال مستخدمة إلى اليوم.
توجد ثلاثة أبواب للجامع، تقع بالناحية الشرقية والغربية والشمالية، بينما يقع المحراب في الجدار الجنوبي.
توجد مقصورة خشبية للمؤذنين تقع مُقابل المنبر مباشرة، كما يوجد كرسي الواعظ من الرخام على أحد الأعمدة الاثنا عشر للجامع، في مكان قريب من المحراب.
في الركن الأمامي علي يسار المحراب، الركن الجنوبي الشرقي، توجد مقصورة السلطان المبنية من الخشب وبجانبها كسوة باب الكعبة الشريفة لعام 1516م.
للمسجد مئذنتان اثنتان في الركنين الخلفيين منه. وبوسط المسجد حوض ماء كبير للوضوء، فوقه قبة زجاجية. شُيد منبر المسجد عام 1399م بواسطة فن تعشيق الخشب، ومازال موجوداً. والمسجد على ضخامته، قد رُوعي في تصميمه توزيع الضوء والحرارة داخله.
يوجد بالركن الخلفي علي اليسار، أي الركن الشمالي الشرقي، مكان كبير مخصص للنساء ومُحاط بسور خشبي به أرفف لحفظ الأحذية.
أما في الركن الخلفي الأيمن، أي الركن الشمالي الغربي، فتوجد أربع غرف خشبية موزعة كالتالي علي الترتيب:
1. غرفة الوعاظ (الدعاة) (بالتركية: vaizler)‏.
2. غرفة جمعية المسجد (بالتركية: dernek)‏.
3. غرفة الأمن (حراس المسجد) (بالتركية: güvenlik)‏.
4. غرفة المؤذنين (بالتركية: müezzinler)‏.

والمسجد مزخرف برسومات على كل جوانبه، ولوحات بديعة بالخط العربي لآيات من القرآن الكريم والأحاديث النبوية والحكمة.

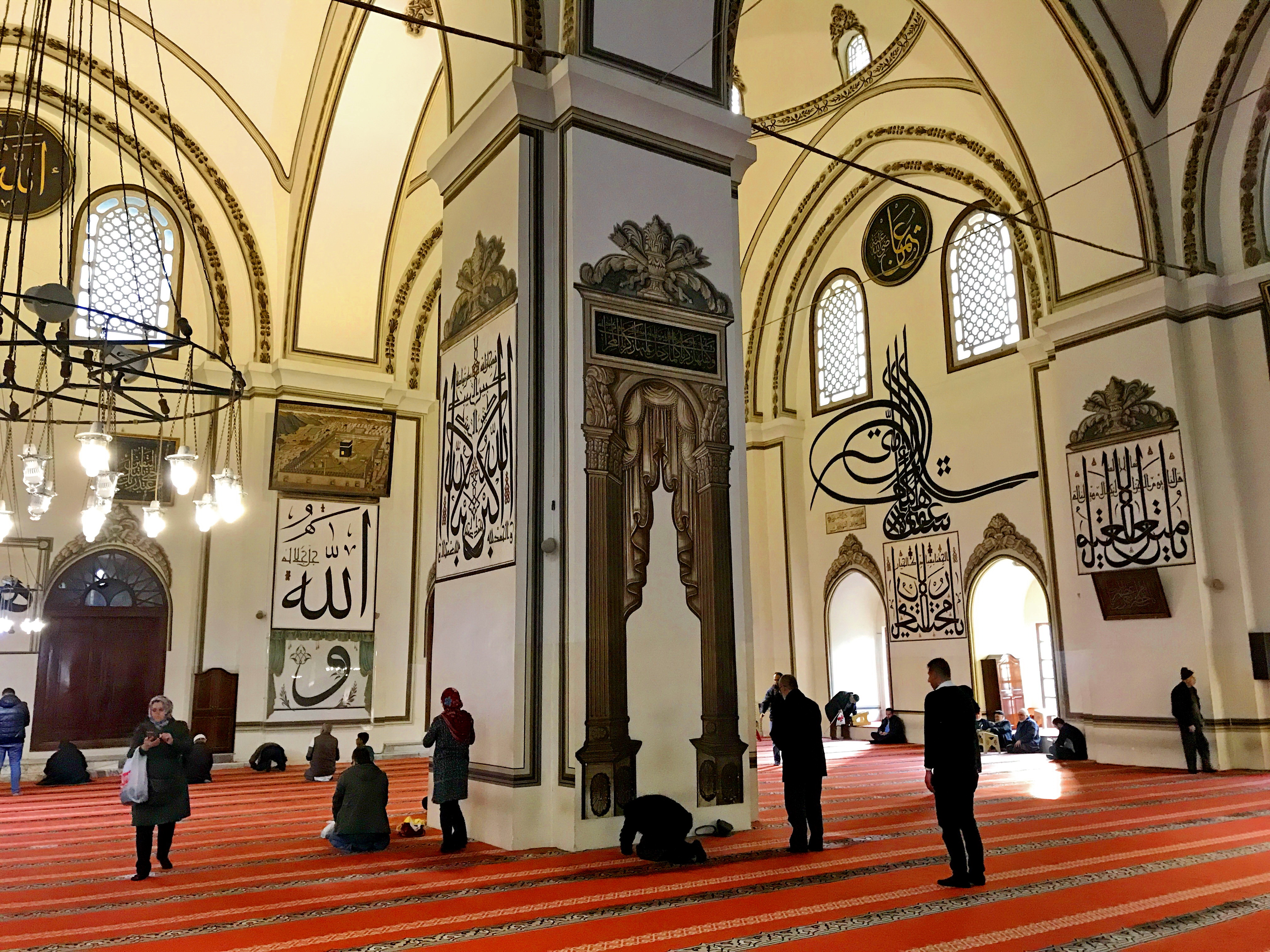
لقطة للركن الجنوب غربي للجامع، على يمين المحراب.
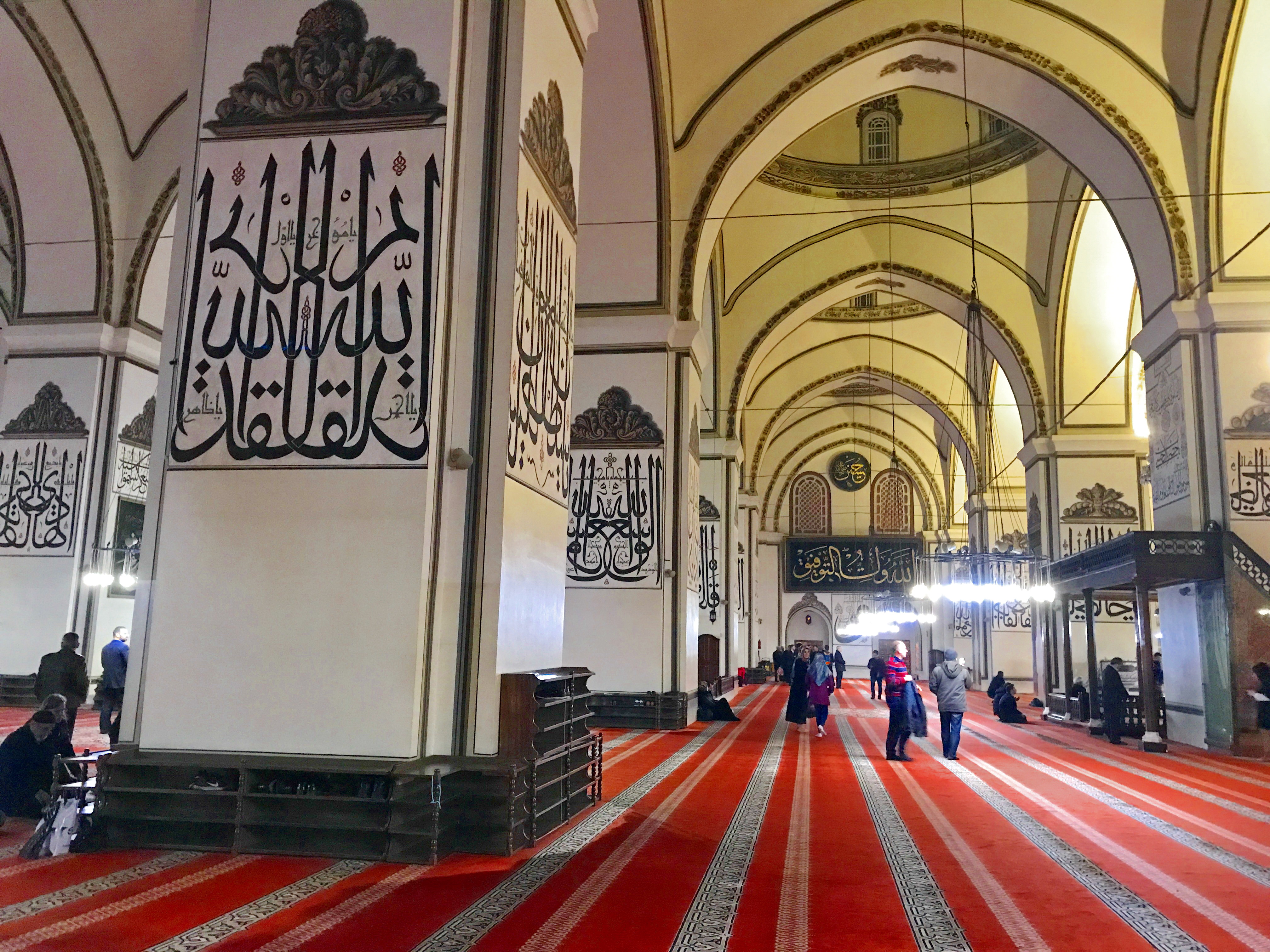
المحراب على اليمين ويُرى جزء من مقصورة المؤذنين الخشبية يمين الصورة حول العمود.
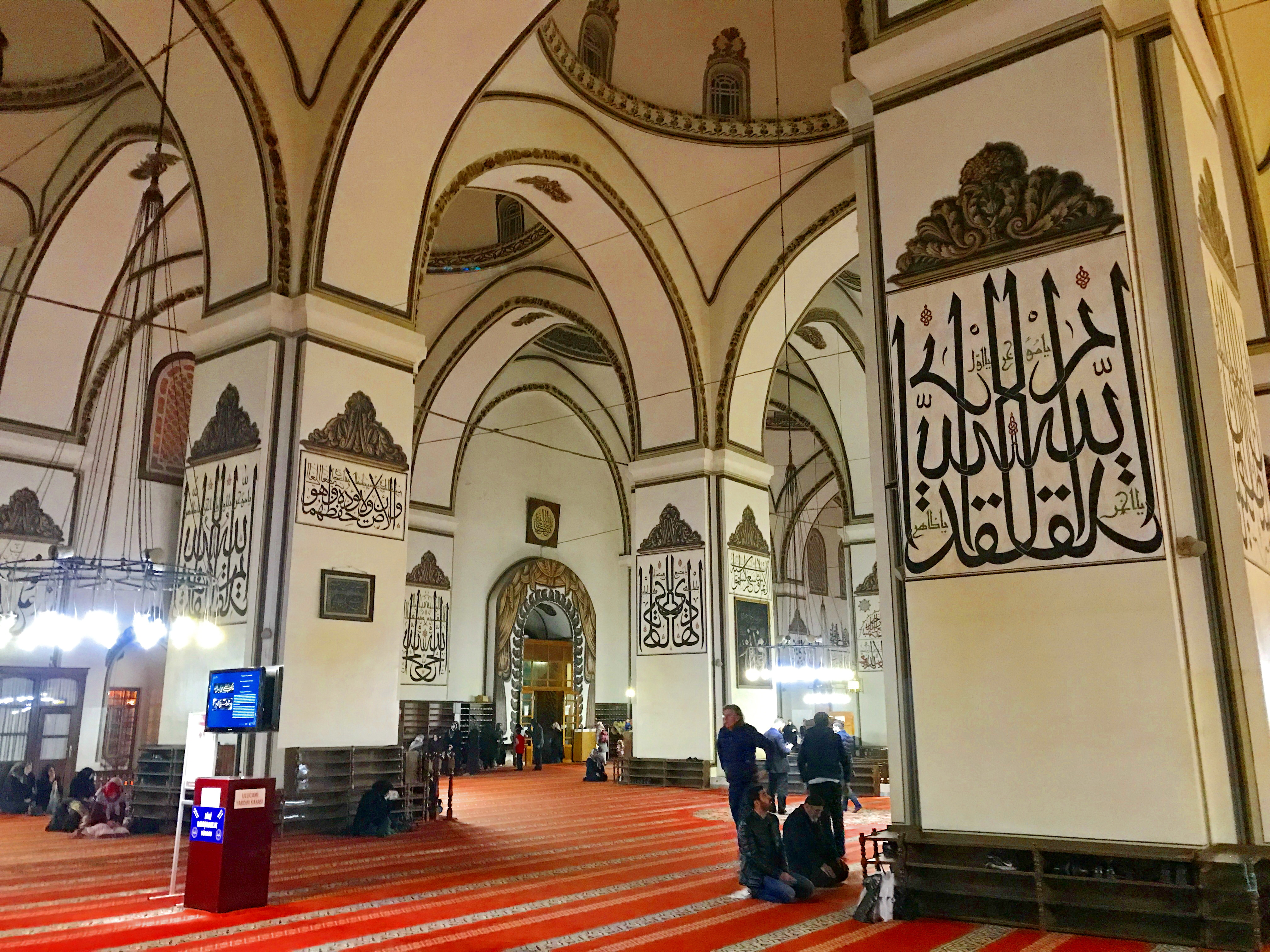
باب المسجد الرئيسي، خلف المسجد يظهر وسط الصورة المُلتقطة من باب المسجد الأيمن (الغربي).
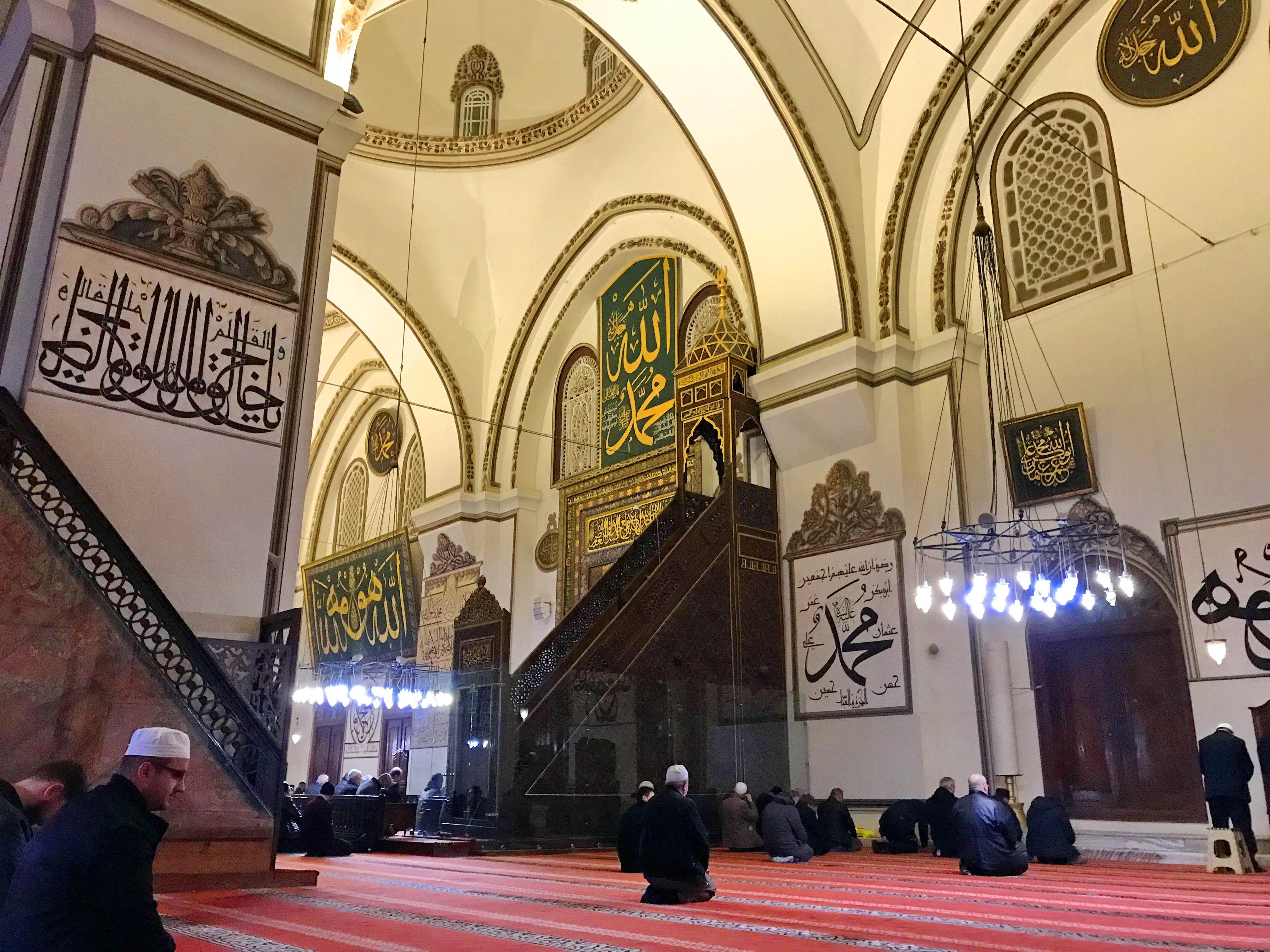
المنبر والمحراب ومقصورة المؤذنين.

## جدران المسجد

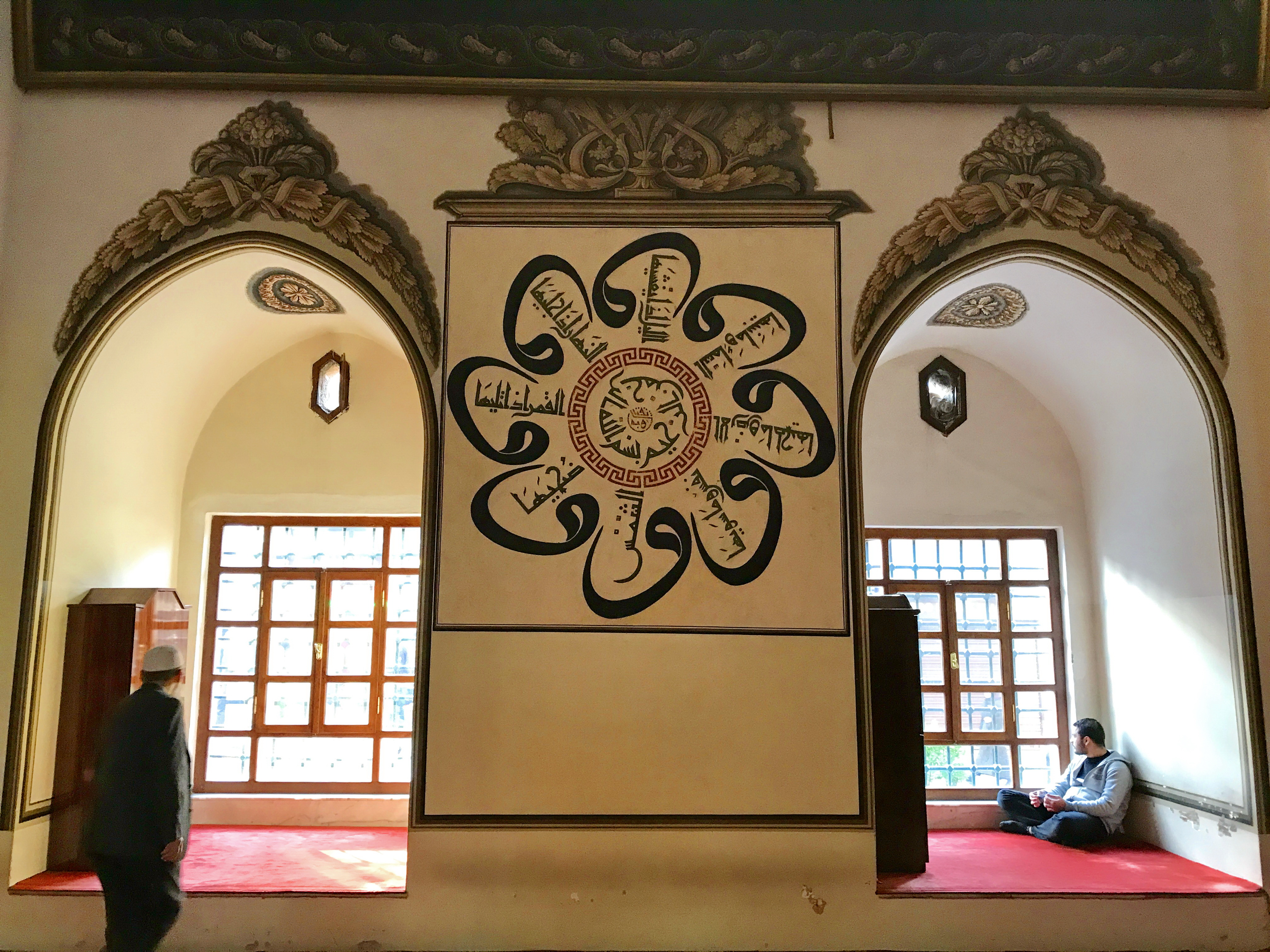
زوج من النوافذ الأرضية أسفل الجدار الغربي لمسجد أولو جامع، بينهما لوحة فنية خطية عليها آيات قرآنية من سورة الشمس. يُلاحظ سُمك الجدار عبر النافذتين المفتوحتين فيه.

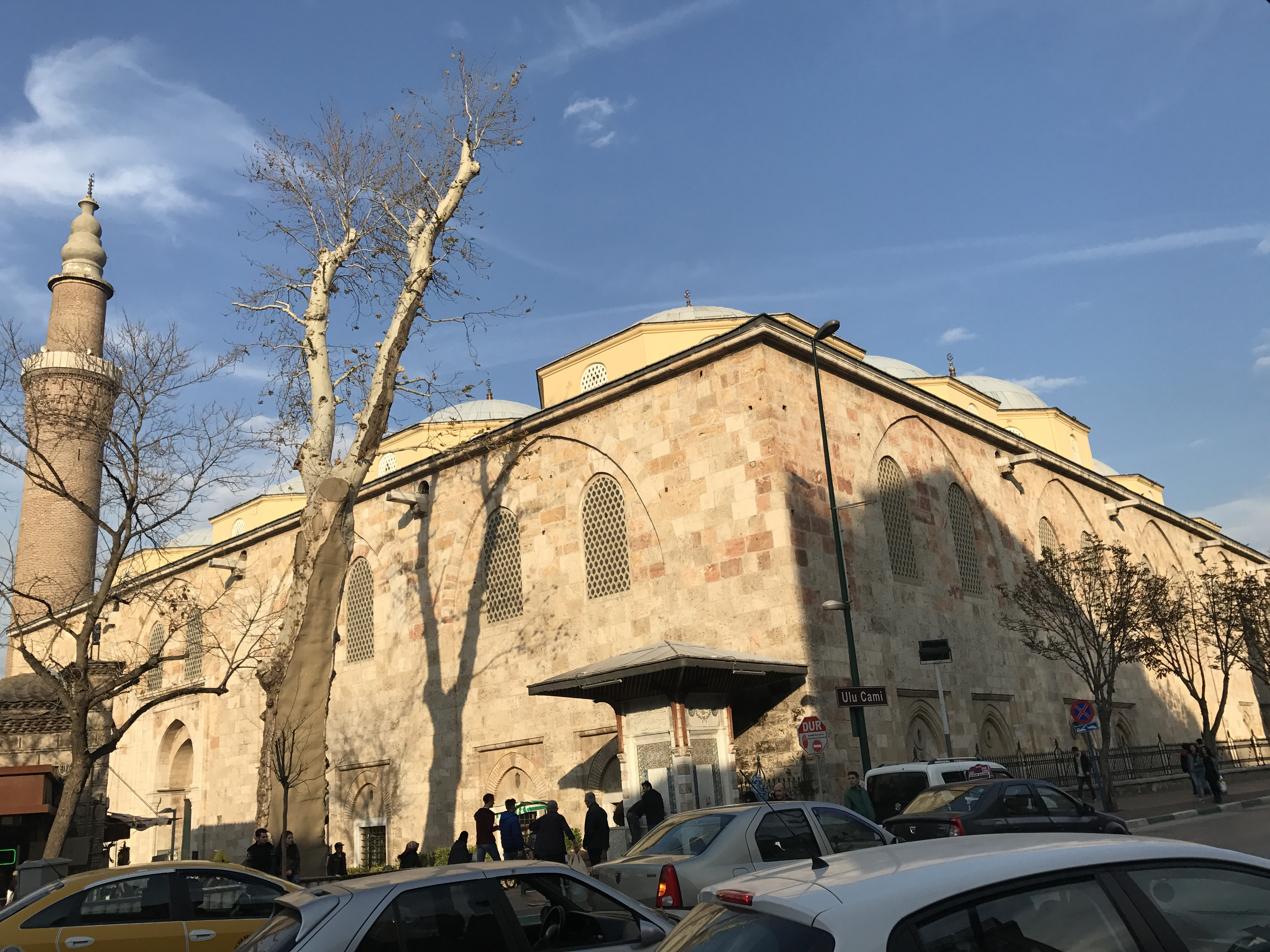
الركن الجنوبي الغربي لأولو جامع، حيث القبلة في اتجاه الجنوب. يُلاحظ الأقواس المتكررة على جدران الواجهة الخارجية للجامع، بحيث يلتقي قوسان مقابل كل صف من صفوف القباب. يوجد داخل كل قوسين متلاقيين زوج من النوافذ العلوية وزوج آخر من النوافذ الأرضية، وذلك للتخفيف من وقع الجدران السميكة للجامع على الناظرين إليه.

جدران المسجد سميكة جدًا تصل سماكتها إلى حوالي مترين عرضاً، شأن المباني الضخمة قديماً قبل اختراع الإسمنت والخرسانة، وشأن كل الجوامع العثمانية في أساليب العمارة القديمة باستخدام الجدران الحاملة قبل انتشار استخدام الخرسانة المسلحة في البناء حديثاً.
يمكن ملاحظة سُمك الجدران من خلال مشاهدة النوافذ المفتوحة في الجدران، حتى أنه يُمكن لبضعة مصلين الصلاة في نوافذ الجامع. يزداد سُمك الجدران عند قاعدة البناء، ويقل كلما ارتفع الجدار لأعلى. بُنيت جدران الجامع السميكة بخمسة طوابق من قطع الأحجار المقطوعة بدقّة، ولتقليل التأثير البصري الضخم على النفس، بُنيت القباب بأحزمة من الأقواس المقببة، وفي كل حزام زوجان من النوافذ. أُقيمت على الواجهات الخارجية لجدران المسجد أقواس متوازية مع كل صف من صفوف القباب، في كل قوس نافذتان علويتان ونافذتان في مستوى أرضية الجامع لإدخال الضوء إلى ساحة الصلاة.

## المئذنتان
للمسجد مئذنتان اثنتان في الركنين الخلفيين منه، على الجدار الشمالي للمبنى. تم بناء المئذنتين لاحقاً بعد إتمام بناء الجامع. كلتا المئذنتين لا تستندان على جدران الجامع السميكة، بل منفصلتان تبدآن من الأرض.
قاعدة المئذنة على شكل مثمن ومن الرخام الخالص، وباقي جسم المئذنة مصنوع من الطوب. وتتزين قاعدتا المئذنتين بالمقرنصات. بنى المئذنة الغربية السلطان بايزيد الأول، وشرفتها مبنية بالرخام من الخارج وبالطوب من الداخل. وبُنيت المئذنة الشرقية لاحقا من قبل ابنه السلطان محمد الأول على بعد متر واحد من جدار الجامع، أما الشرفات فمبنية على شكل مربع، وتوجد لكل مئذنة شرفة.
اندلع حريق في عام 1889م، فتم استبدال رأسي المئذنتين اللتين كانتا من الرصاص، بمخروطين مصنوعين من الحجر، لمنع تراكم الثلوج فوقها.

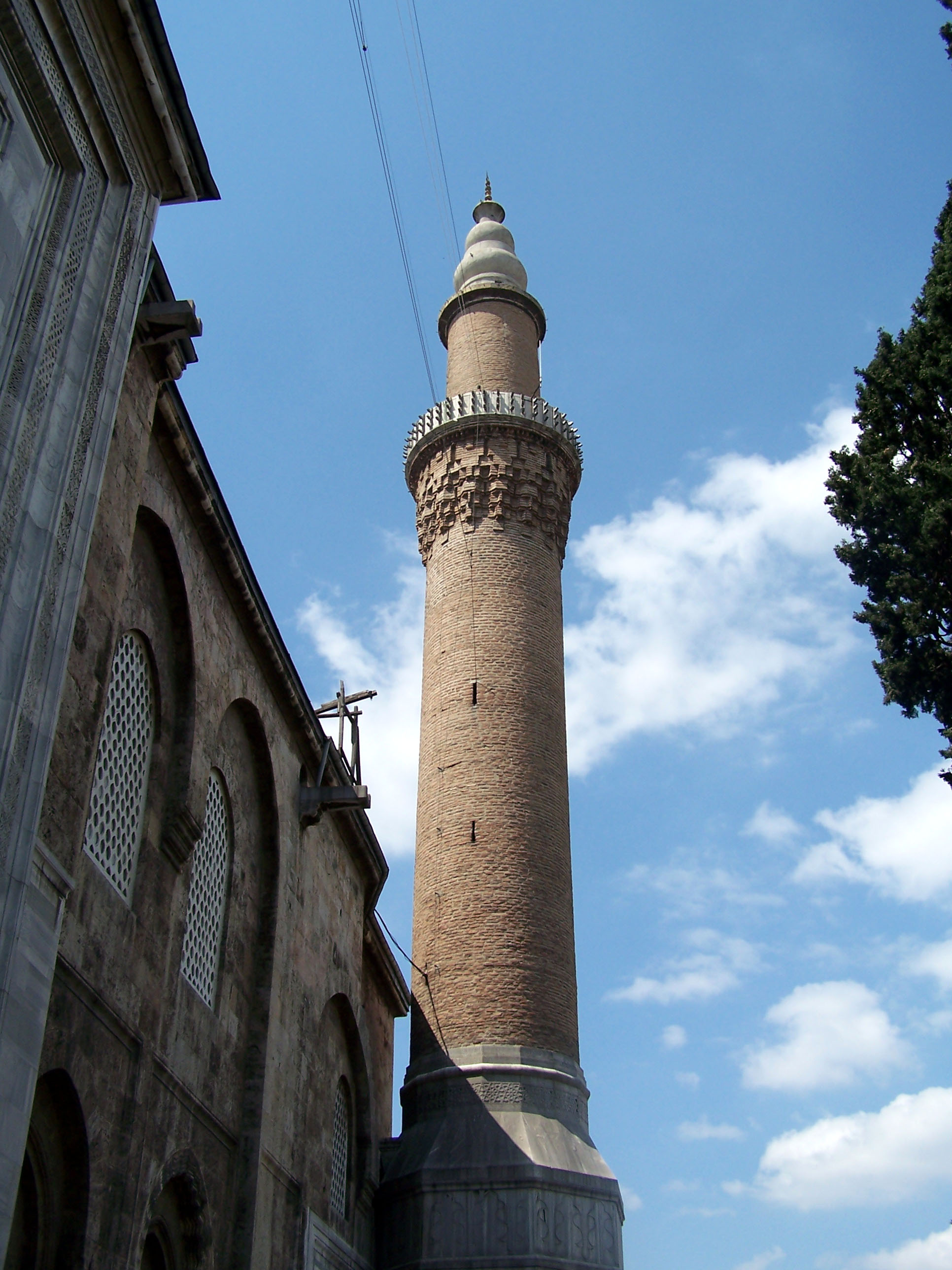
مئذنة المسجد
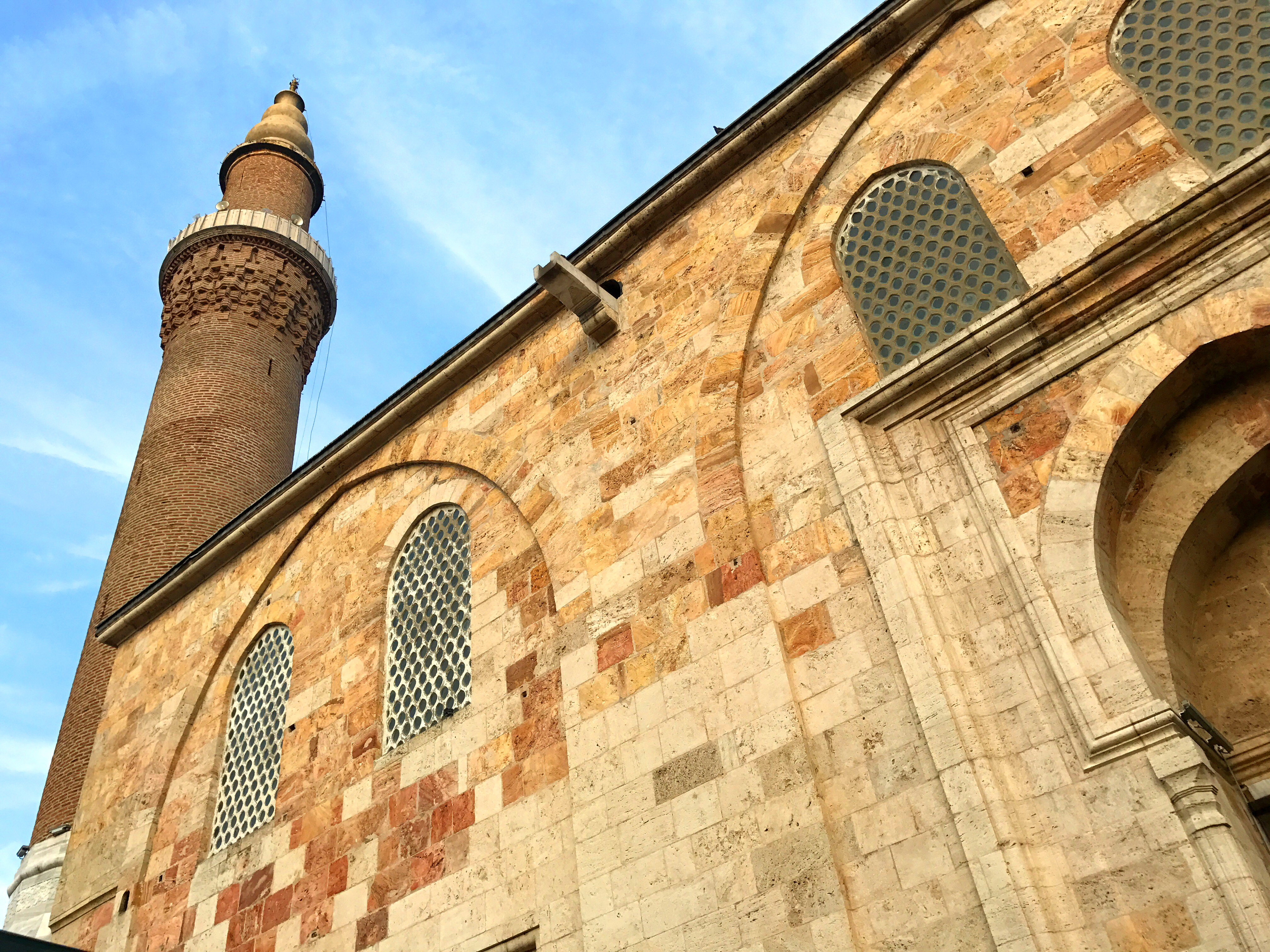
المئذنة الغربية
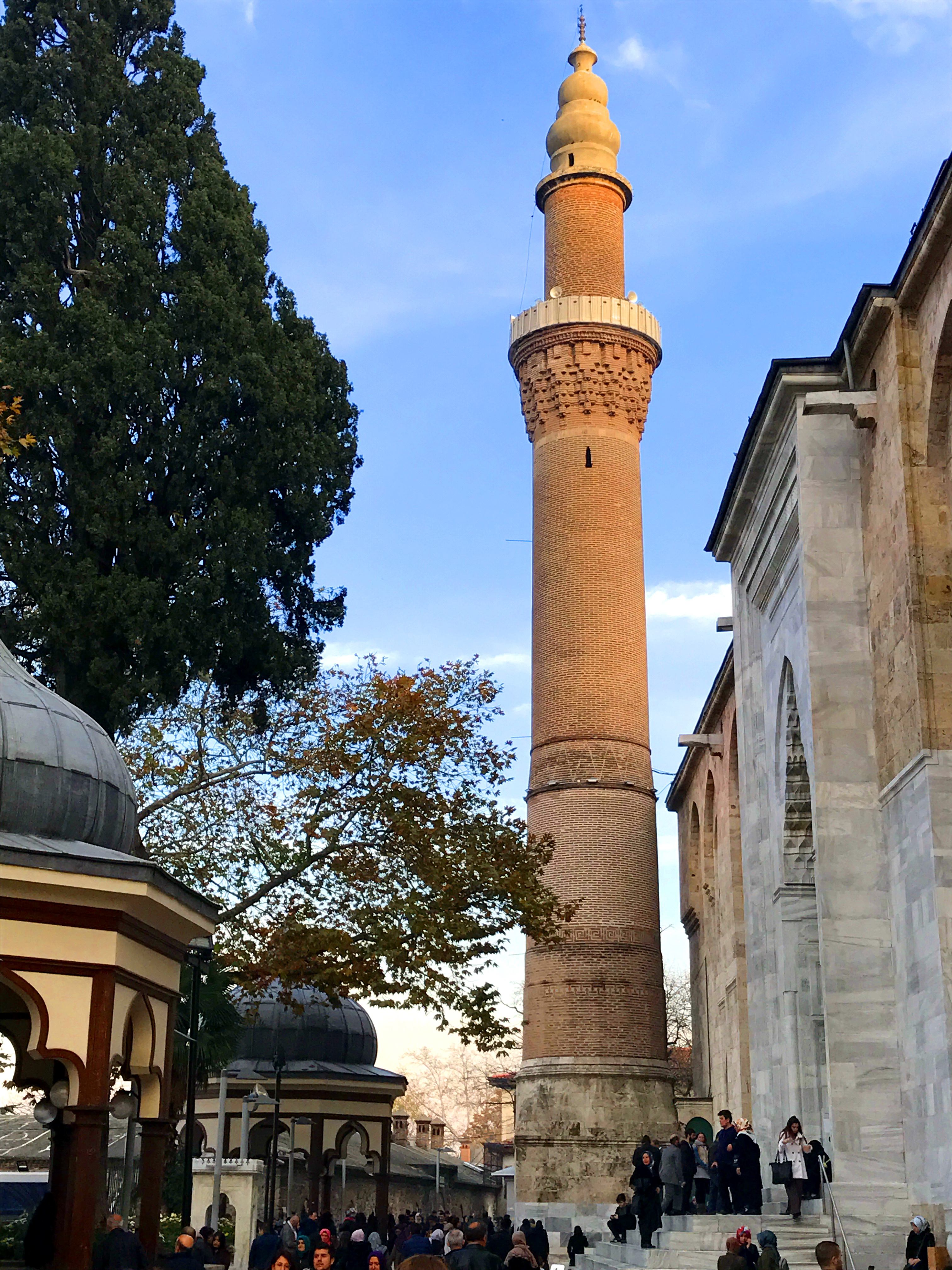
المئذنة الشرقية
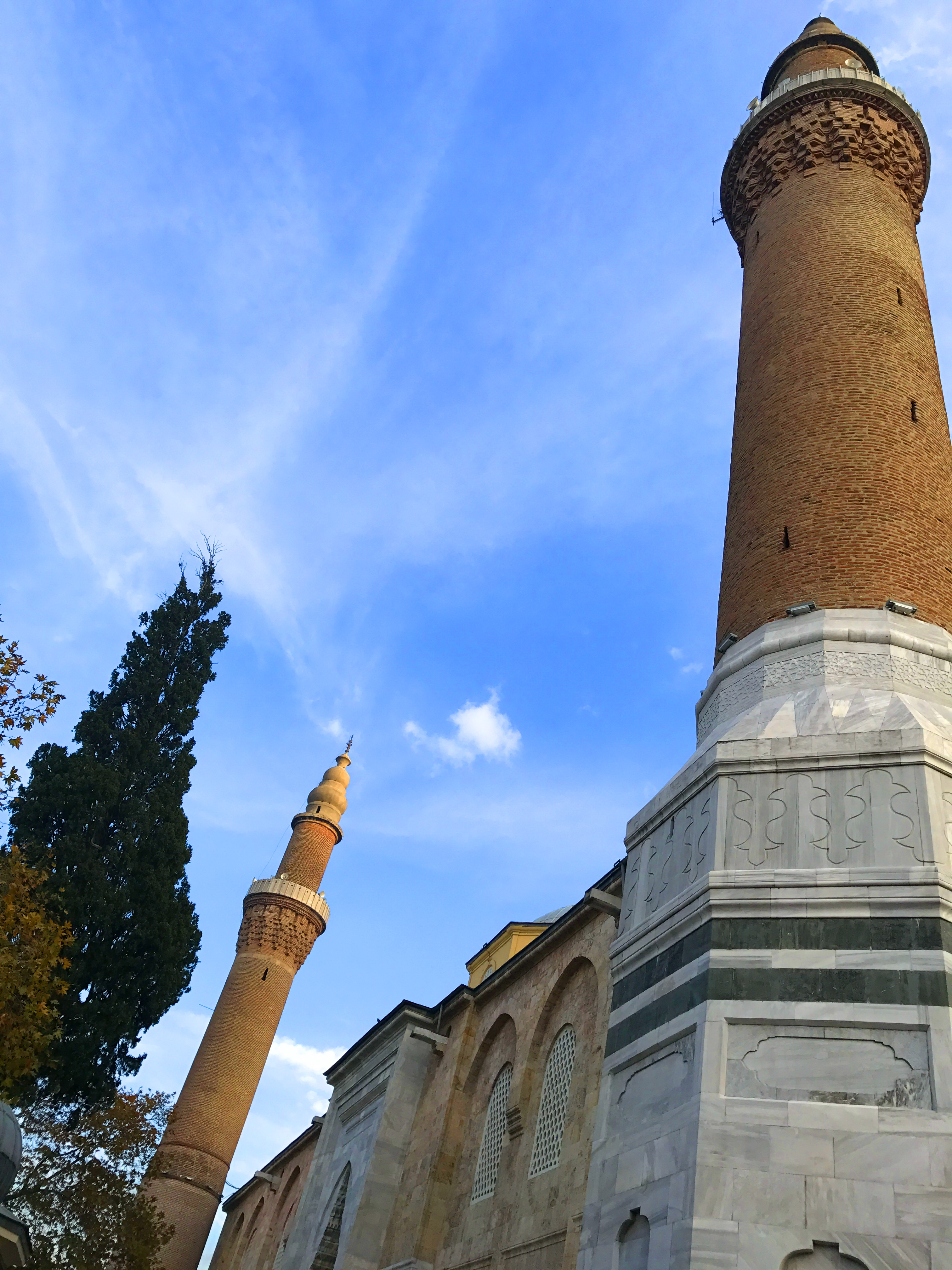
مئذنتا أولو جامع (المئذنة الغربية في يمين الصورة، والشرقية في اليسار)
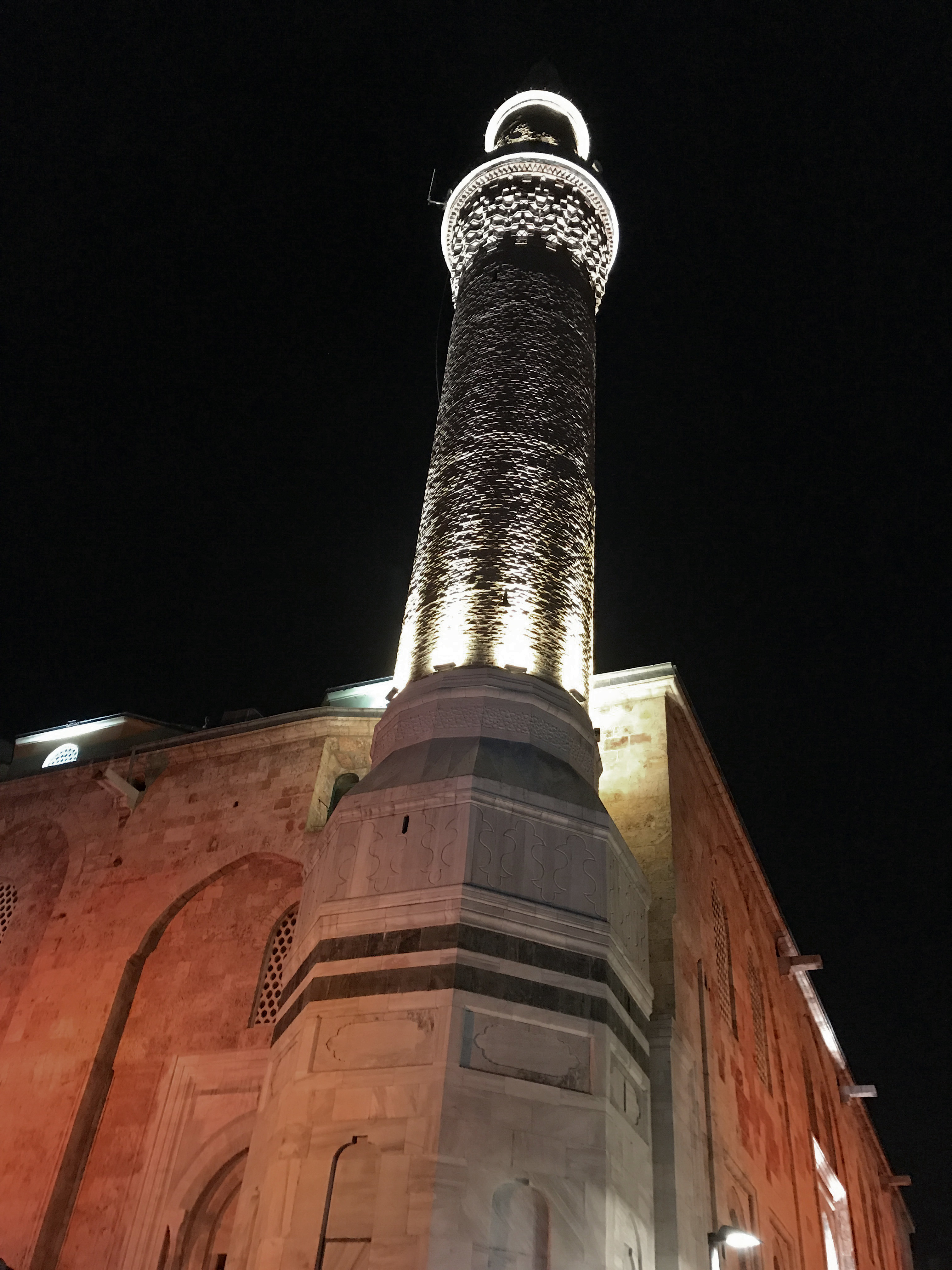
المئذنة الغربية ليلاً
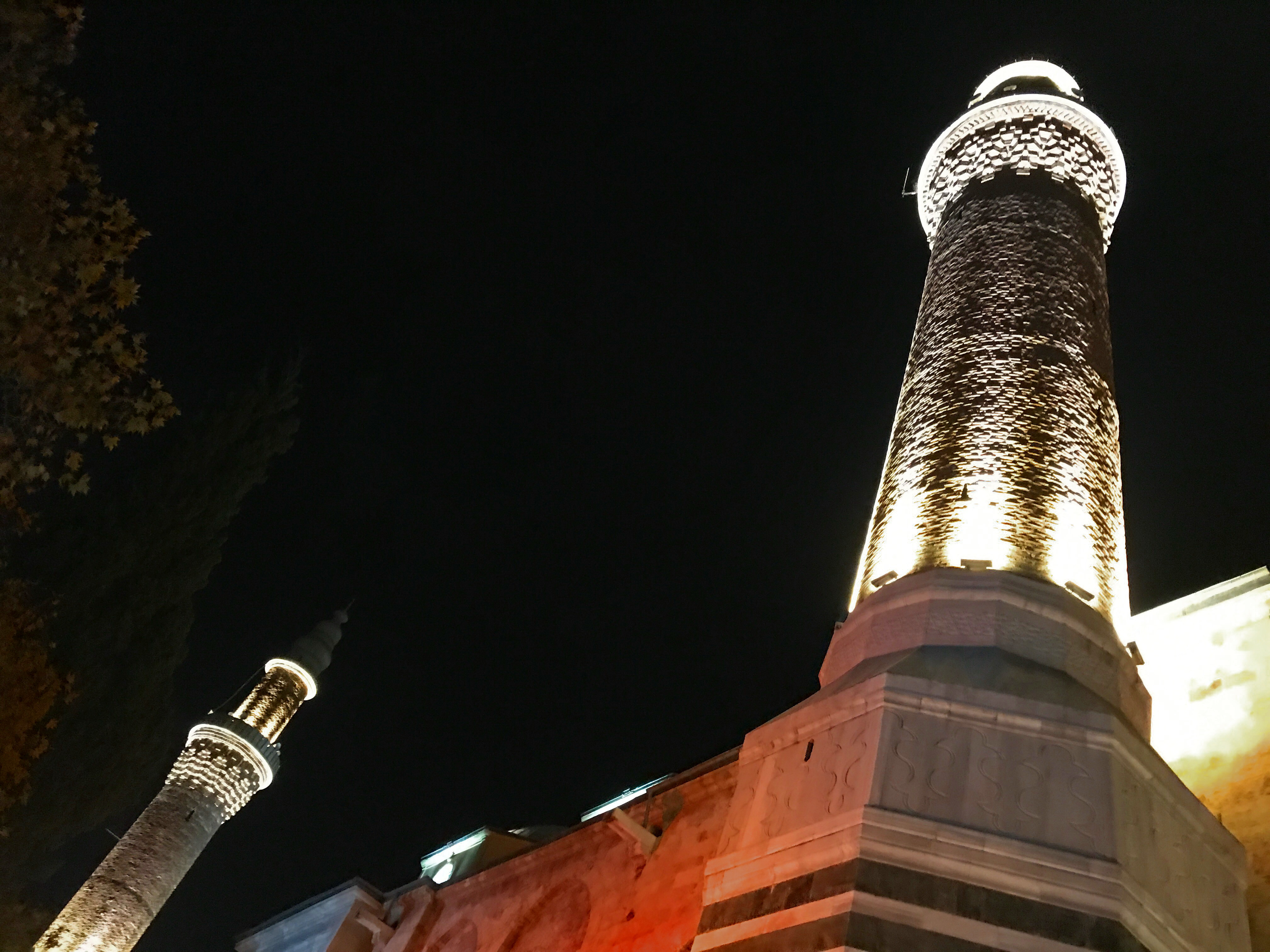
مئذنتا أولو جامع ليلاً

## المنبر
صُمم منبر أولو جامع بطريقة «تعشيق الخشب» (بالتركية: Kündekari)‏ وهو عمل فنّي قيّم، يُعتبر واحداً من أهم الأمثلة على الانتقال من فن الحفر السلجوقي إلى فن النحت الخشبي العثماني.
المنبر تحفة معمارية، تعلوه آيات قرآنية مذهّبة، أضيفت في مرحلة تالية على بناء المسجد، وتعلوه نافذة هي الوحيدة في الجامع ذات زجاج معشّق، فيما تنتشر بقية النوافذ بزجاج أبيض شفاف يسمح بدخول ضوء الشمس إلى ساحات ومرافق الجامع المختلفة.
قام «محمد بن حاجي عبد العزيز» بصناعة المنبر من خشب الجوز القاسي، بتقنية تعشيق الخشب (بالتركية: Kündekari)‏. لا توجد معلومات كافية في المصادر المتاحة عن المعلم (الأسطى) الذي صمم هذا المنبر وصنعه، ولكن اسمه محفور بخط الثلث على الجانب الأيمن للمنبر، وهذا الاسم يُقرأ بطرق مختلفة، والبعض يقرأها «عنتبلي» أي من مدينة عنتاب. وتفيد مصادر أخرى أنه من قرية «دواك» (بالتركية: Devak)‏ من تبريز.
تذكر المصادر أن «محمد بن عبد العزيز الدِقِّي» من عنتاب صمّم هذا المنبر، وهو نفسه الذي صمم من قبل منبر جامع مانيسا الكبير في مانيسا عاصمة بني صاروخان الذين كانوا أمراء إحدى إمارات الأناضول الذين حكموا خلال القرن الرابع عشر بعد اضمحلال قوة سلاجقة الروم. أسس صاروخان الإمارة في حوالي عام 1300م واستمرت حتى عام 1390م، عندما اجتاحت جيوش بايزيد الأول المنطقة. وقد يكون صانع المنبر قد انتقل إلى بورصة بعدها لصنع منبر أولو جامع.
ظهر فن تعشيق الخشب في الأناضول في عهد الدولة السلجوقية، وكان يُستخدم لصناعة أبواب المساجد والمحاريب وأبواب الخِزانات كعناصر معمارية، بدون استخدام مسامير أو غراء، بضم قطع الأخشاب الصغيرة والحصول على مساحات خشبية أكبر. كان يتم تحضير قطع صغيرة من الخشب، كل واحدة على حدة، ثم يتم ضمها بعضا إلى بعض بواسطة شرائح من الخشب.
بدأ فن تعشيق الخشب في ثلاثة مراكز: في مصر وحلب والأناضول، ونما في كل منها على التوازي. وتم تطبيقه في مصر في عهد الدولة الفاطمية والدولة المملوكية في القرن الثاني عشر، إلا أنّ أغنى التطبيقات ظهرت بالأناضول في عهد الدولة السلجوقية والدولة العثمانية.
ويتم في هذا الفن تكوين مثمنات خشبية (أشكال هندسية ذات ثمانية أضلاع)، نجمية، أو معينية. ثم يتم زخرفتها بالأزهار والمنمنمات وما شابه.
البناء السلجوقي ظاهر في تشييد منبر أُولو جامع، إذ أنه على شكل مثلث كبير، وللمنبر باب ذو ضلفتين، يفتح لارتقاء الدرجات الأربعة عشر للمنبر. والكتابة أعلى الباب تبين تاريخ الإنشاء واسم المبنى.

### أسرار المنبر
نُسبت بعض الأسرار الهندسية إلى منبر أولو جامع الخشبي. ففي عام 1980م، لوحظ أن التركيب الهندسي للبروزات الخشبية المعشّقة في الجانب الشرقي للمنبر يرمز إلى الشمس والكواكب من حولها بمسافات متناسبة مع الأبعاد الفعلية للمسافات بين الشمس وتلك الكواكب. أما الناحية الغربية للمنبر، فهي ترمز لنظام المجرة.

## المحراب

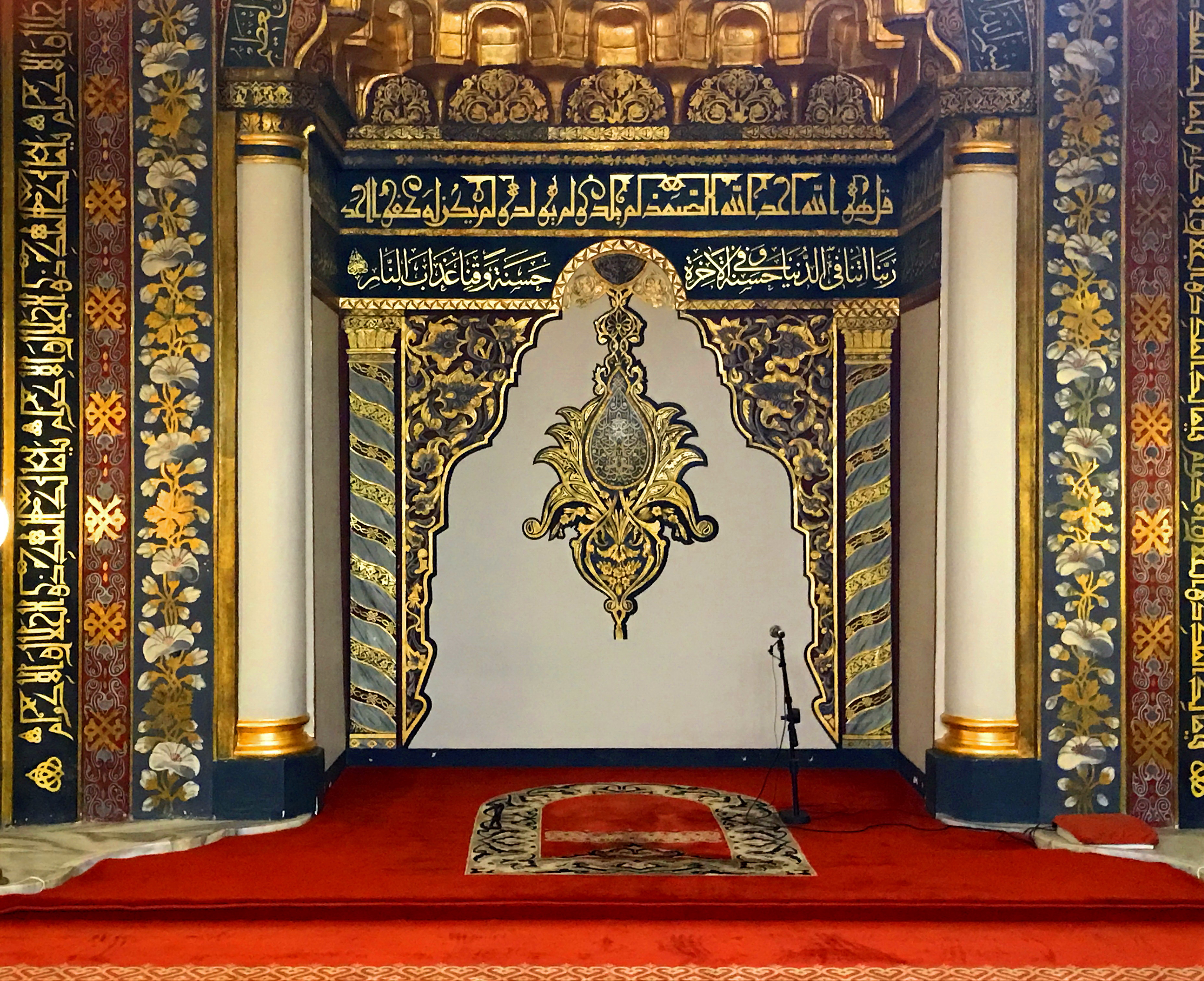
المحراب.

يُمكن ملاحظة الشمعتان في الصورة المُلحقة للمحراب عام 1901م وعام 2017م.
يقع المحراب في وسط الجدار الجنوبي للجامع باتجاه القبلة، وعن يمينه المنبر. عُلقت على يسار المحراب وفي ركن المسجد الأيسر كسوة باب الكعبة الشريفة التي جاءت من مكة المكرمة بعد تغييرها السنوي عام 1517م، وأُتي بها إلى خليفة المسلمين السلطان العثماني سليم الأول الذي أمر بتعليقها في مسجد أولو جامع ببورصة.
يوجد عن يمين وعن يسار المحاريب العثمانية شمعتان عظيمتان مثبتتان على قاعدة من النحاس. كان يتم إشعال الشمعتين في الصلوات الليلية لإنارة المسجد، ويوجد على القاعدتين النحاسيتين أطباق دائرية لتجميع الشمع الذائب نتيجة إشعال الشمعة. الشمعتان في أُولو جامع من الحجم المتوسط، وتوجد بالمساجد العثمانية شموع أكبر قد تصل إلى نصف ارتفاع المحراب، وقد يصل طولها في بعض المساجد إلى خمسة أمتار، وذلك حسب كبر المسجد الجامع.
في العصر الحديث، ومع استخدام الكهرباء، تم الاحتفاظ بتلك الشموع كجزء من تقاليد المسجد العثماني، ويتم أحيانا تثبيت مصباح كهربائي واحد فوق كل شمعة للإيحاء بأنها تُضيء.

## مقصورة المؤذنين
مقصورة المؤذنين موجودة في كل مساجد تركيا وتكون مقابلة للمنبر لرؤية الإمام، ومنها كان صوت المؤذنين يصل إلى كل المسجد قبل اختراع مكبّرات الصوت حديثاً.
والمقصورة بناء مرتفع داخل الجامع يجلس فيه المؤذنون لرفع الأذان وإقامة الصلاة وقراءة القرآن والدعاء والتسبيح بعد الصلوات، ومنها يُكرر أحد المؤذنين تكبيرات الإمام في الصلاة بعد كل تكبيرة كي يسمع المصلون في الصفوف البعيدة ويتابعوا الصلاة مع الإمام. وفي المساجد الصغيرة تكون المقصورة ركن صغير خلف المصلِّين بسبب سهولة وصول الصوت في المسجد الصغير بمجرد رفع الصوت.
أُنشئت مقصورة المؤذنين (بالتركية: Müezzin mahfilin)‏ من خشب في أُولو جامع عام 1549م، وهي تلتف حول عامود الجامع المقابل للمنبر بحيث يُمكن منها رؤية الإمام في الصلاة أو على المنبر. ويُمكن للمصلين الصلاة نحت المقصورة أيضاً.

## كرسي الواعظ

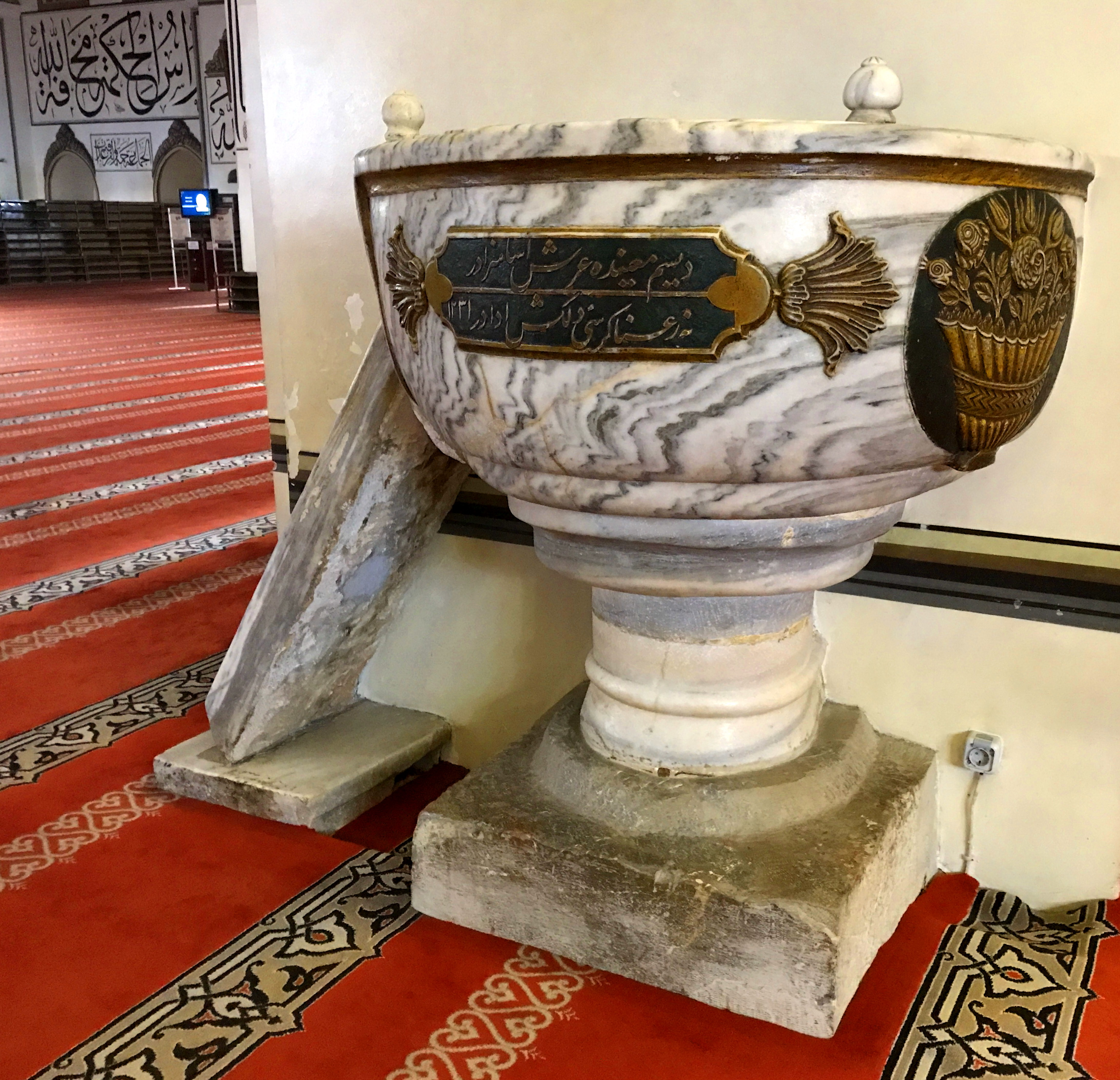
كُرْسِيُّ الوَاعِظِ مصنوع من الحجر، ويوجد في مقابل مقصورة المؤذنين.
يجلس الشيخ مرتفعاً كي يلقي الدرس على الحاضرين ويكون صوته مسموعاً بسهولة من مكان بعيد.
أُضيف "كُرْسِيُّ الوَاعِظِ" إلى الجامع عام 1815م.

في عام 1815م، أُضيف إلى الجامع كُرْسِيُّ الوَاعِظِ (بالتركية: vaiz kürsüsü)‏ وصُنع من الرخام الأبيض،  وجُعل في مقابل مقصورة المؤذنين.
يوجد في كل مساجد تركيا كرسي مُخصص للواعظ، أي الإمام المُدرس الذي يُلقي الدروس الدينية على المستمعين، وتلك الكراسي تصنع من الخشب أو الحجر أو الرخام، ومنها يرتقي الواعظ بضعة درجات على سلم صغير ثابت أو متنقل، ويجلس به مرتفعاً كي يلقي الدرس على الحاضرين ويكون صوته مسموعاً بسهولة من مكان بعيد.

## حوض ماء الوضوء

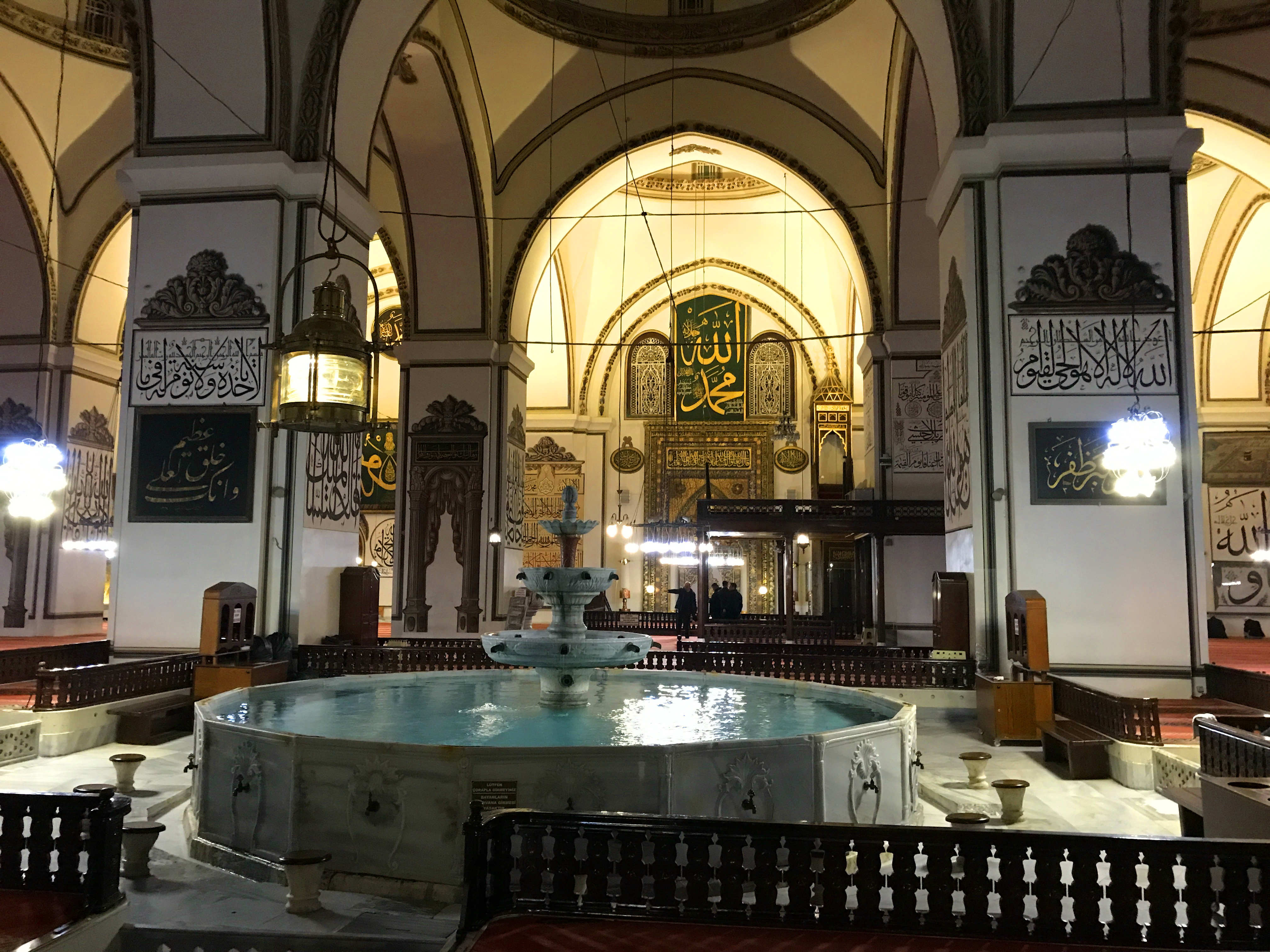
منظر عام لحوض ماء الوضوء بداخل الجامع، ويظهر في خلفية الصورة محراب المسجد والمنبر ومقصورة المؤذنين (البناء الخشبي المرتفع). القبة الزجاجية الوحيدة بالمسجد تعلو فوق حوض ماء الوضوء لإنارة المكان، ويُمكن ملاحظة الإضاءة البيضاء الطبيعية فوق الحوض، وإضاءة الكشّافات الصفراء في مقدّمة المسجد عند المنبر والمحراب.

يوجد في وسط مسجد أُولو جامع حوض ماء من الرخام الأبيض (بالتركية: şadırvan)‏ تحت القبة المفتوحة يستخدمه المصلّون للوضوء قبل الصلاة، وهذه الميضأة هي أحد المعالم الشهيرة والسمات البارزة لهذا المسجد.
توجد النافورة وملحقاتها تحت أحد القباب العشرين للمسجد، وهذه القبة هي الوحيدة المزججة لتكون منوراً لإدخال الضوء الطبيعي من السقف، لإضاءة النافورة والداخل.
كان السقف مفتوحاً فوق حوض الماء، إلا أنه تمت تغطيته الآن بزجاج لحماية المسجد من الأتربة والأمطار والثلوج.
هذه الميزة، السقف المفتوح بوسط المسجد فوق حوض ماء الوضوء، هي استمرار لتقاليد الانشاءات السلجوقية بجعل حوض ماء الوضوء داخل المسجد، وهي دليل يربط المسجد بأسلوب العمارة السلجوقية.
يحتوي الحوض على نافورة وسط الماء بها ثلاثة وثلاثين مخرجًا للماء، موزعة على ثلاثة مستويات. وعند خروج الماء من تلك الفتحات، فإن صوته يبعث على السكينة والاسترخاء داخل نفوس المصلّين، كما يعمل على امتصاص جزيئات الغبار والدخان بصحن المسجد، إلى جانب استخدام هذا الماء في الوضوء والطهارة.
ولتلك النافورة وظيفة بيئية هامة؛ حيث تقوم بدور التكييف الطبيعي لهواء المسجد عن طريق ترطيب الهواء الداخل من القبة المفتوحة بلا نوافذ والتي تعلو تلك النافورة تمامًا. إلى جانب أنه في الماضي حيث كانت تستخدم الشموع والمصابيح التقليدية، فكان الماء يقوم بامتصاص نواتج دخان ما يقرب من 700 مصباح وشمعة كانت تستخدم في إضاءة المسجد.

## كسوة باب الكعبة الشريفة

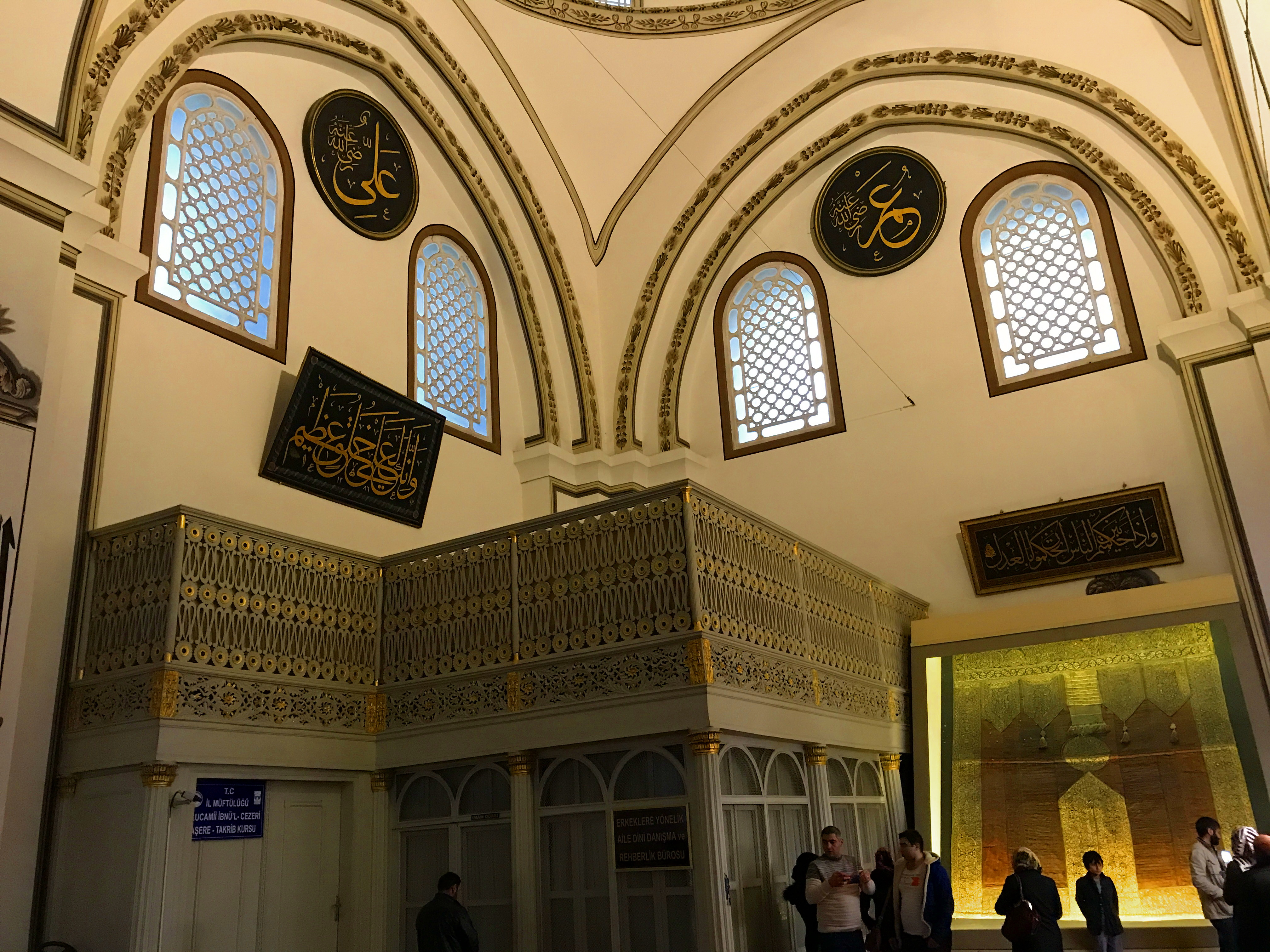
موضع كسوة باب الكعبة الشريفة لعام 1517م محفوظة بمسجد أولو جامع ومعروضة بالركن الجنوبي الشرقي للجامع بجانب مقصورة السلطان (ذلك المبنى في ركن المسجد). كان المماليك في مصر قد أعدوا هذه الكسوة في العام السابق للفتح العثماني لمصر، ثم أودعها السلطان سليم الأول في أولو جامع ببورصة بعد استبدالها بأخرى جديدة في العام التالي.

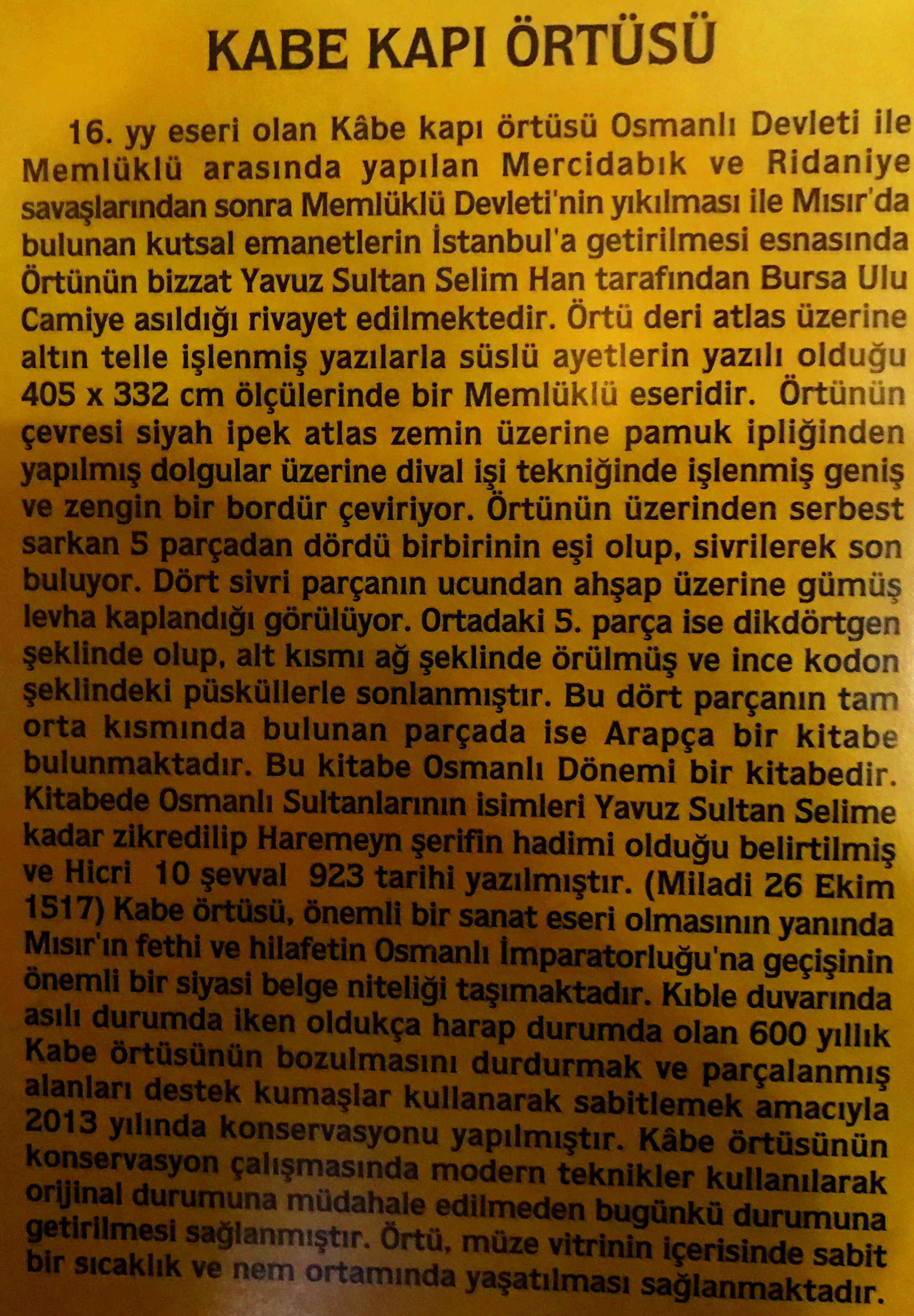
لوحة تعريفية بتاريخ كسوة باب الكعبة الشريفة لعام 1517م باللغة التركية، بأولو جامع.

بعد أن فتح السلطان سليم الأول مصر والحجاز عام 1516م وأصبح خليفة للمسلمين، أُرسلت إليه عام 1517م من مكة المكرمة كسوة باب الكعبة الشريفة التي كان قد أعدها المماليك في مصر في العام السابق،  بعد استبدالها بالكسوة الجديدة، فأودعها السلطان في أولو جامع ببورصة. وهي بذلك وثيقة سياسية هامة تمثل انتقال الخلافة من مصر إلى الدولة العثمانية.
يبلغ طول الكسوة الشريفة 6.5 متراً وعرضها 3.45 متراً وبها خيوط من حرير.

### ترميم الكسوة الشريفة
ظلت الكسوة الشريفة معروضة بالجامع مُعلقة على جدار الجامع حتى تم البدء في ترميمها عام 2009م بعدما اهترأت بشدة.
كانت الكسوة في حالة متهالكة للغاية بعد عرضها مدة 600 عام بالجامع مُعلقة في وضع رأسي وفي هواء الجامع المتغير برودة وحرارة خلال شهور السنة والأعوام. فتم إصلاح المناطق المهترئة منها باستخدام الأقمشة الداعمة واستُخدمت التقنيات الحديثة لإعادتها إلى وضعها الحالي بعد الترميم دون تدخل في حالتها الأصلية.
وُضعت الكسوة بعد الترميم عام 2013م في صندوق زجاجي محكم تحت درجة حرارة ورطوبة ثابتة للمحافظة عليها، وتم تعليقها في وضع مائل قليلاً للمحافظة عليها، وعرضها للمصلين ولزوّار الجامع.

### الكتابة على كسوة باب الكعبة الشريفة
هناك خمسة أجزاء معلقة أعلى الكسوة (انظر الصورة أدناه)، يتدلى أربعة منها بنهاية مثلثة، أما الخامسة الوُسطى فشكلها مربع ومكتوب عليها باللغة العثمانية أسماء السلاطين العثمانيين.
الفارق الظاهر للعيان بين الأجزاء الأربعة المعلقة أعلى الكسوة والجزء الخامس المستطيل المُعلق في وسطهم والذي عليه الكتابة العثمانية تُشير بأن تلك الكتابة قد تكون أُضيفت لاحقاً.
هناك دلائل تُشير أن تلك الكسوة كان قد أعدها السلطان المملوكي طومان باي للكعبة حينما تولى حكم مصر بعد هزيمة ومقتل سلفه السلطان المملوكي قنصوه الغوري في موقعة مرج دابق. تُشير المصادر التاريخية أنه لم يحج أحد عام 1516م (براً من مصر) نظراً لانشغال المماليك بالإعداد لمعركتهم ضد العثمانيين. فأرسل طومان باي تلك الكسوة سراً بالبحر إلى مكة مع بعض المال للعاملين في الحرمين الشريفين. ودليل ذلك هو أن الشعار الخاص بطومان باي هو نفسه الموجود على الكسوة المعروضة الآن بأولو جامع. ويُرجَّح أن تلك الكسوة صُنِّعت في القاهرة.
لما هُزم طومان باي في معركة الريدانية، استمر الخليفة العثماني السلطان سليم الأول في تصنيع كسوة جديدة للكعبة في القاهرة من كل عام حتى وفاته، محافظاً على التقليد السنوي بإرسال «المحمل المصري» إلى الحجاز.
مكتوب على الكسوة الشريفة ما يلي:

العدل في العالمين خادم الحرمين الشريفين اسكندر الزمان سلطان

سليم شاه بن السلطان بايزيد خان بن السلطان محمد خان بن السلطان مراد خان

بن السلطان محمد خان بن السلطان بايزيد خان بن السلطان مراد خان بن السلطان

ارخان بن السلطان عثمان خلد الله ملكه وسلطانه ونصر جيوشه ومولانا

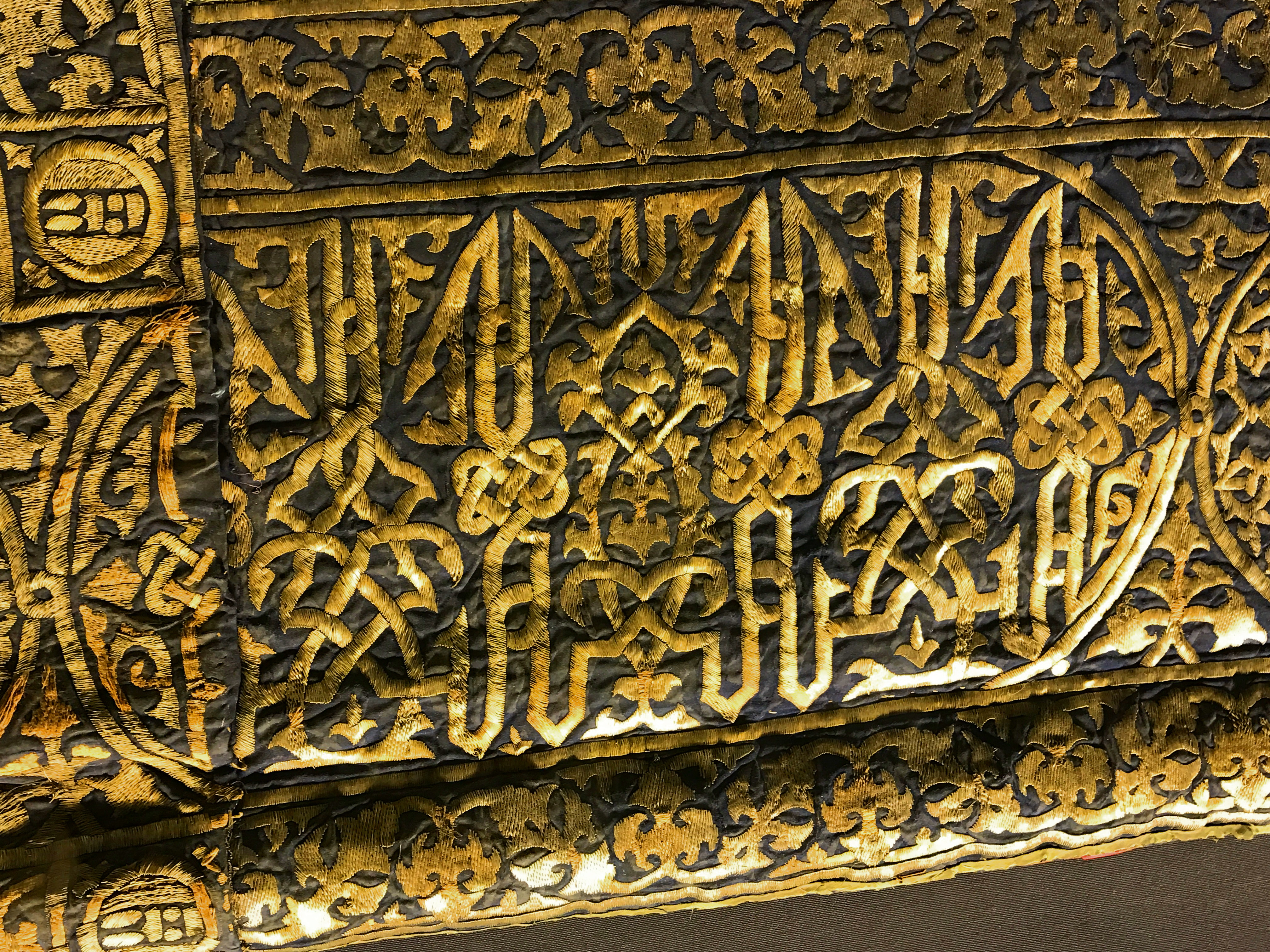
كتابات وزخارف على كسوة باب الكعبة الشريفة لعام 1517م المعروضة بأولو جامع.
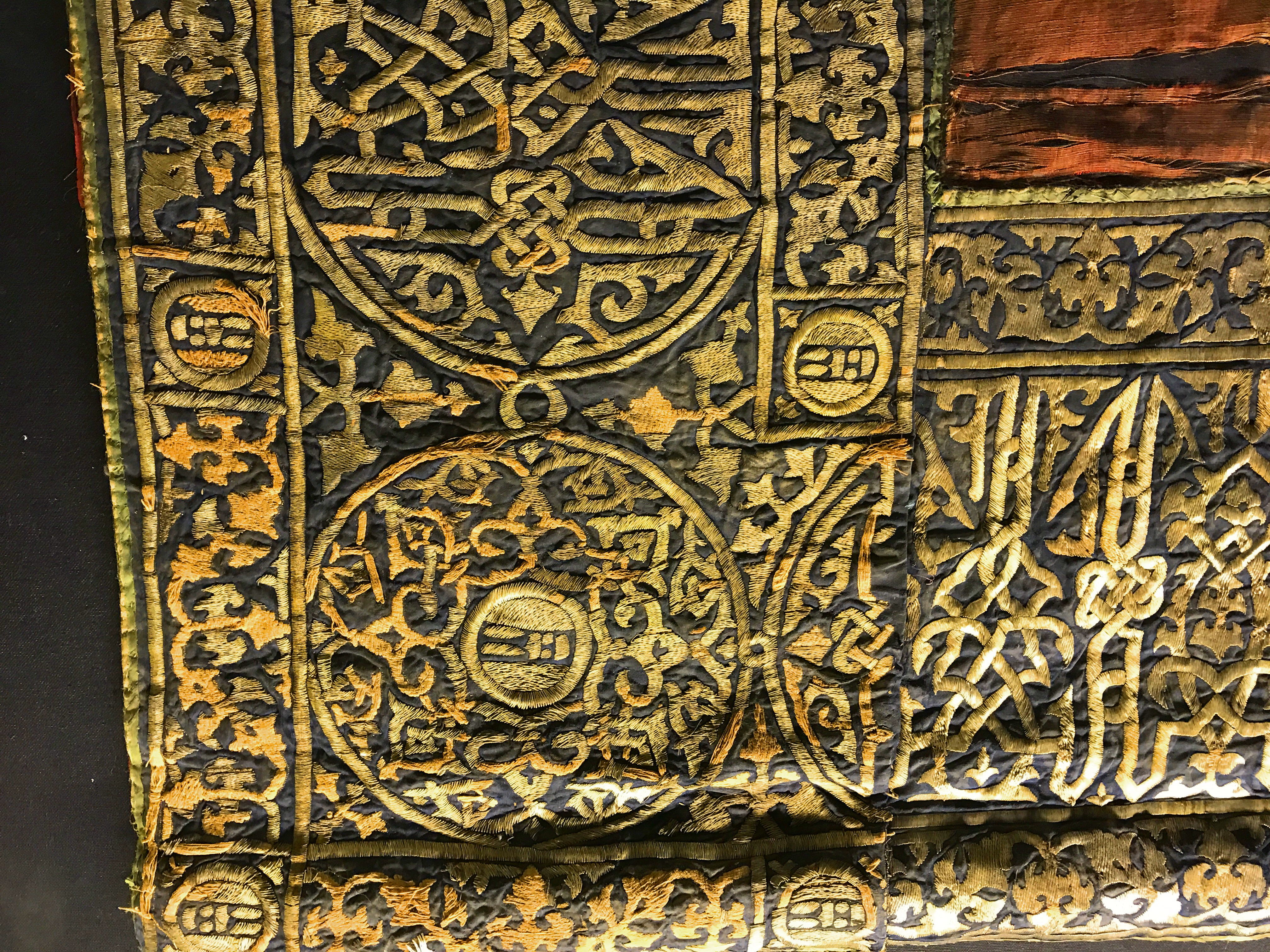
كتابات وزخارف على كسوة باب الكعبة الشريفة لعام 1517م المعروضة بأولو جامع.
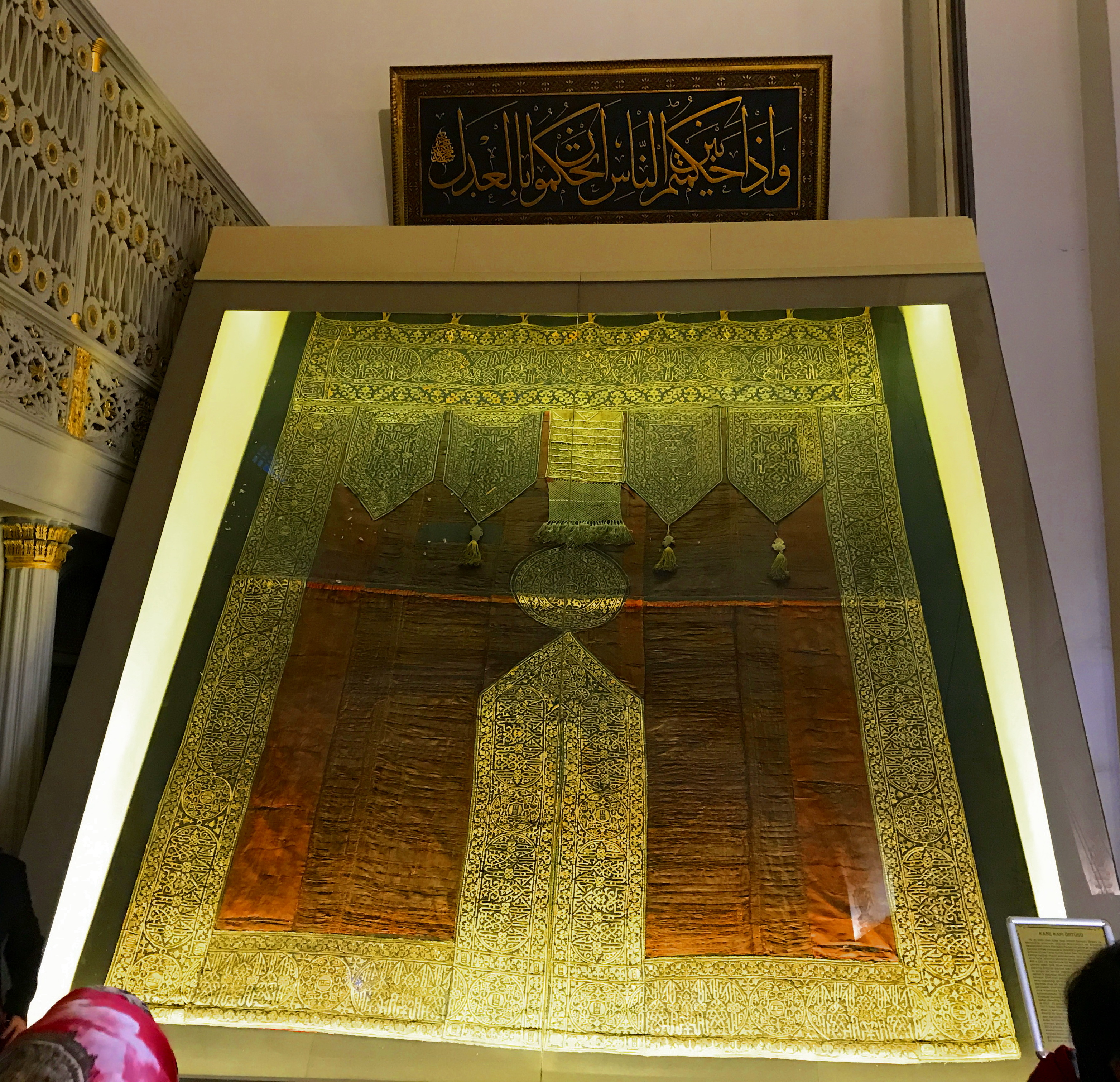
منظر عام لكسوة باب الكعبة الشريفة التي أعدها المماليك في مصر عام 1516م، والمحفوظة في أولو جامع ببورصة.

## تصميم الإضاءة داخل الجامع
صُمّمت الإضاءة الطبيعية داخل الجامع بحيث تكون عبر صفّين من النوافذ على مدار جدران الجامع، ونوافذ صغيرة على مدار قواعد القباب، بالإضافة إلى الفتحة في سقف الجامع فوق حوض ماء الوضوء والتي تم بناء قبة زجاجية فوقها حديثاً. يتميز أُولو جامع بعشرين قبة تتوزع عليها 153 نافذة من أصل 211 نافذة موزعة على مُختلف أنحاء المسجد. تكفل نوافذ القباب مرور الضوء المناسب إلى جوف الجامع. جاءت الإضاءة الحديثة بالمصابيح لتحافظ على فلسفة توزيع الإضاءة داخل الجامع وبخاصة أثناء الليل، مع زيادة في الضوء الأصفر على جدار القِبلة. القناديل المضيئة بالجامع تُعبّر عن عصور قديمة، فالحديث منها يقارب القديم، وهي قناديل بسيطة في إضاءتها، تتدلى من أسقف المسجد المزخرف بزخارف نباتية، بديعة الشكل، لتضفي على المكان بهاءً وجمالاً.

### النوافذ
توجد نوافذ عديدة في جدران الجامع لإدخال الضوء الطبيعي من خلال زجاج أبيض شفاف يسمح بدخول ضوء الشمس، وهي تتوزع على مدار الجدران الأربعة للجامع على هيئة صفّين: صف نوافذ عُلوي وآخر أرضيّ. يحتوي الجامع على 211 نافذة؛ 152 منها موجودة على قباب المسجد المختلفة. توجد نافذتان علويتان ومثلهما أرضيتان تحت كل قُبة ملامسة لجدران الجامع الأربعة. توجد فوق المنبر نافذة هي الوحيدة في الجامع ذات زجاج معشّق.

### نوافذ القباب

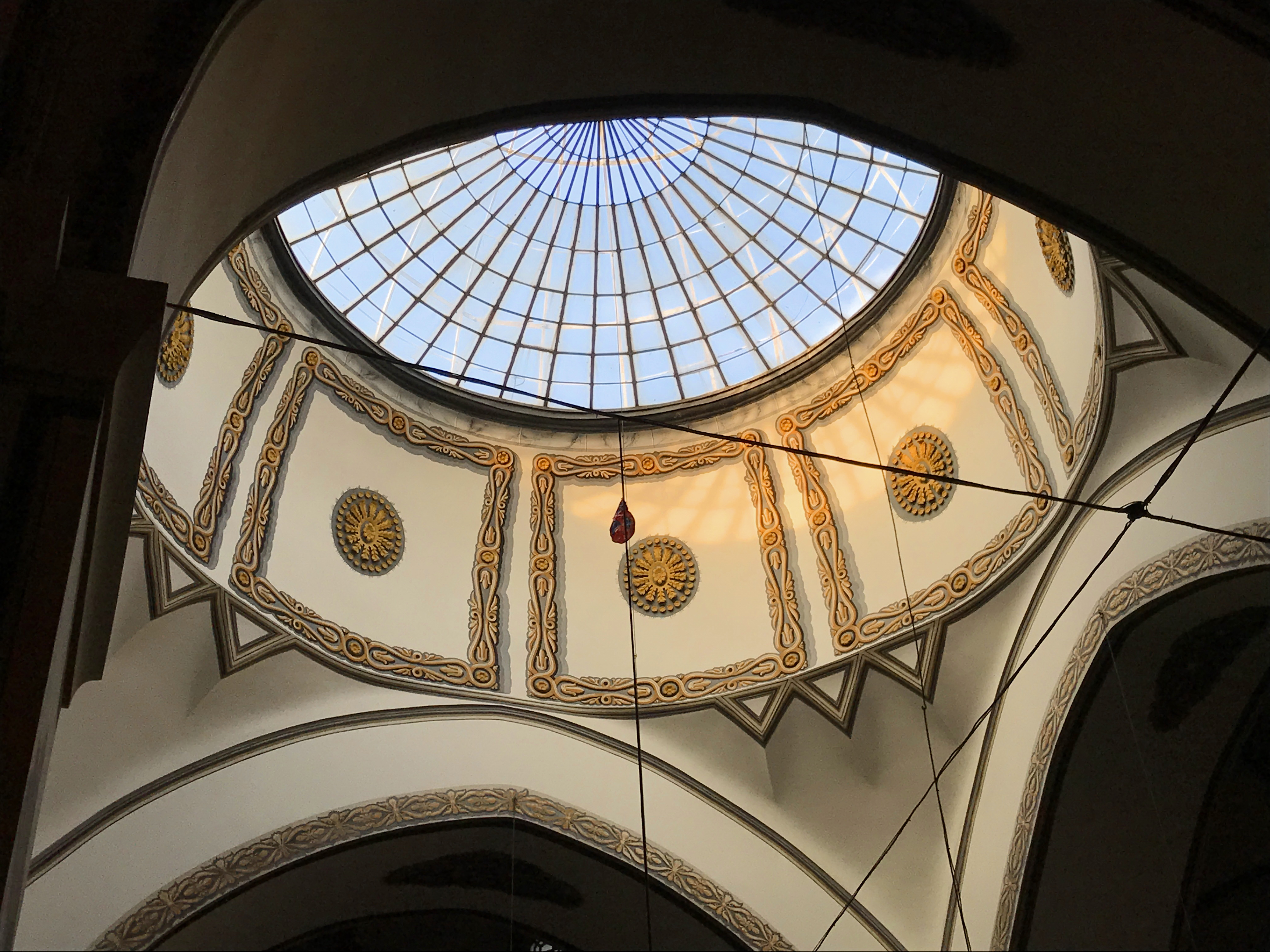
القبة الزجاجية الوحيدة بالمسجد والتي تعلو فوق حوض ماء الوضوء للإنارة. لا يوجد بها نوافذ صغيرة عند عُنُق القُبّة

توجد ثمانية نوافذ صغيرة مفتوحة بكل قبة من قباب الجامع على مدار دائرة قاعدة القُبّة لإدخال المزيد من ضوء النهار، عدا القُبّة الزجاجية فليس بها نوافذ صغيرة.

### القبة الزجاجية
كل قباب الجامع مبنية، عدا قُبّة زجاجية واحدة توجد أعلى حوض ماء الوضوء (النافورة)، والتي تؤدي دورا هاما في إضاءة وسط المبنى الكبير في النهار. وهي تُضيء وسط المسجد وتكفي لإنارة كل أركانه أيضاً.

### فلسفة تصميم الإنارة
تم تصميم المناطق الداخلية لتكون ذات اتساع أفقي، وإضاءة خفيفة لبث الشعور بالهدوء والطمأنينة.
تخلق التقسيمات الفرعية لفضاء الجامع والتي يشكلها القباب العشرون والأعمدة المتعددة، والتدرج في أنواع الإضاءة داخل الجامع نوعاً من الشعور بالخصوصية والأُنس.

### الإضاءة الحديثة
تتوزع الإضاءة الحديثة بين مصابيح كشّافة صفراء مسلطة على جدار القبلة، ومصابيح بيضاء حول حوض ماء الوضوء لتتوافق مع ضوء النهار الأبيض، ومصابيح إنارة خافتة في باقي أرجاء الجامع، للحفاظ على فلسفة الإضاءة القديمة، عدا إضاءة القبلة الصفراء.
المحراب يوضح اتجاه القِبلة (إلى يسار الصورة)، وكسوة الكعبة تُرى قريباً من يسار الصورة، والباب الغربي (الباب الأيمن للجامع) يُرى جزء منه في وسط الصورة خلف العمود ومن خلال القُبّة المُضاءة بنور النهار الأبيض. أما الباب الخلفي فيُمكن مُلاحظته خلف الشاشة الزرقاء في منتصف النصف الأيمن من الصورة.

تصميم الإضاءة داخل المسجد:
يُلاحظ في النصف الأيمن من الصورة ضوء النهار الأبيض النازل من القُبّة الزجاجية أعلى حوض ماء الوضوء الموجود في وسط الصورة، أما إضاءة المصابيح الصفراء المسلطة على جدار القبلة فتصبغ اللون الأصفر على القبلة والمحراب وكسوة الكعبة في الشق الأيسر من الصورة.

## أبواب الجامع
للمسجد ثلاثة أبواب مُستخدمة. البوابة الرئيسية للجامع تقع خلف المسجد جهة الشمال وعن يسارها مصلى النساء الذي يحوطه سور خشبي مرتفع به أرفف.
هناك بابان آخران أحدهما في الجهة الشرقية للجامع والآخر في الجهة الغربية.
ويوجد باب رابع كان مفتوحا على مقصورة السلطان (بالتركية: Hünkar Mahfili)‏،  ثم خُصص لدخول السلطان بعد ذلك ولكنه الآن ليس مفتوحاً للمصلين بل للعاملين والمسؤولين بالجامع من الحراس وغيرهم.
فيكون للجامع بذلك أربعة أبواب في المُجمل، ولكن المُستخدم منها حالياً ثلاثة أبواب فقط للمصلين.
مساحة الأبواب صغيرة مقارنة بعِظَم مساحة وحجم الجامع، وذلك للحد من التأثير الحراري داخل الجامع في موسم هطول الثلوج، أو الحرارة المرتفعة في الصيف. ولا يوجد بالمسجد أجهزة تكييف حتى الآن ولكن حرارته دائمًا مستقرة رغم تقلبات الجو بسبب سُمك جدران الجامع وصغر الأبواب والفتحات المؤدية إلى الخارج.
والأبواب كلها خشبية من خشب الجوز منحوتة بدقة وجمال.

## لوحات الخط العربي

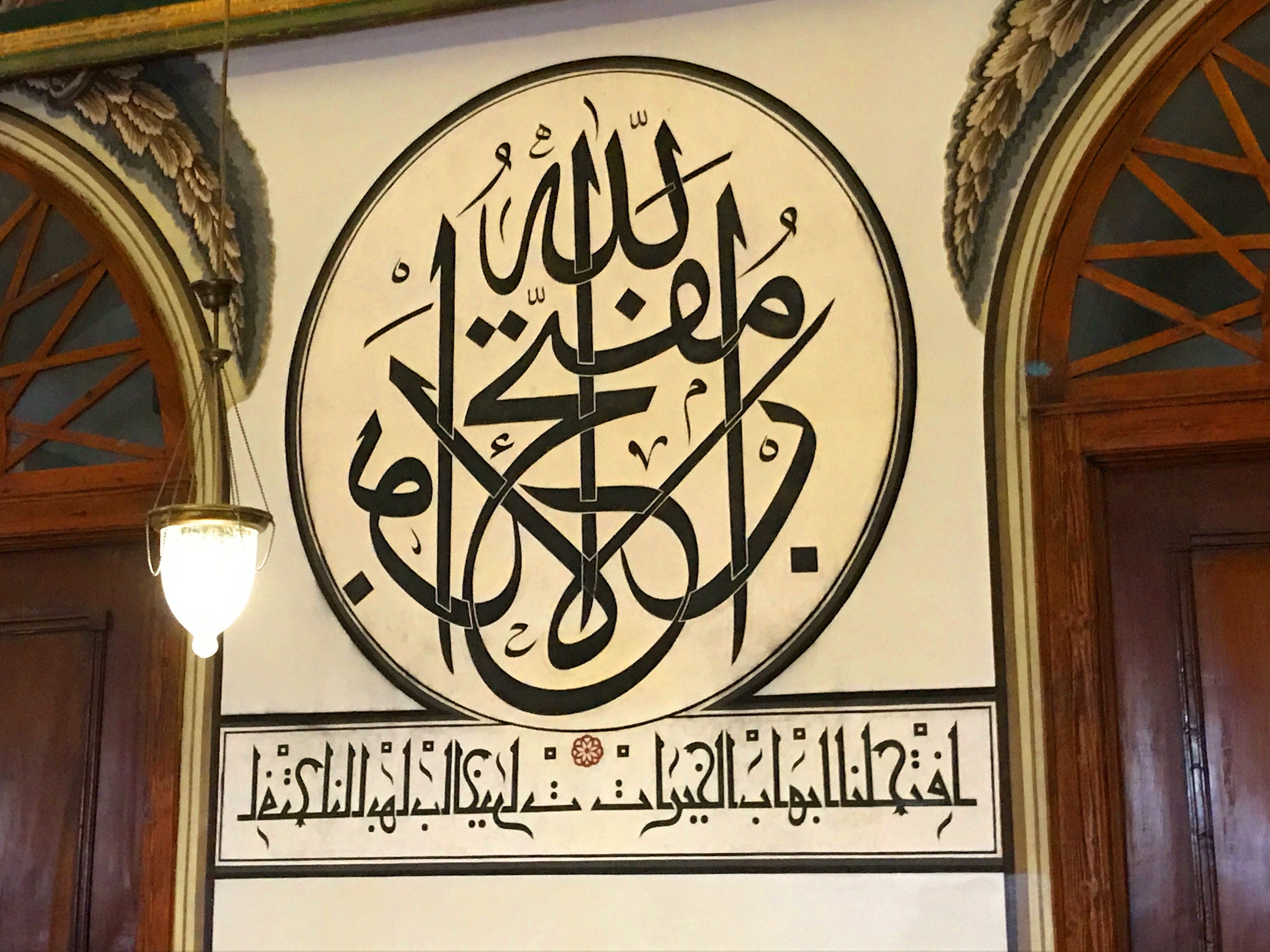
لوحة خط فنيّة مرسومة على الجدار بين نافذتين: الله مُفتّح الأبواب افتح لنا أبواب الخيرات

في النصف الثاني من القرن التاسع عشر وأوائل القرن العشرين تم عمل 192 لوحة وكتابات جدارية بالخط العربي رسمها خطاطون مختلفون داخل الجامع. قام بهذا العمل أشهر الخطاطين العثمانيين في ذلك الزمان، ويُعدّ هذا المسجد أحد أعظم الأمثلة على فن الخط العربي الإسلامي في العالم.
أُرسل أشهر الخطاطين في ذلك الوقت من إسطنبول بأمر من السلطان عبد المجيد الأول لرسم كتابات كبيرة داخل الجامع.
توجد لوحات الخط على الجدران وعلى الأعمدة المربعة وكذلك على شكل لوحات صغيرة وكبيرة جدًا موزعة بعناية داخل الجامع.
الكتابات في معظمها آيات قرآنية وأحاديث نبوية وأسماء الله الحسنى.

### لوحات مُعلقة فيها آيات قرآنية
بعض كتابات الخط العربي خُطّت في لوحات وعُلِّقت بمسجد «أولو جامع». كُتبت تلك اللوحات بخط ذهبيّ على خشب مُغطى بمخمل أخضر غامق اللون، وتلك بعض الأمثلة لِلَوحاتٍ ضخمةٍ جدًا عُلّقت على الحائط أو لوحات متوسطة معلّقة على أعمدة الجامع المربعة:

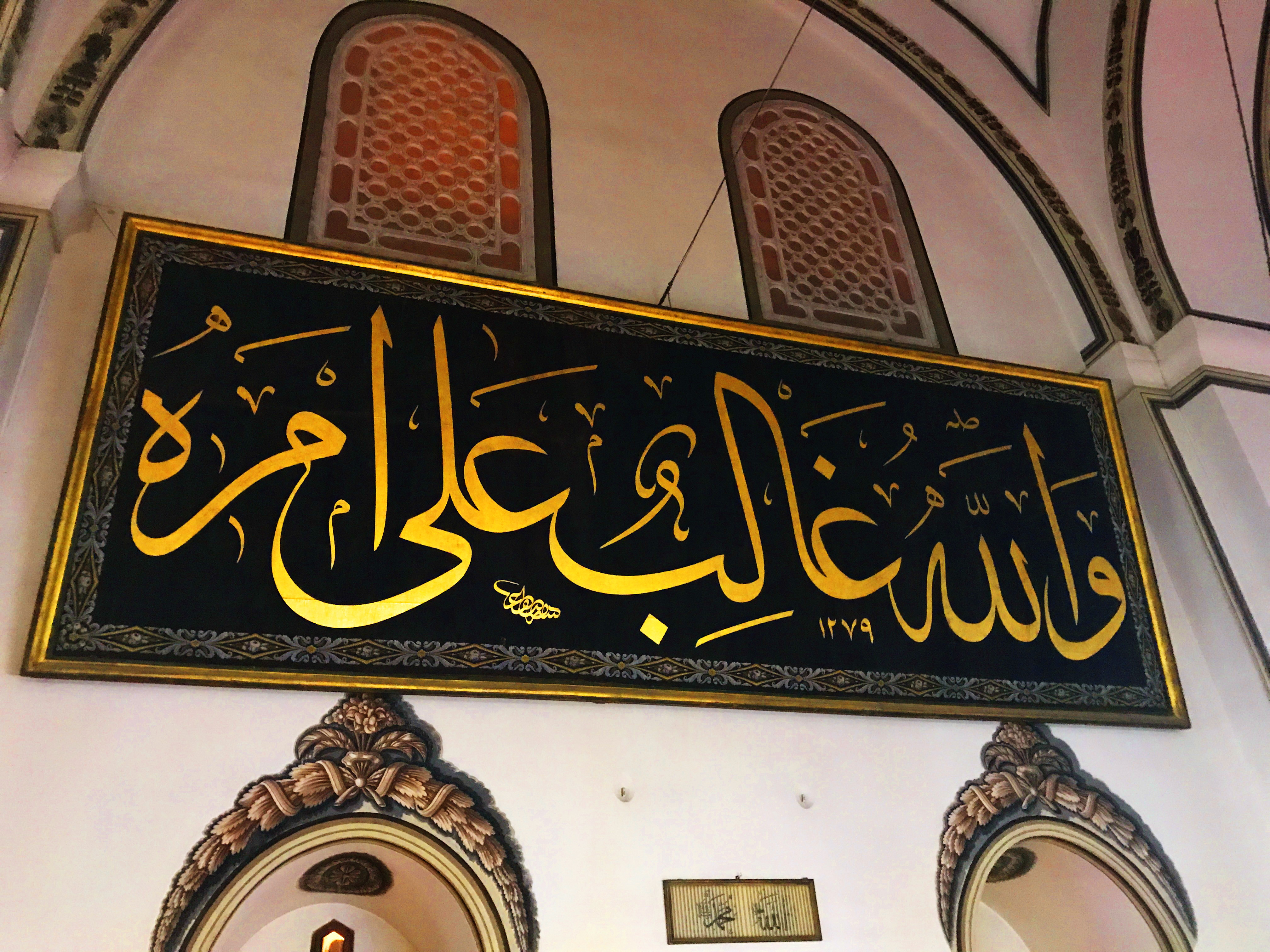
﴿وَاللَّهُ غَالِبٌ عَلَى أَمْرِهِ﴾--(سورة يوسف الآية 21)
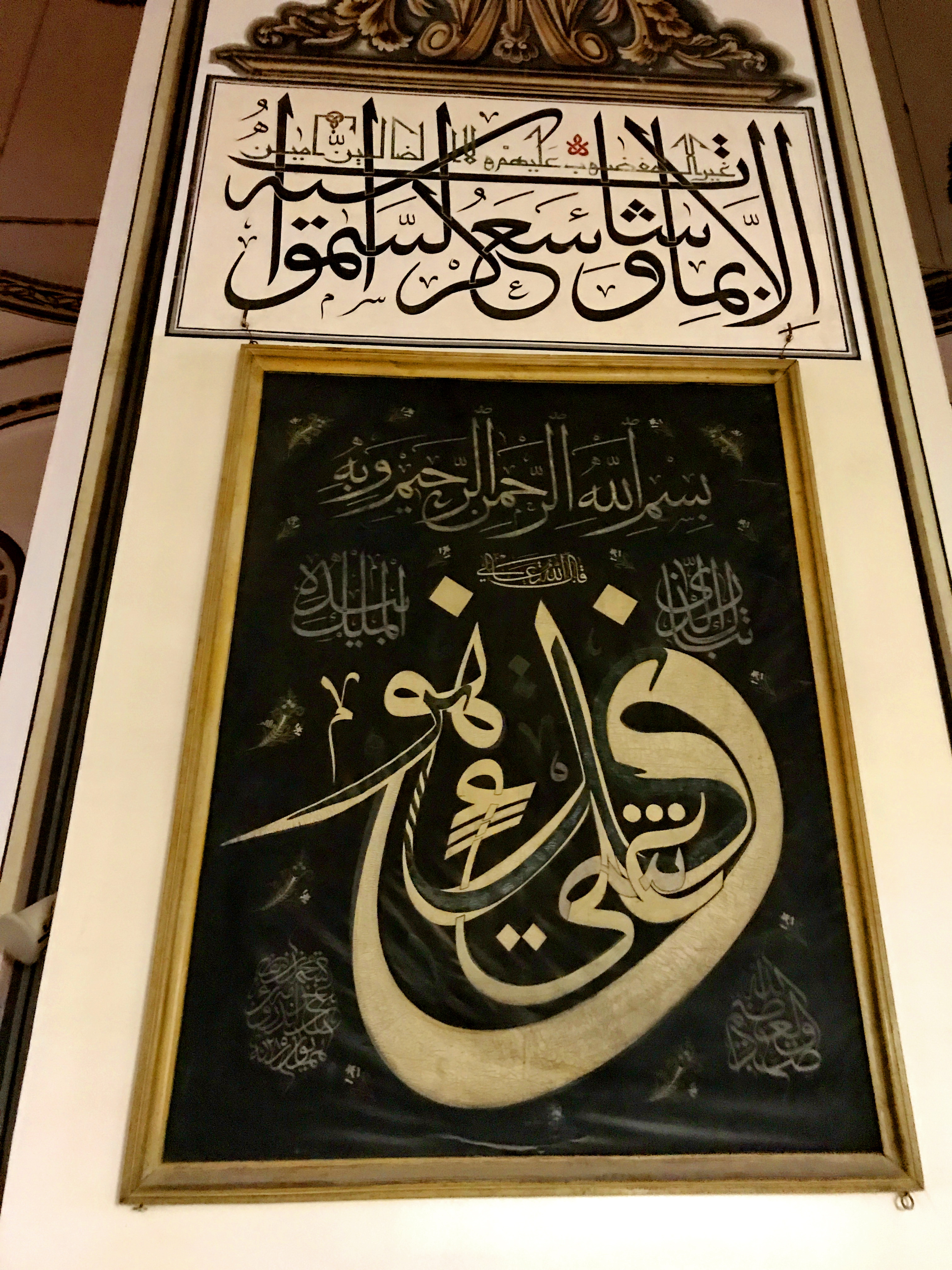
﴿غَيْرِ الْمَغْضُوبِ عَلَيْهِمْ وَلَا الضَّالِّينَ آمين﴾؛ ﴿إِلاَّ بِمَا شَاء وَسِعَ كُرْسِيُّهُ السَّمَاوَاتِ﴾؛ بسم الله الرحمن الرحيم وبه - قال الله تعالى ﴿تَبَارَكَ الَّذِي بِيَدِهِ الْمُلْكُ وَهُوَ عَلَى كُلِّ شَيْءٍ قَدِيرٌ﴾ صدق الله العظيم--(سورة المُلك الآية 1)
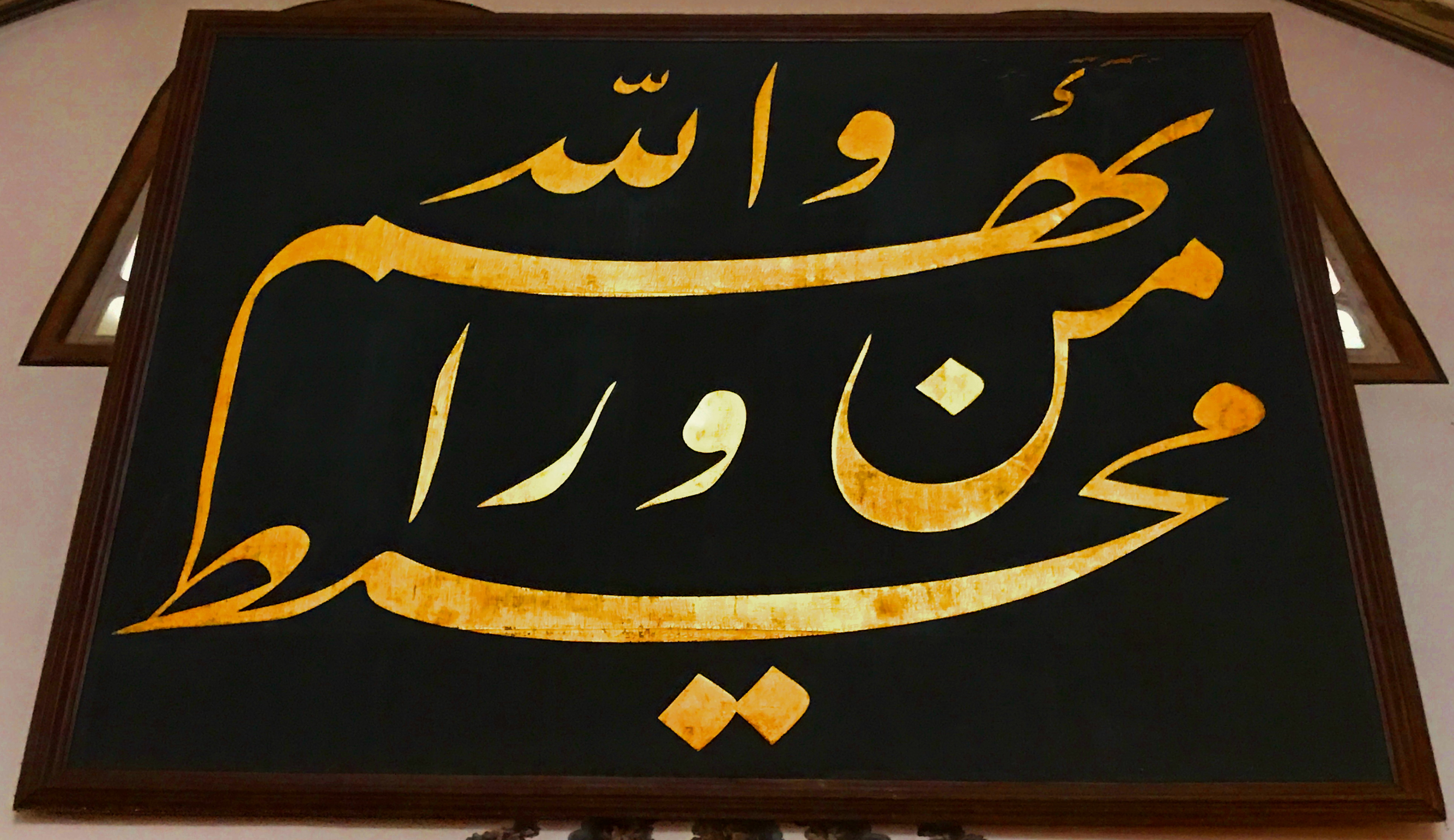
﴿وَاللَّهُ مِن وَرَائِهِم مُّحِيطٌ﴾--(سورة البروج الآية 21)

### آيات قرآنية مرسومة على الجدران
بعض الكتابات خُطّت مباشرة على جدران المسجد الأربعة وتلك أمثلة منها:

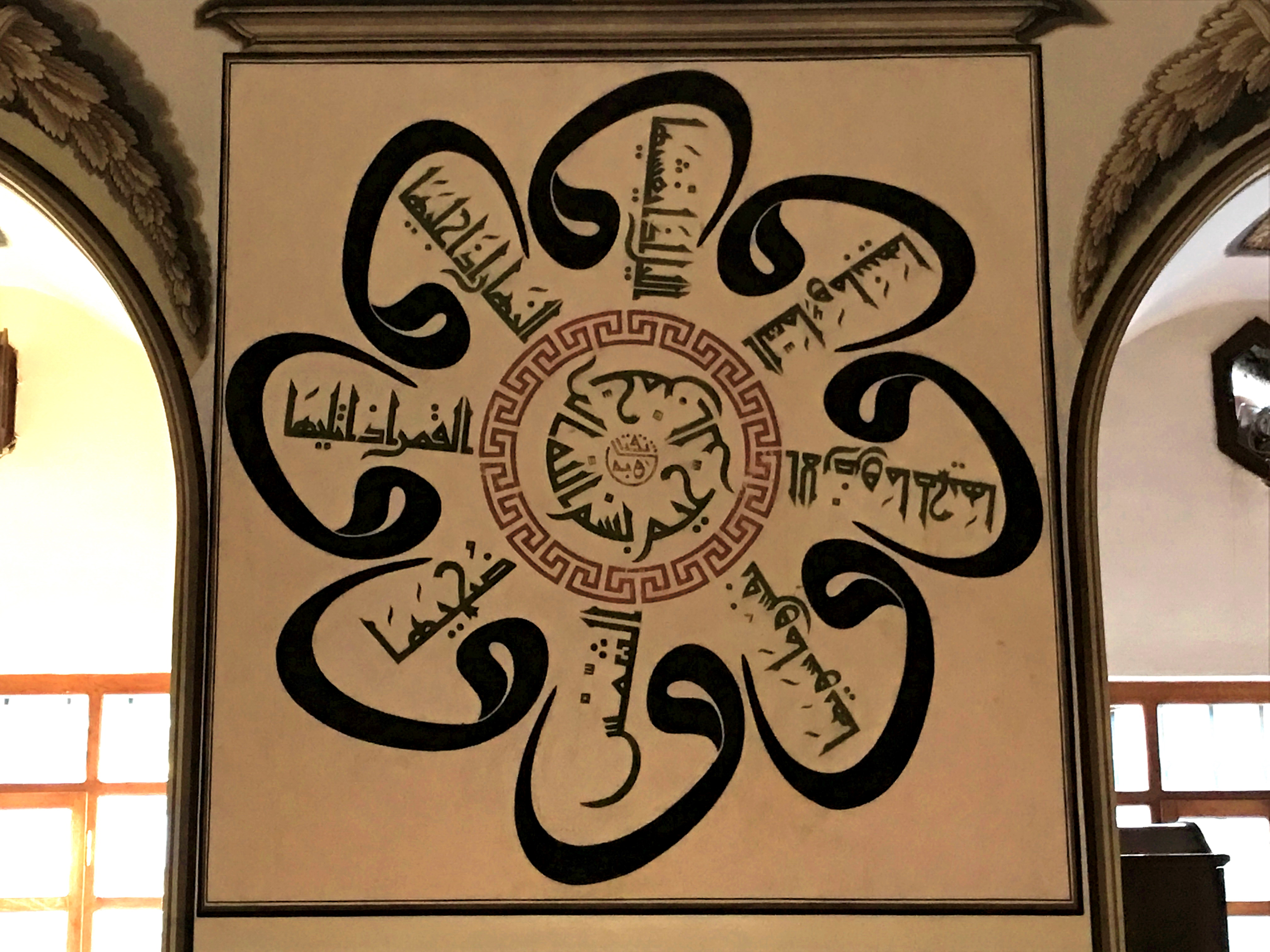
﴿وَالشَّمْسِ وَضُحَاهَا ۝١ وَالْقَمَرِ إِذَا تَلَاهَا ۝٢ وَالنَّهَارِ إِذَا جَلَّاهَا ۝٣ وَاللَّيْلِ إِذَا يَغْشَاهَا ۝٤ وَالسَّمَاءِ وَمَا بَنَاهَا ۝٥ وَالْأَرْضِ وَمَا طَحَاهَا ۝٦﴾--(آيات من سورة الشمس)
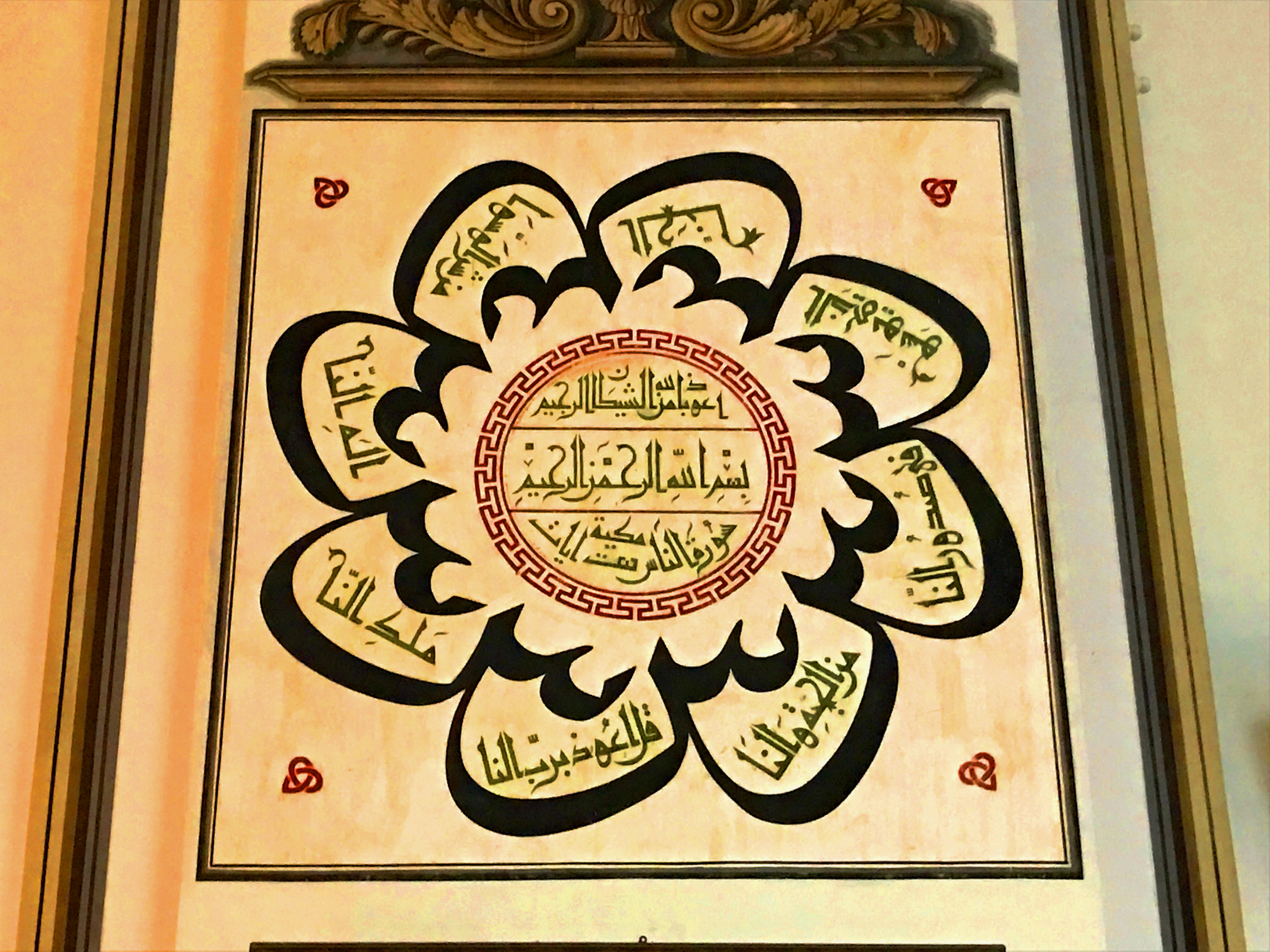
﴿قُلْ أَعُوذُ بِرَبِّ النَّاسِ ۝١ مَلِكِ النَّاسِ ۝٢ إِلَهِ النَّاسِ ۝٣ مِنْ شَرِّ الْوَسْوَاسِ الْخَنَّاسِ ۝٤ الَّذِي يُوَسْوِسُ فِي صُدُورِ النَّاسِ ۝٥ مِنَ الْجِنَّةِ وَالنَّاسِ ۝٦﴾--(سورة الناس)
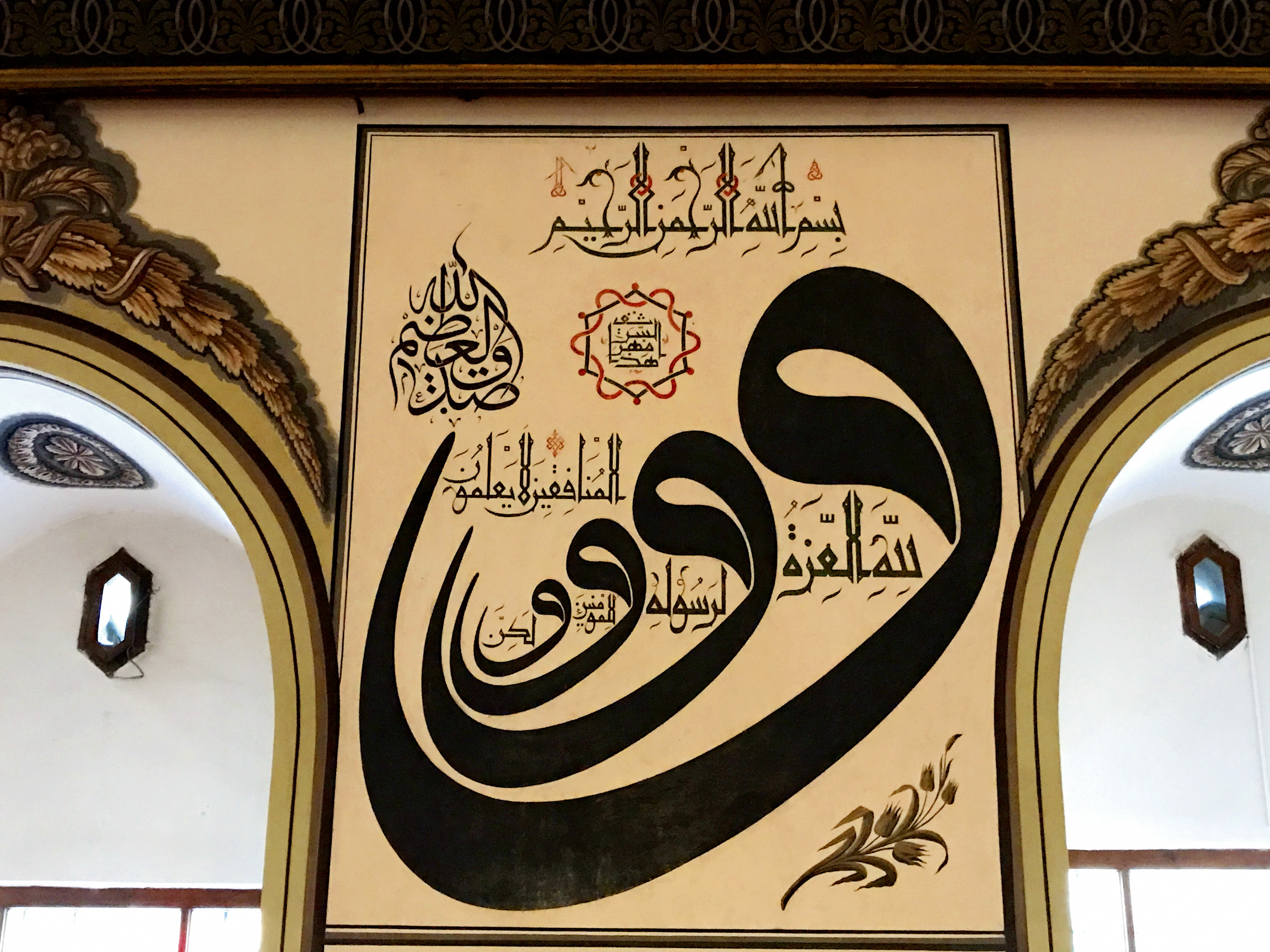
﴿وَلِلَّهِ الْعِزَّةُ وَلِرَسُولِهِ وَلِلْمُؤْمِنِينَ وَلَكِنَّ الْمُنَافِقِينَ لَا يَعْلَمُونَ﴾ صدق الله العظيم--(سورة المنافقون الآية 8)-هذا مهر الشريف-

### خطوط على جدران مصلى النساء

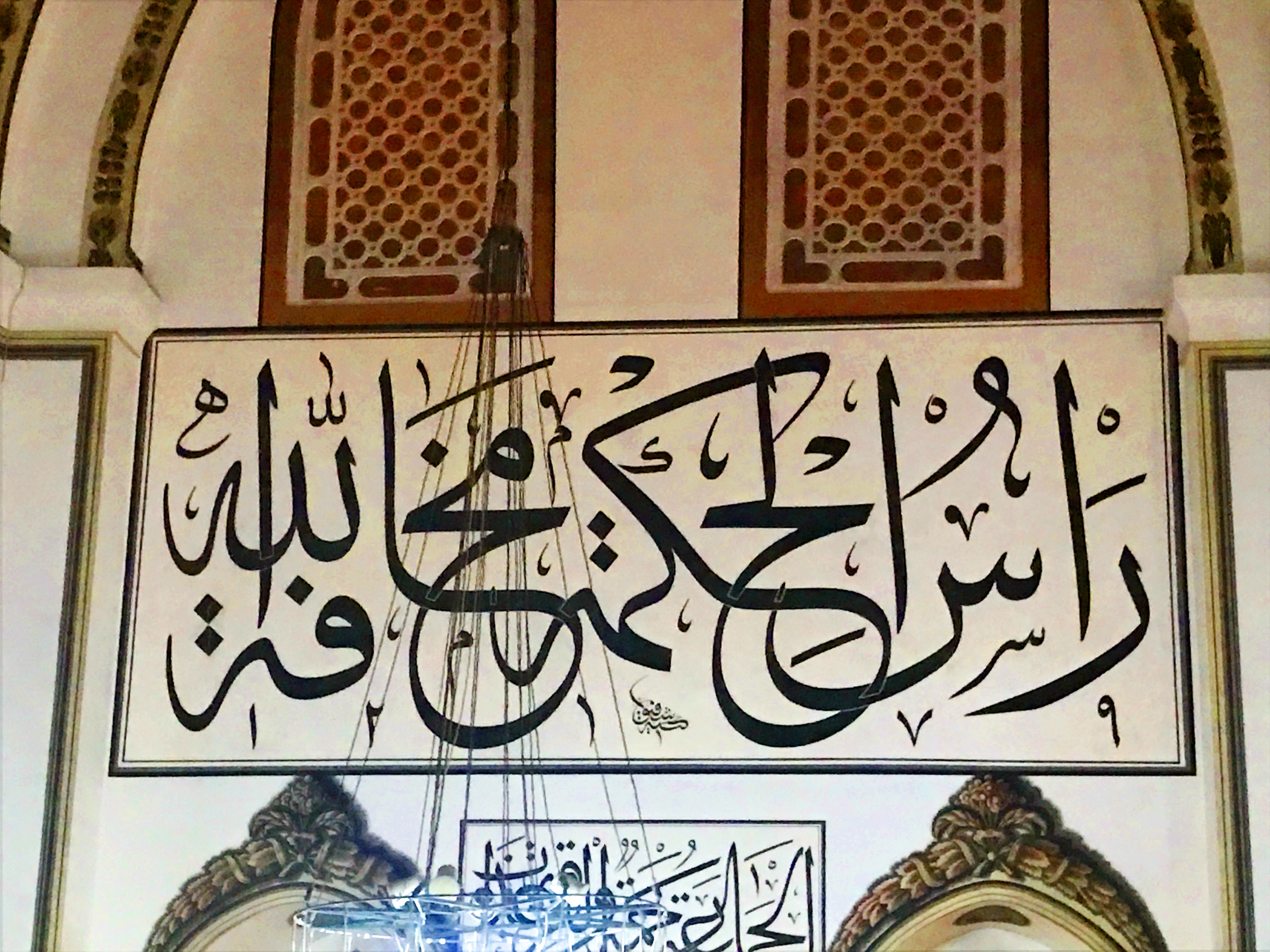
«رَأْسُ الْحِكْمَةِ مَخَافَةُ اللهِ»
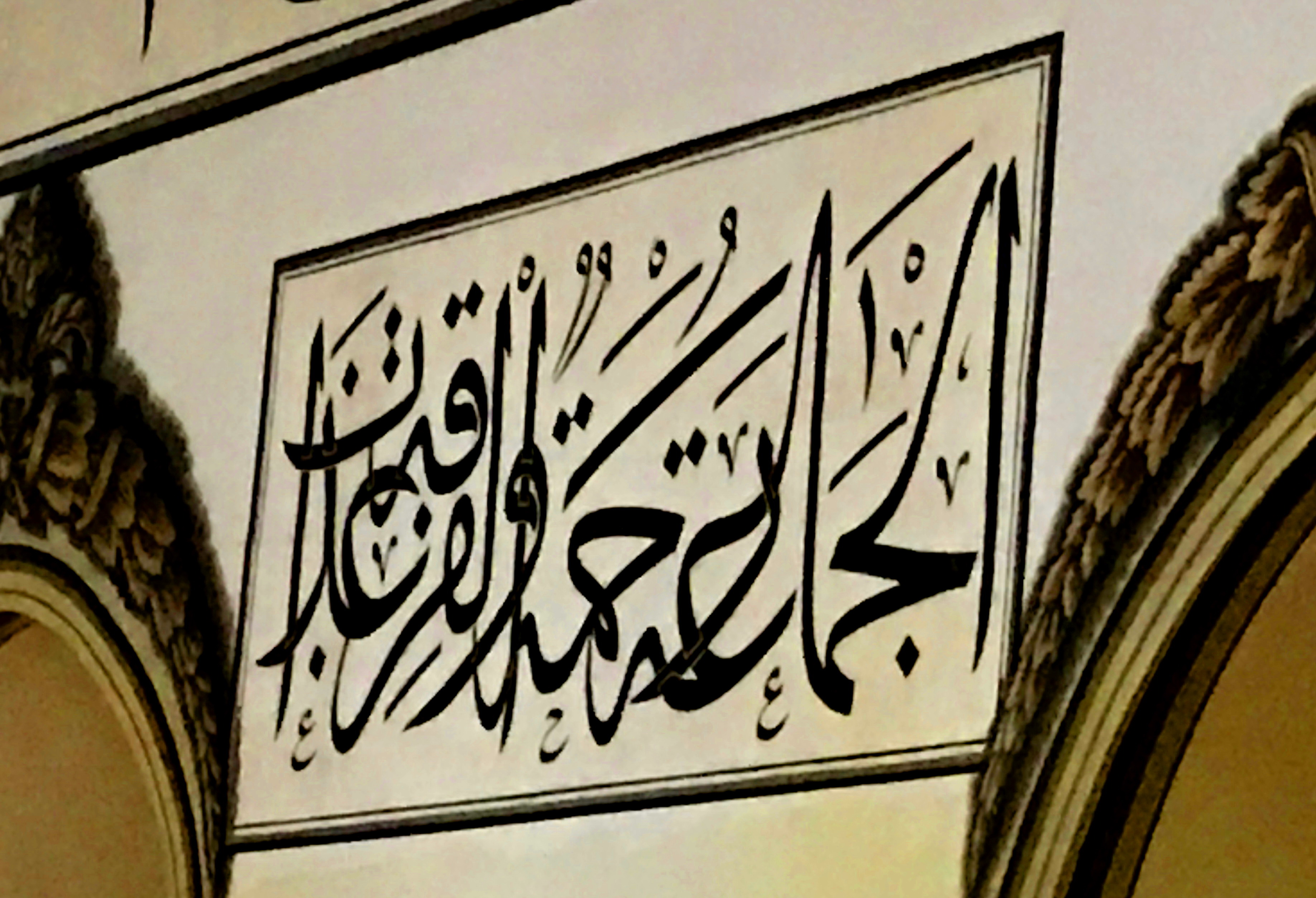
«الجماعة رحمة والفرقة عذاب»
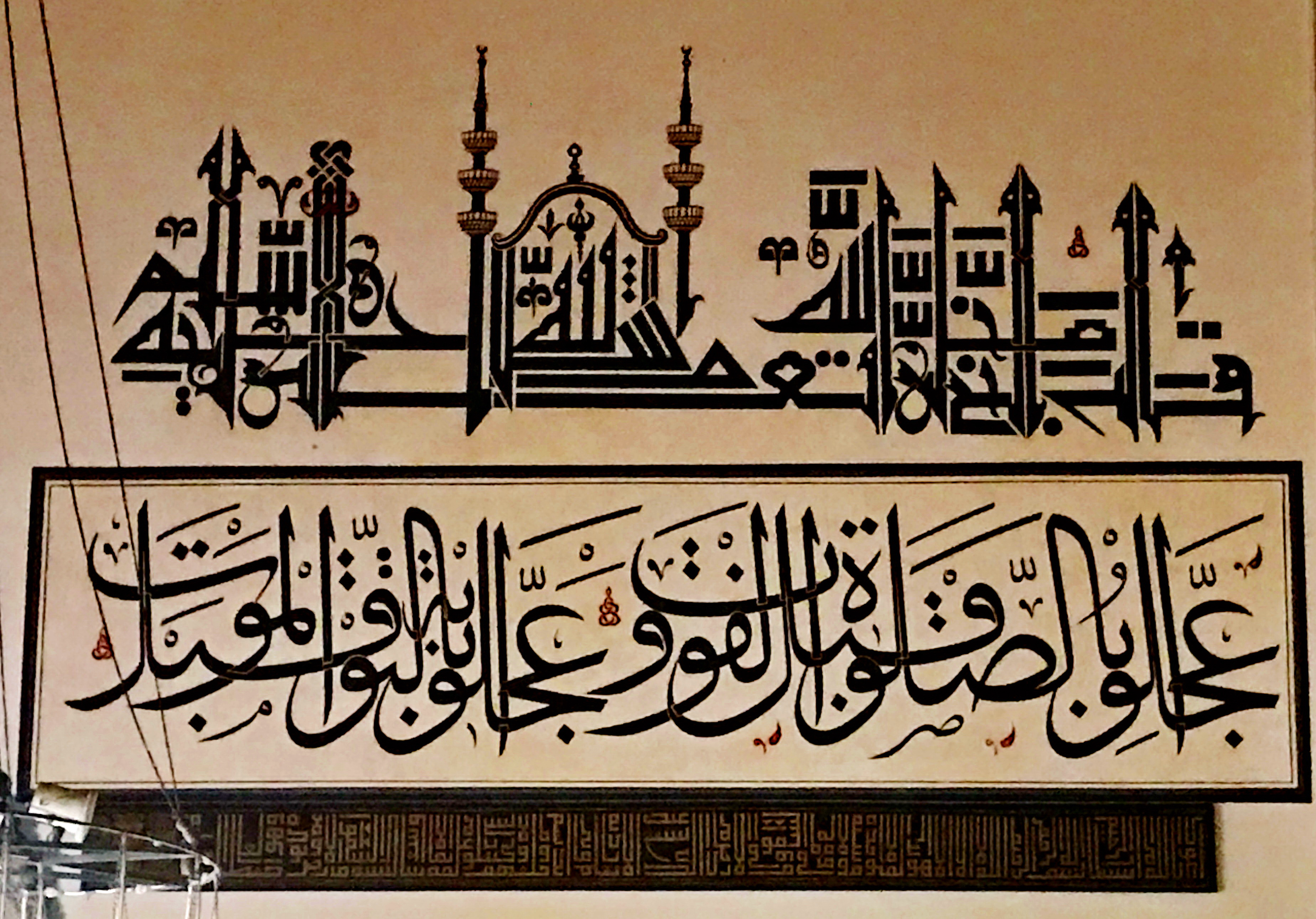
«عجلوا بالصلاة قبل الفوت، وعجلوا بالتوبة قبل الموت» ومكتوب تحتها بالخط الكوفي: ﴿اللَّهُ لَا إِلَٰهَ إِلَّا هُوَ الْحَيُّ الْقَيُّومُ ۚ لَا تَأْخُذُهُ سِنَةٌ وَلَا نَوْمٌ ۚ لَّهُ مَا فِي السَّمَاوَاتِ وَمَا فِي الْأَرْضِ ۗ مَن ذَا الَّذِي يَشْفَعُ عِندَهُ إِلَّا بِإِذْنِهِ ۚ يَعْلَمُ مَا بَيْنَ أَيْدِيهِمْ وَمَا خَلْفَهُمْ ۖ وَلَا يُحِيطُونَ بِشَيْءٍ مِّنْ عِلْمِهِ إِلَّا بِمَا شَاءَ ۚ وَسِعَ كُرْسِيُّهُ السَّمَاوَاتِ وَالْأَرْضَ ۖ وَلَا يَئُودُهُ حِفْظُهُمَا ۚ وَهُوَ الْعَلِيُّ الْعَظِيمُ﴾--(آية الكرسي من سورة البقرة - الآية 255)
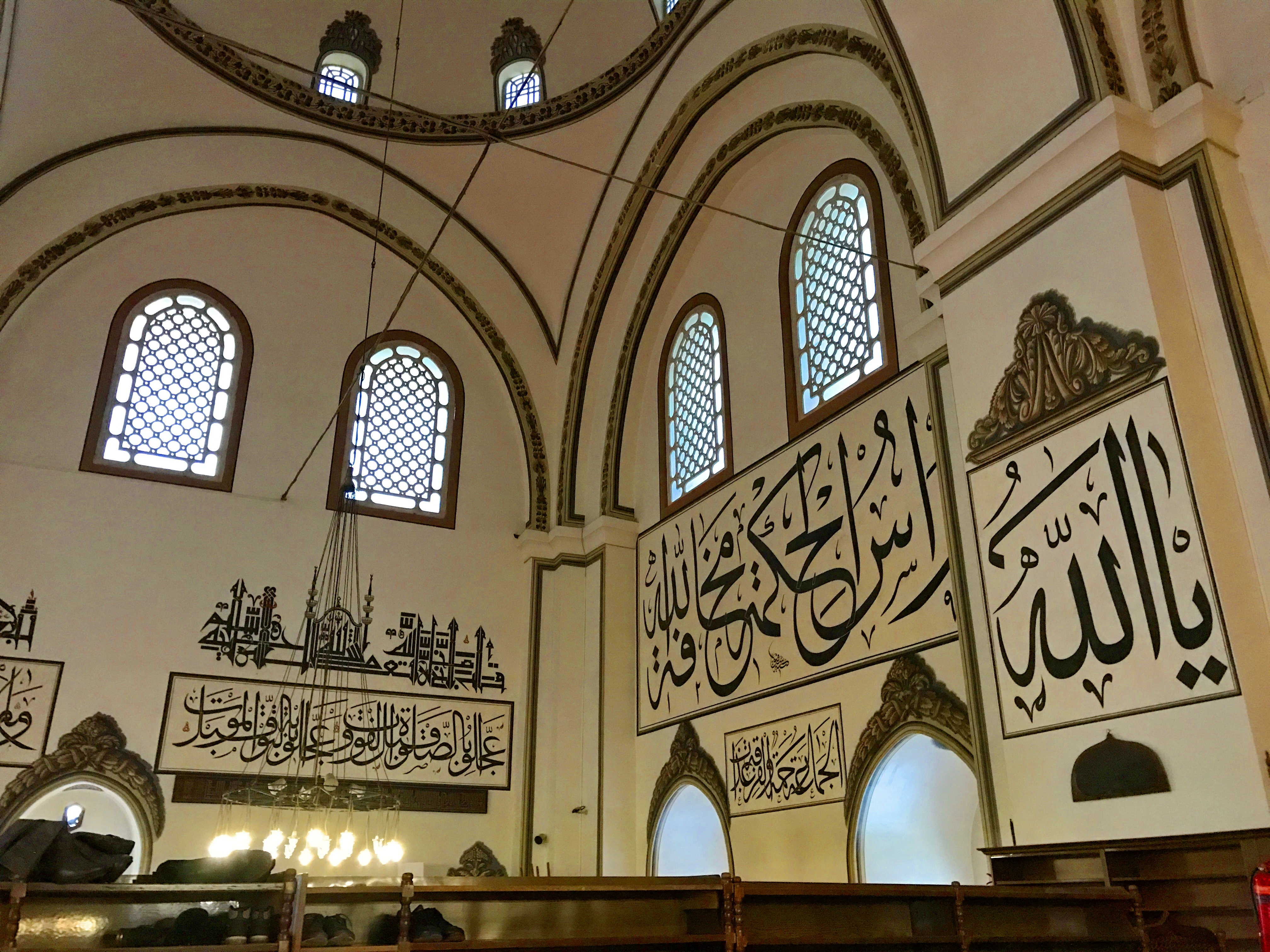
منظر عام لسقف مصلى السيدات خلف المسجد، مكتوب عليه: -رأس الحكمة مخافة الله -الجماعة رحمة والفرقة عذاب -عجلوا بالصلاة قبل الفوت، وعجلوا بالتوبة قبل الموت

### لوحات ذِكر لله معلقة على الجدران
بعض اللوحات خُطّ فيها كلمات الذِكر، وعُلّقت على الجدران. بعض هذه اللوحات كبير جدًا بعرض نافذتين من المسجد كما في الصور أدناه:

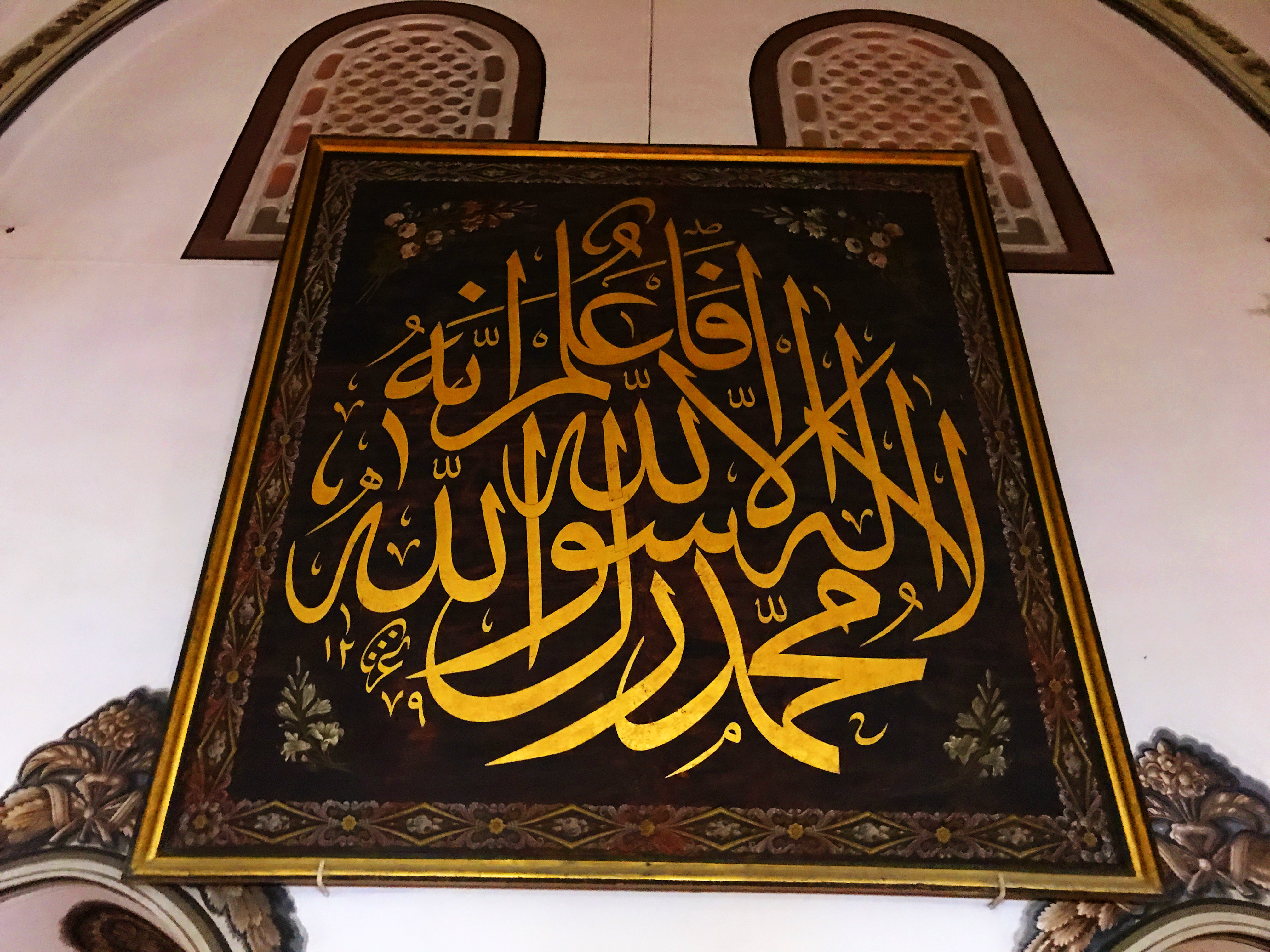
«فَاعْلَمْ أَنَّهُ لَا إِلَٰهَ إِلَّا اللَّهُ مُحَمَّدٌ رَسُولُ اللهِ»
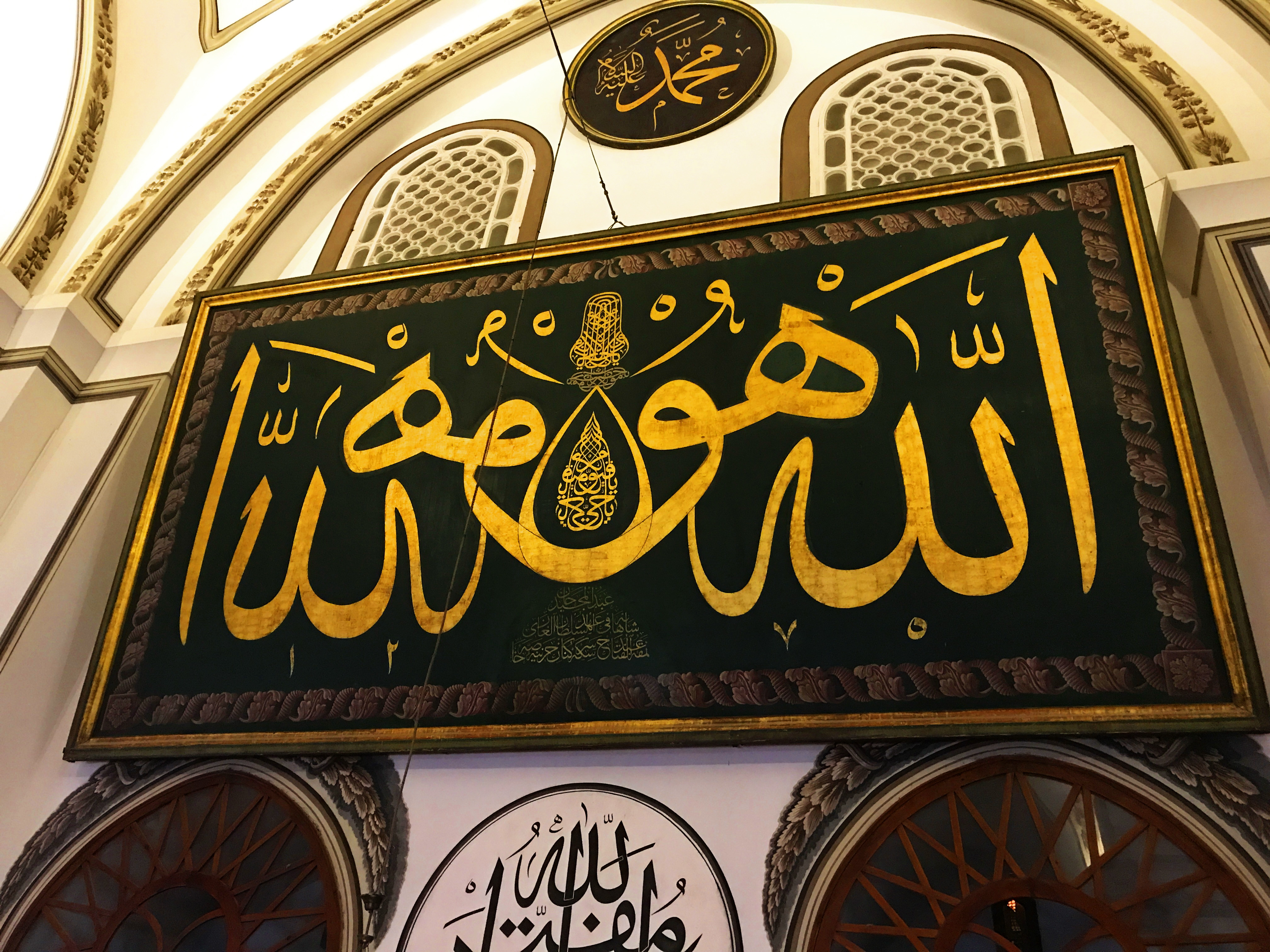
«هو اللَّه»
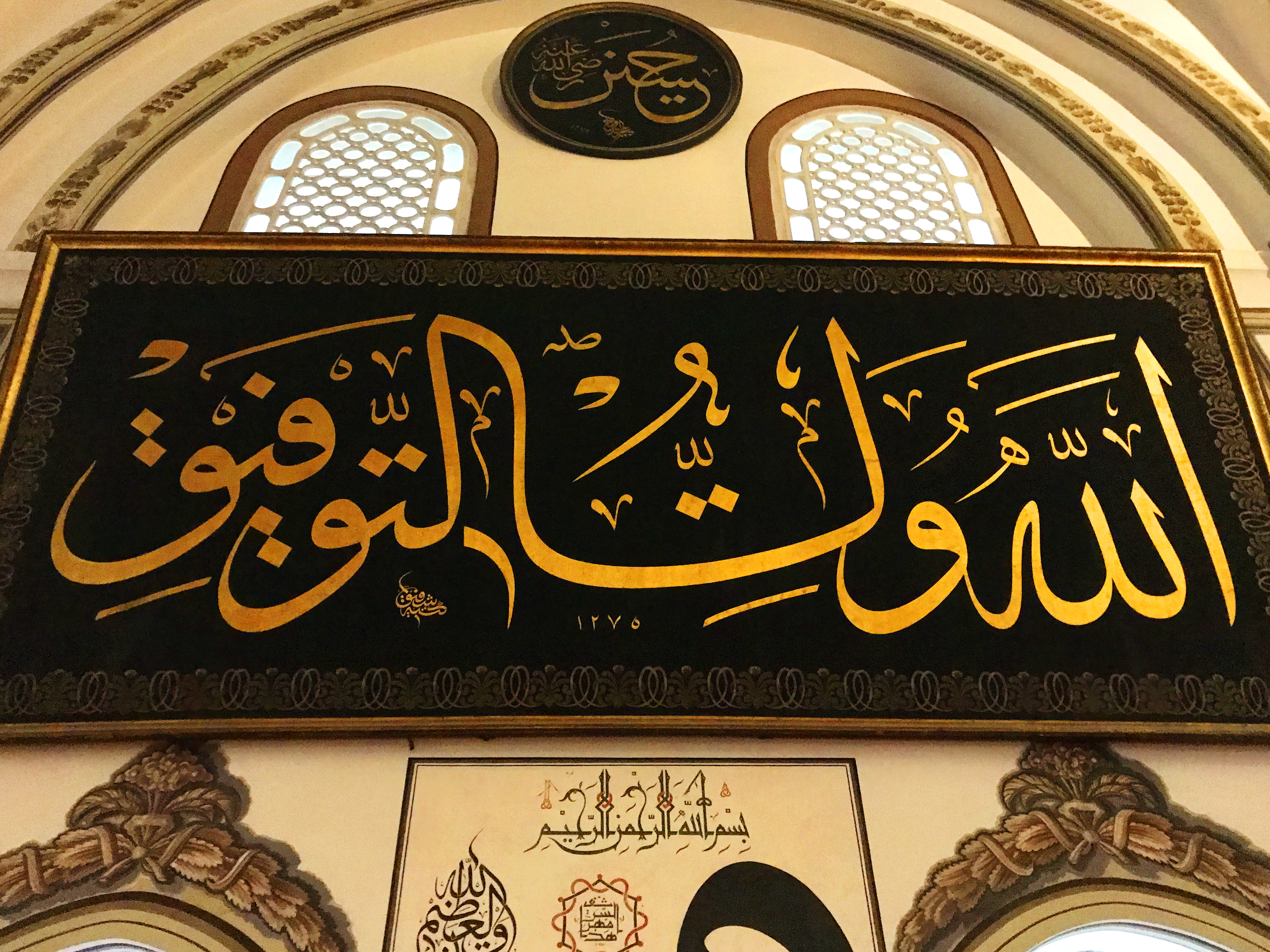
«الله وليُّ التوفيق»

## لوحات خط فنية
توجد بعض اللوحات الفنية التي تبرز مهارة الخطاطين العثمانيين، خطّ فيها أدعية أو أُحجية لغوية تتحدى أن تفهم، معلقة على جدران المسجد، ومنها:

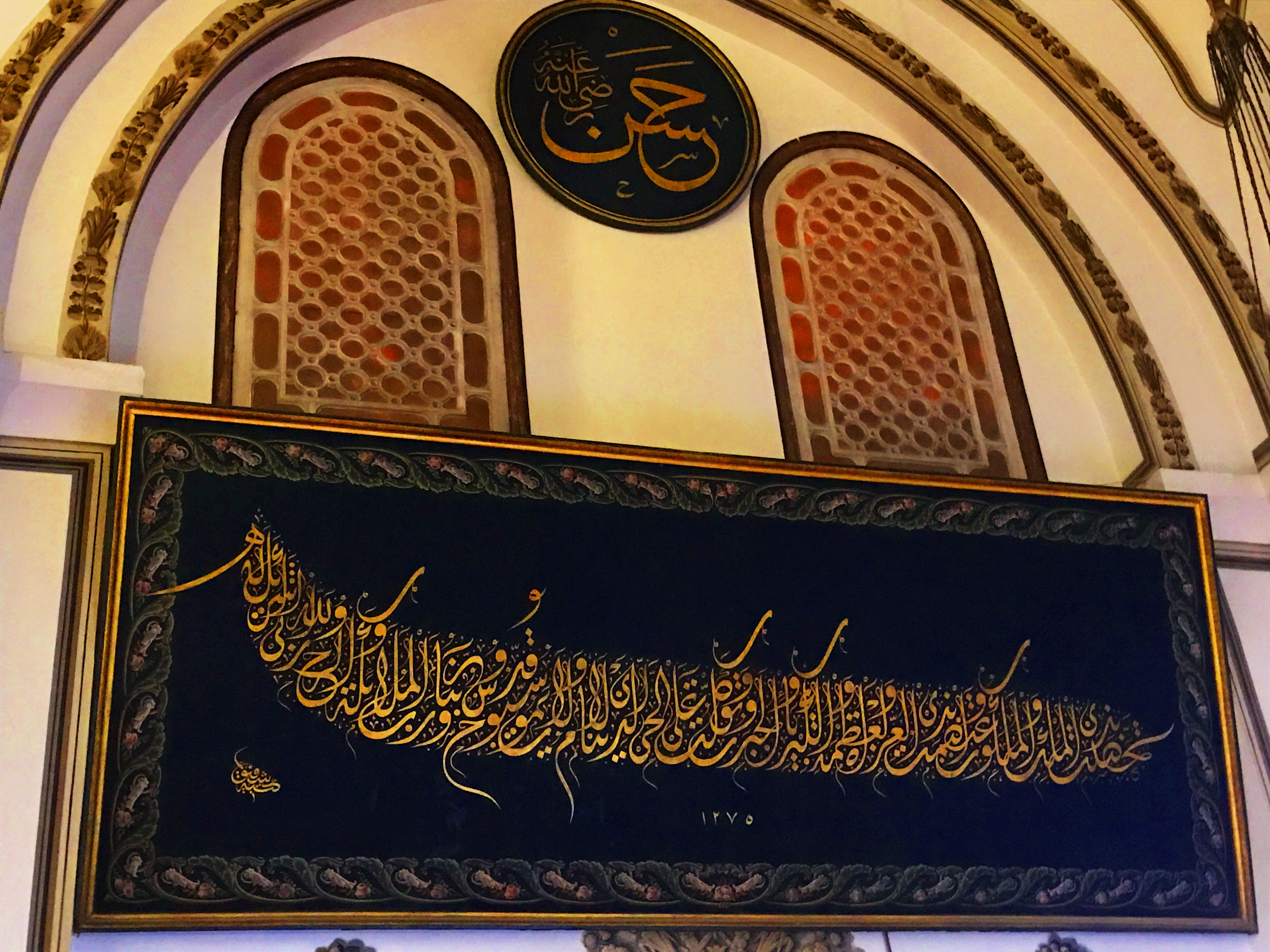
لوحة فنية بالخط العربي معلقة على جدران مسجد أُولو جامع ببورصة،  مكتوب فيها: تحصّنت بذي الملك والملكوت واعتصمت بذي العزة والعظمة والكبرياء والجبروت وتوكلت على الحي الذي لا ينام ولا يموت سبوح قدوس ربنا ورب الملائكة والروح والله ربي لا شريك له 1275 (هجرية)
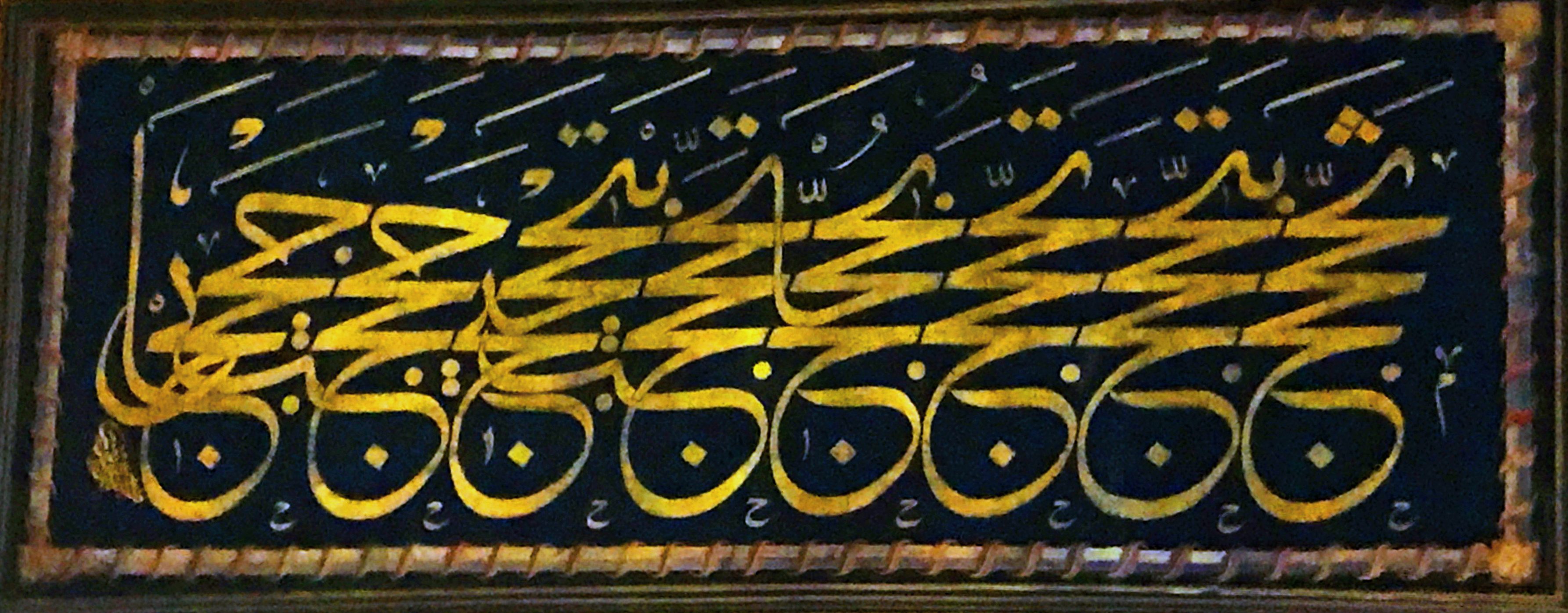
كتابات بالخط العربي في مسجد "أولو جامع" الذي أمر ببنائه السلطان العثماني بايزيد الأول عام 1399م بمدينة "بورصا" بتركيا. سلسلة من الكتابة بخط الثُلُث. كان بعض الخطاطين الأتراك لا يرون بأسا في وضع النقاط بعيدا عن حروفها. اللوحة ذات معنى غامض وهي حالة إبداع عند القدامى أن يأتوا بكتابة لفظ أو معضلة كتابية لإظهار المهارة والمقدرة الفنية. قد تكون: تحجّج بتحجّج تحجّج بحجّاج.. تحجّجت بتحجيج حججت حججا بي، وقد تكون: نحجج بتحجج.. تحجج بحجاج تحججت بتحجيج.. حججت حججاتي

## الكتابة على أعمدة الجامع المربعة
أعمدة الجامع الاثنا عشر من الضخامة بحيث تحمل الارتفاع الهائل لسقف المسجد والقباب العشرين. لم يترك الخطاط العثماني المساحات الكبيرة لأضلاع الأعمدة المربعة بدون تزيينها بأسماء الله الحُسنى، والآيات القرآنية والأحاديث النبوية والمأثورات التي تدعو إلى الفضيلة. تلك مجموعة مختارة لبعض الكتابات المرسومة على أعمدة أولو جامع:

### أسماء الله الحسنى

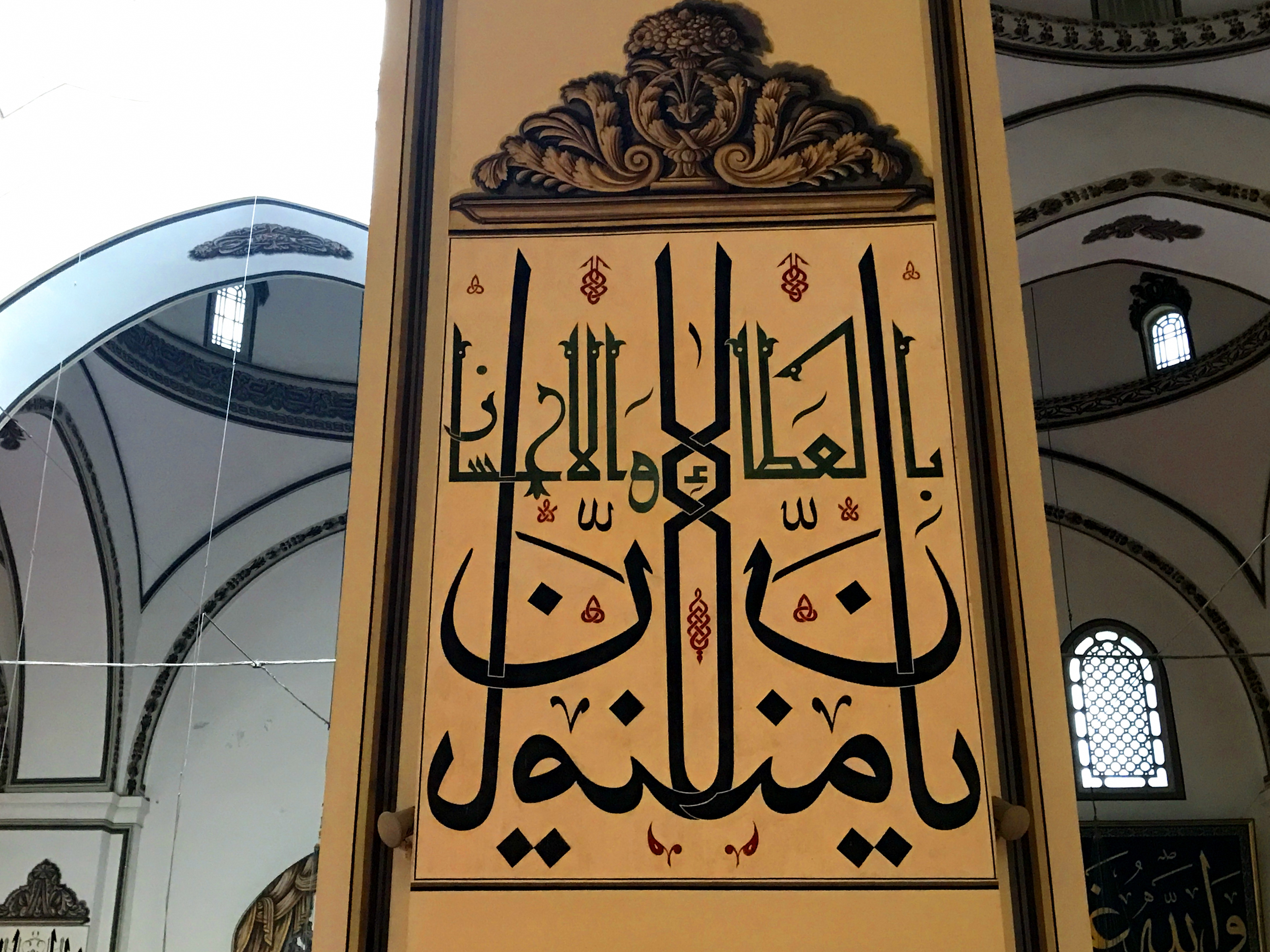
يا منّان بالعطاء والإحسان
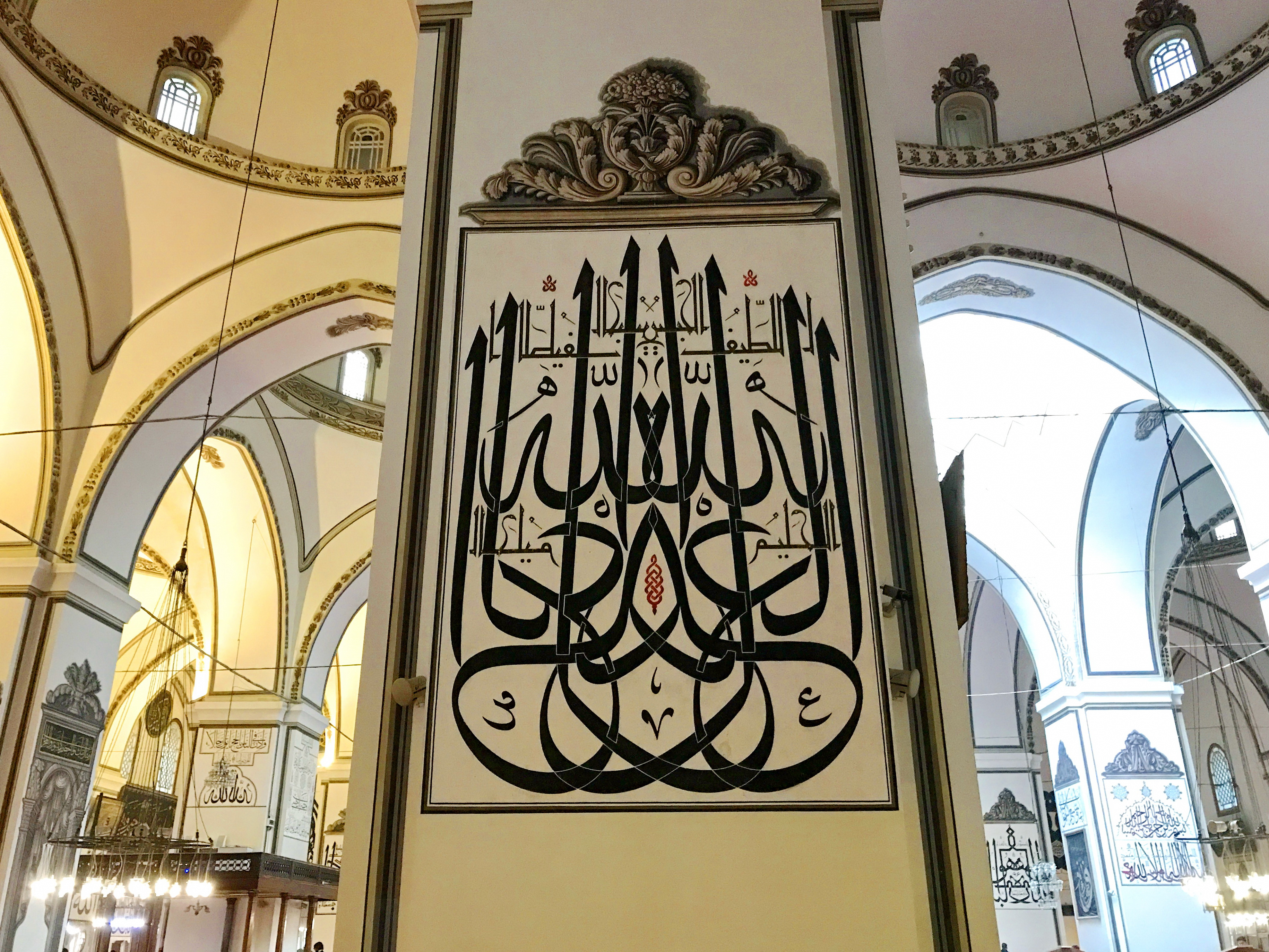
الكبير اللطيف الحليم الله العدل
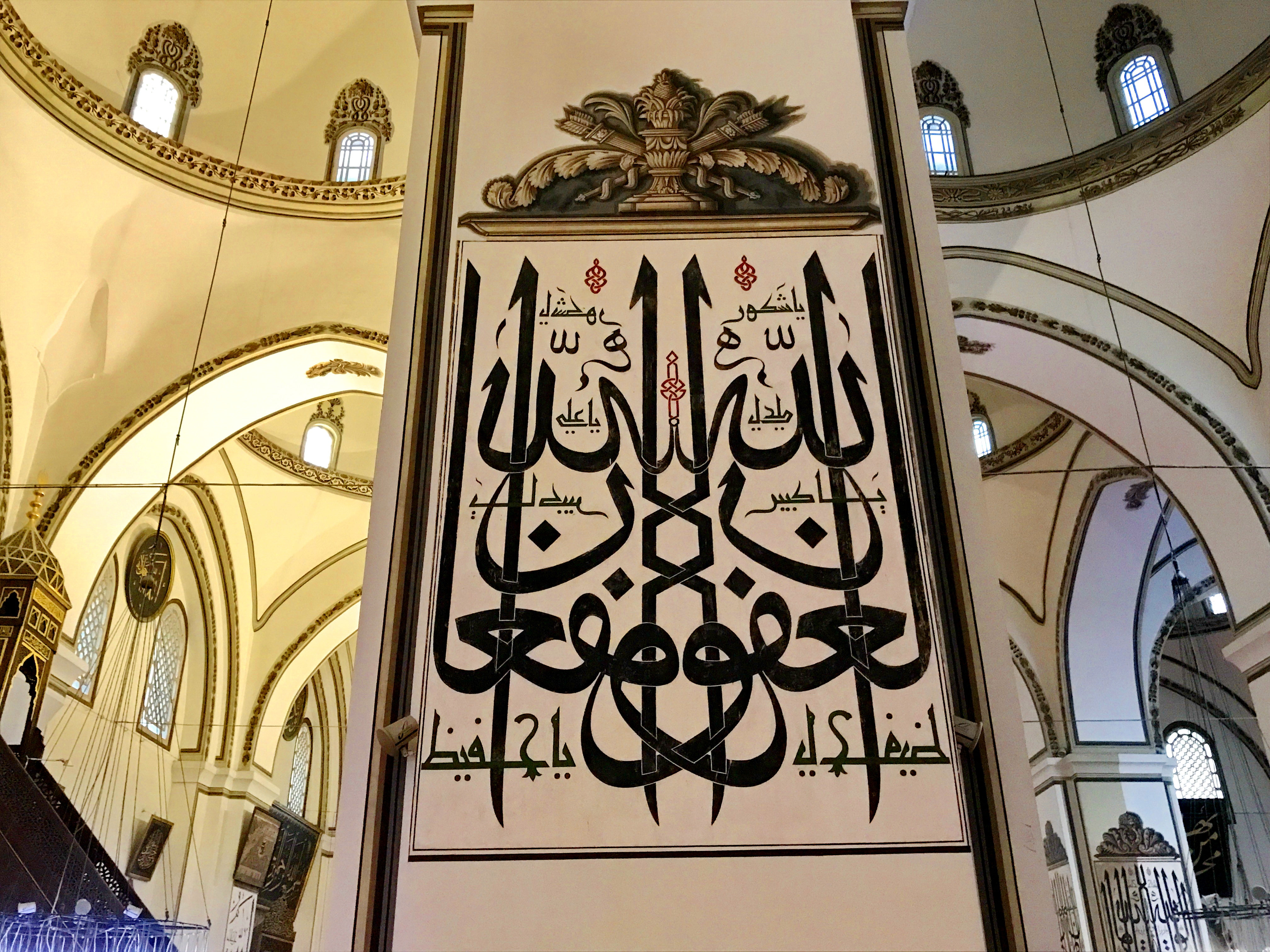
يا شكور يا كبير يا حفيظ - إن الله لغفور
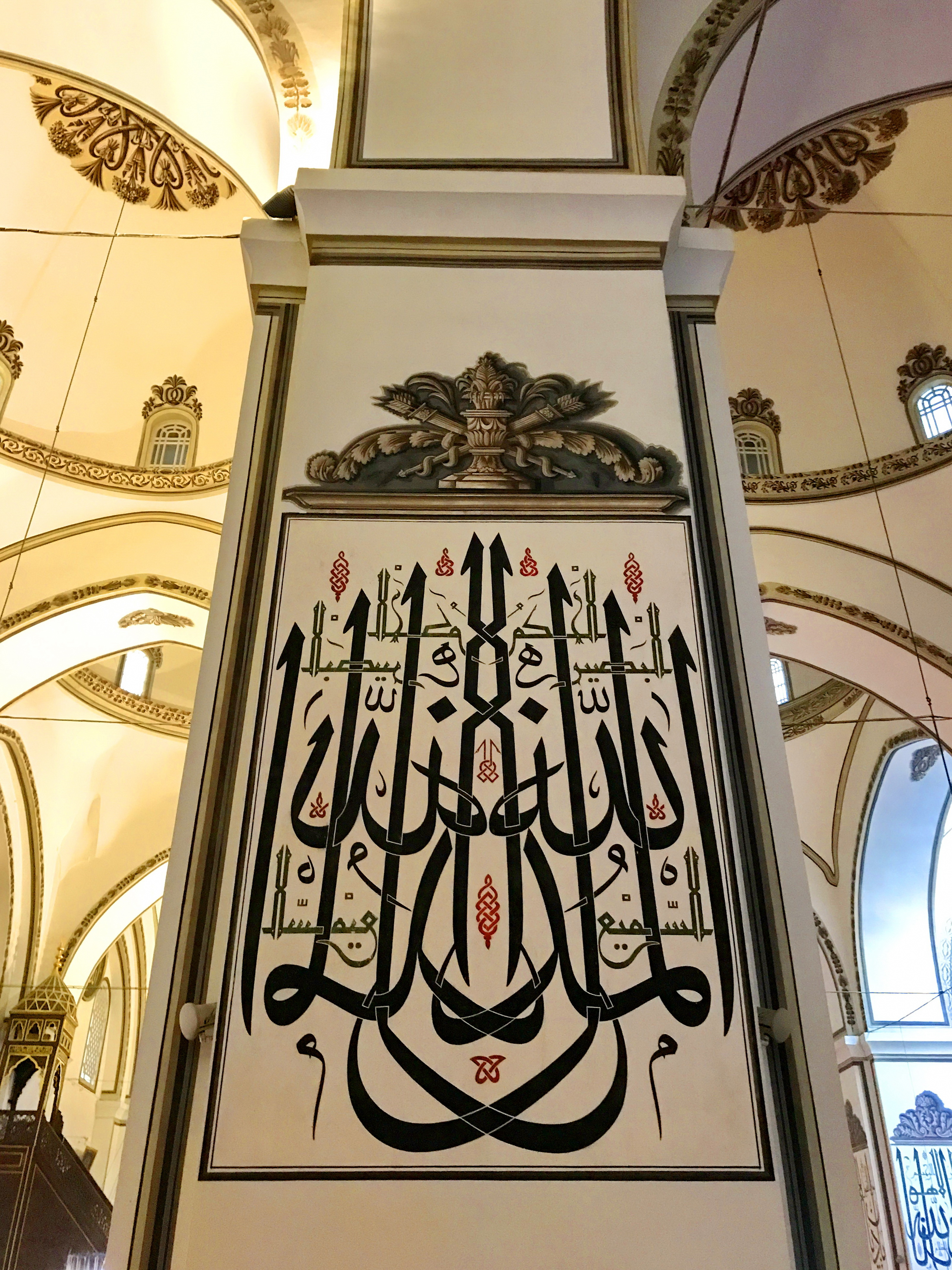
الله الحكم البصير السميع المذلّ
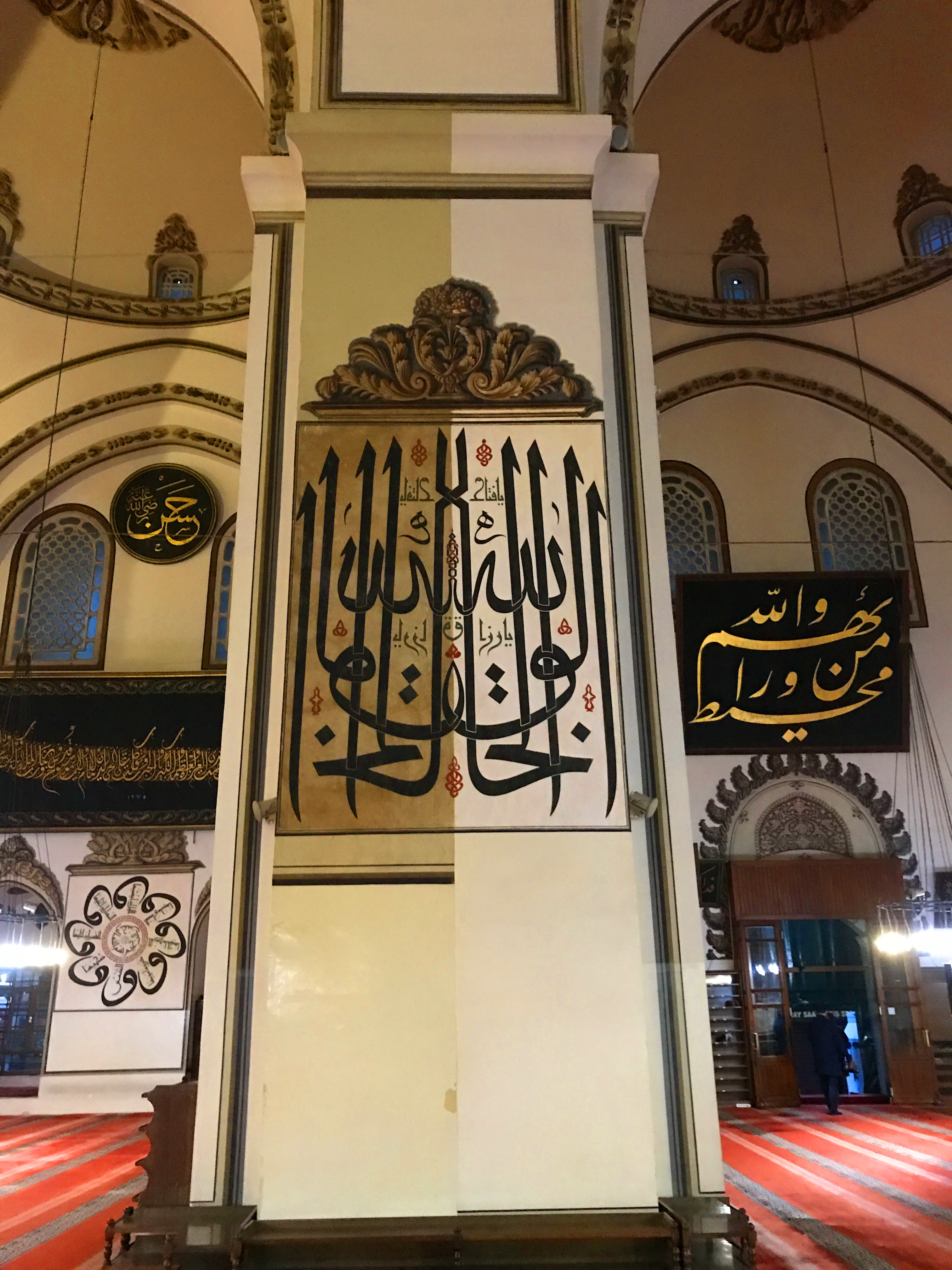
هذا الرسم تُرك نصفه بدون تجديد حتى يُرى الفارق. مكتوب على العمود: يا فتّاح يا رزّاق الله الخالق. مكتوب على اللوحة في يمين الصورة، فوق باب المسجد الأيمن: ﴿وَاللَّهُ مِن وَرَائِهِم مُّحِيطٌ﴾
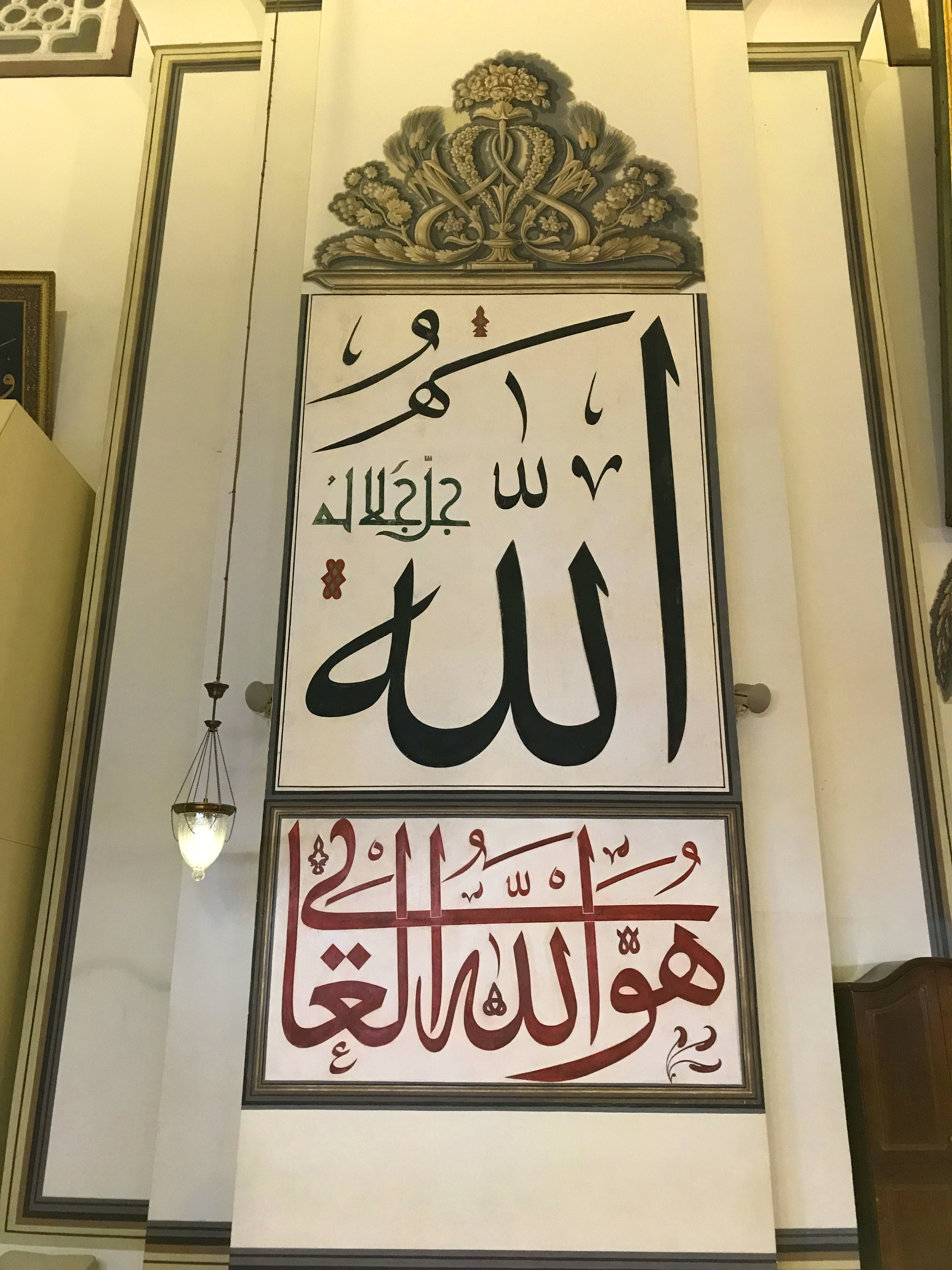
الله جل جلاله - هو الله العالي
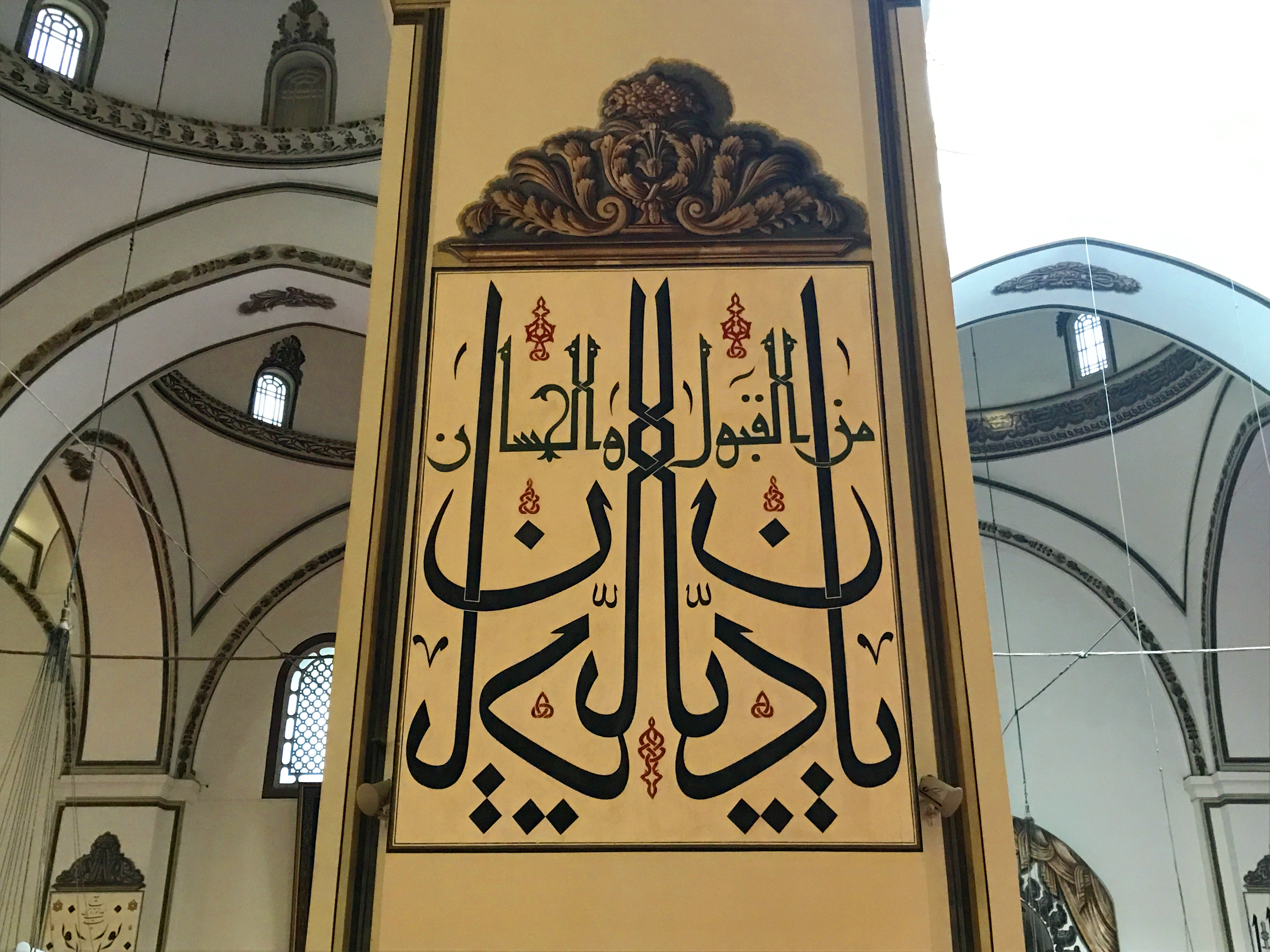
يا ديّان - من القبول والإحسان
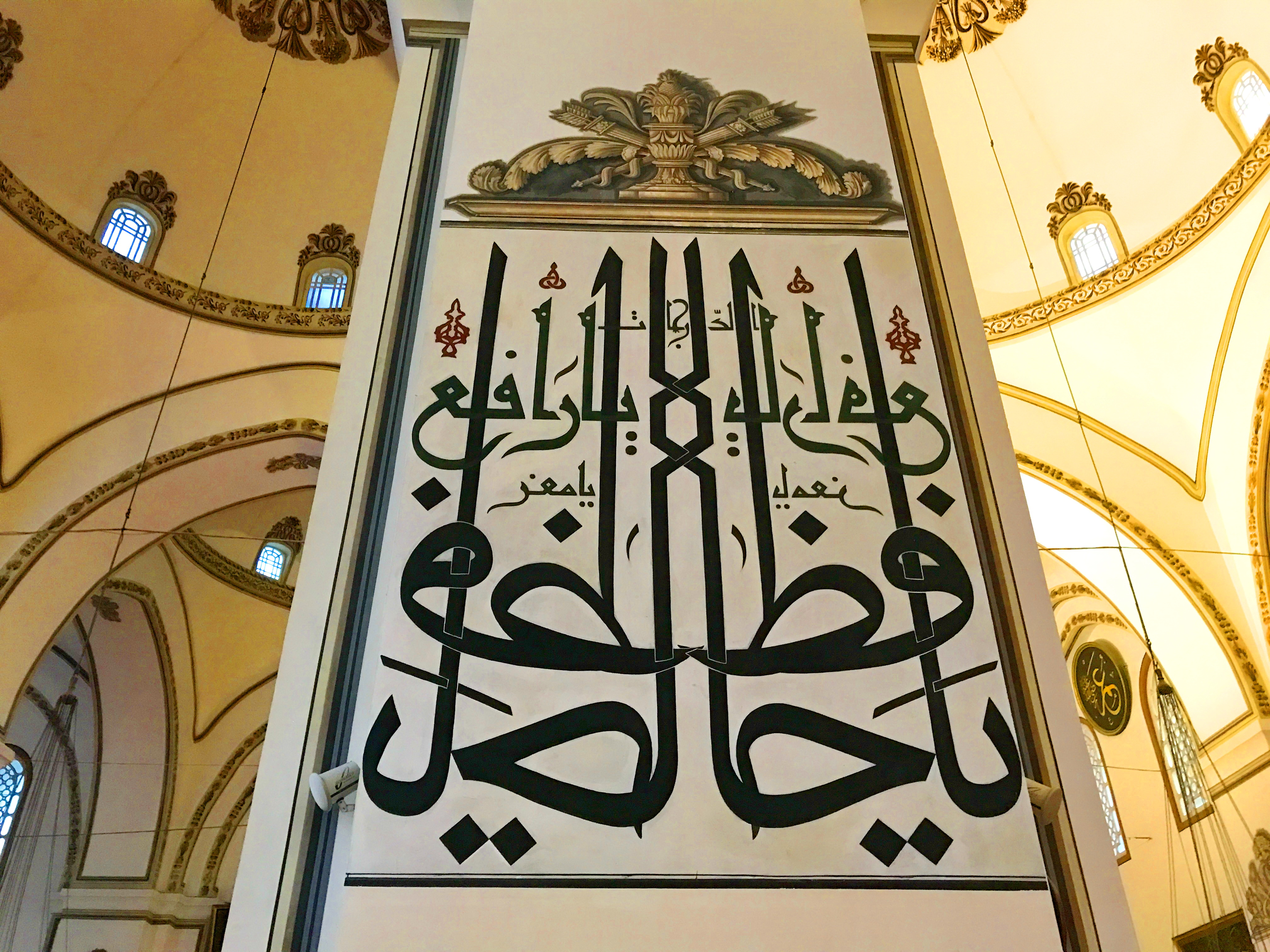
يا رافع الدرجات يا مُعزّ - يا حافظ
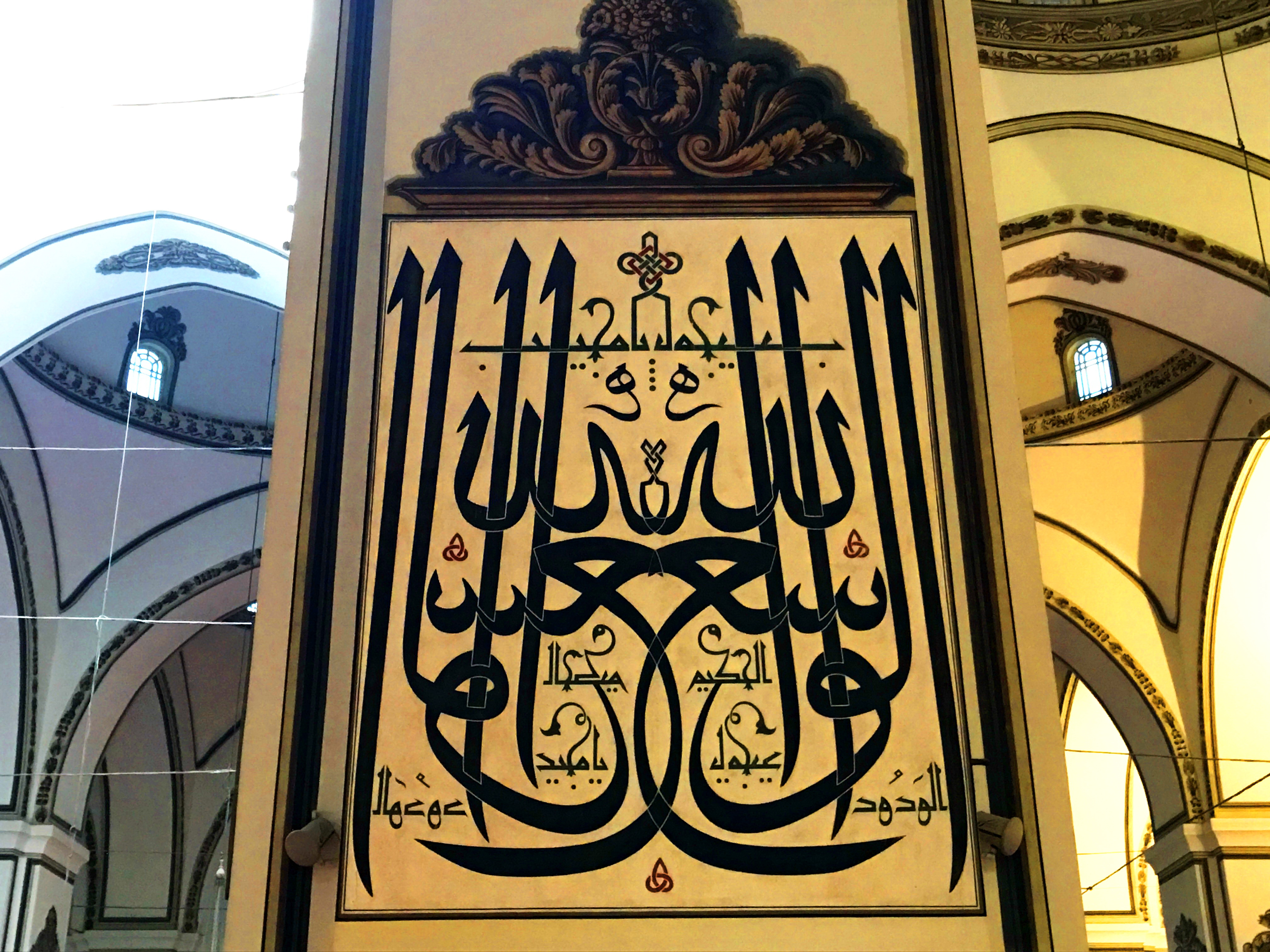
يا مجيب هو الله الواسع الحكيم الودود - يا مجيد
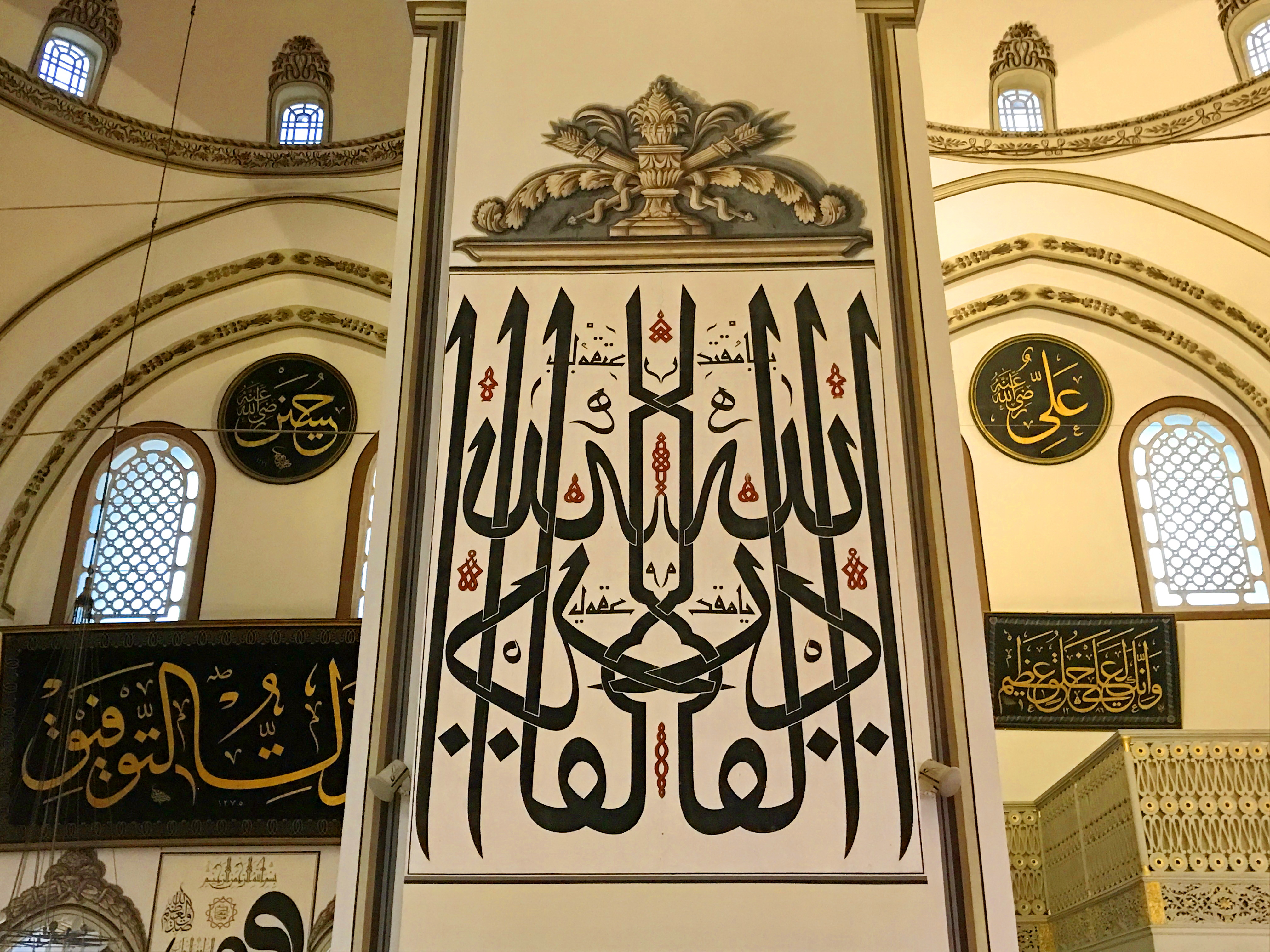
يا مقتدر يا مُقدّم - الله القادر
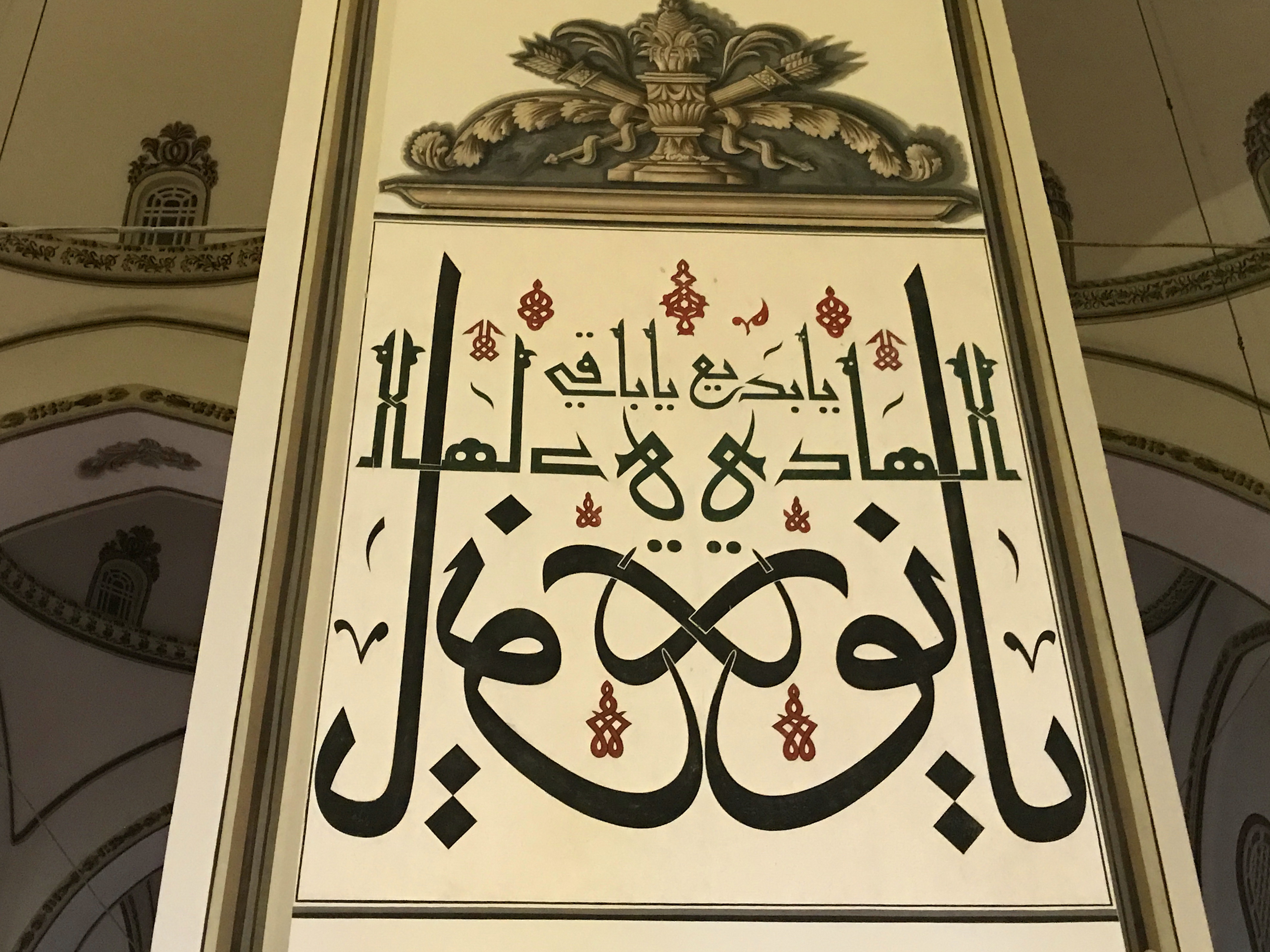
يا بديع يا باقي الهادي - يا نور

### آيات قرآنية وأحاديث نبوية
في هذا القسم صور لرسوم بالخط العربي لآيات قرآنية وأحاديث نبوية.
في إحدى هذه الكتابات يوجد نص «يا حضرة بلال الحبشي رضي الله عنه»، وهي تبجيل ومحبة لسيدنا بلال بن رباح سيد المؤذنين، وتلك اللوحة موجودة بأغلب مساجد تركيا علي سبيل تقدير المؤذنين، وليست من قبيل «الاستغاثة بالأموات».

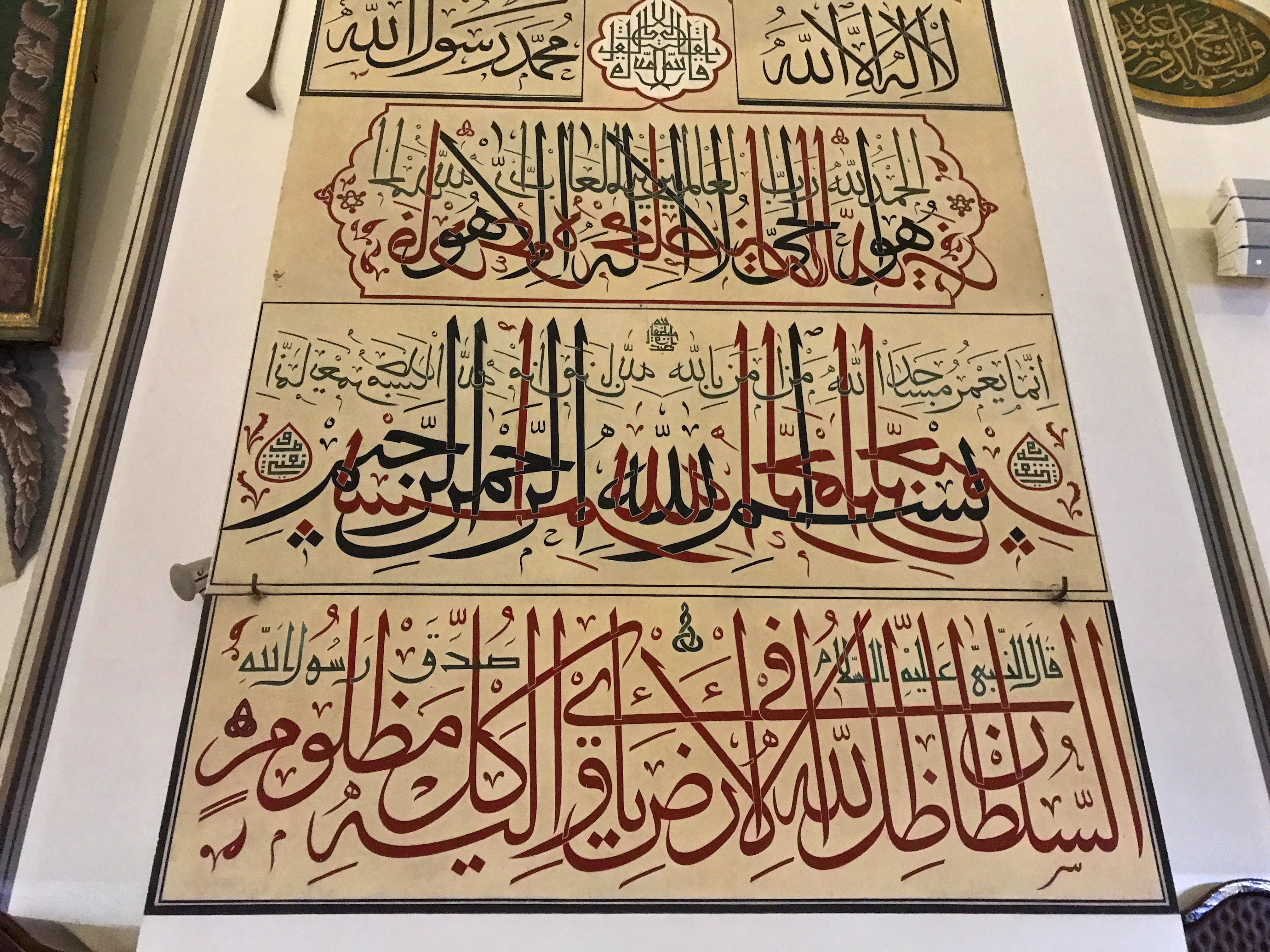
كتابة فنية على أحد أعمدة المسجد:
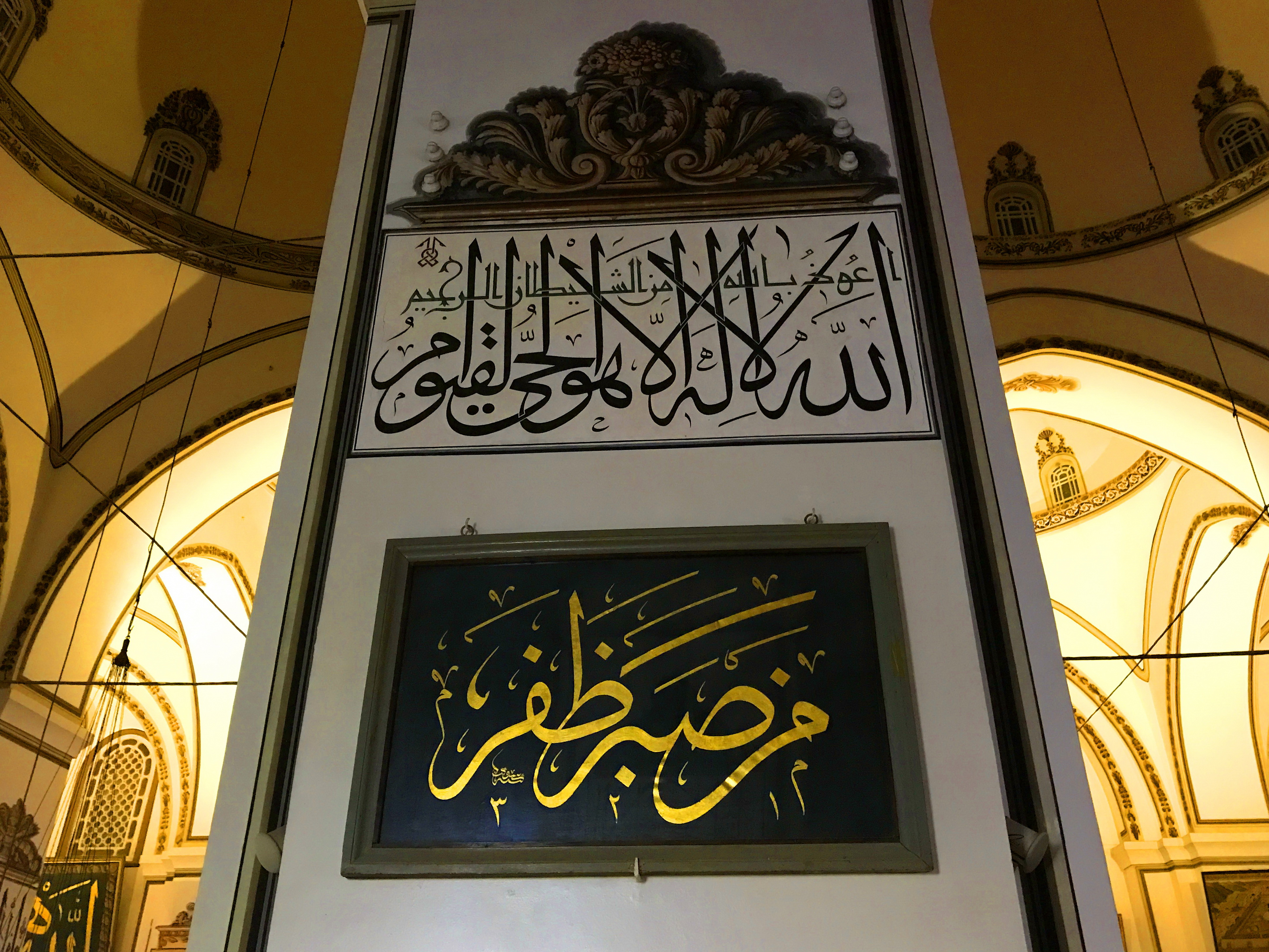
أعوذ بالله من الشيطان الرجيم ﴿اللَّهُ لَا إِلَٰهَ إِلَّا هُوَ الْحَيُّ الْقَيُّومُ﴾ - وتحتها لوحة مُعلقة كُتب عليها: «من صَبَرَ ظَفَرَ»
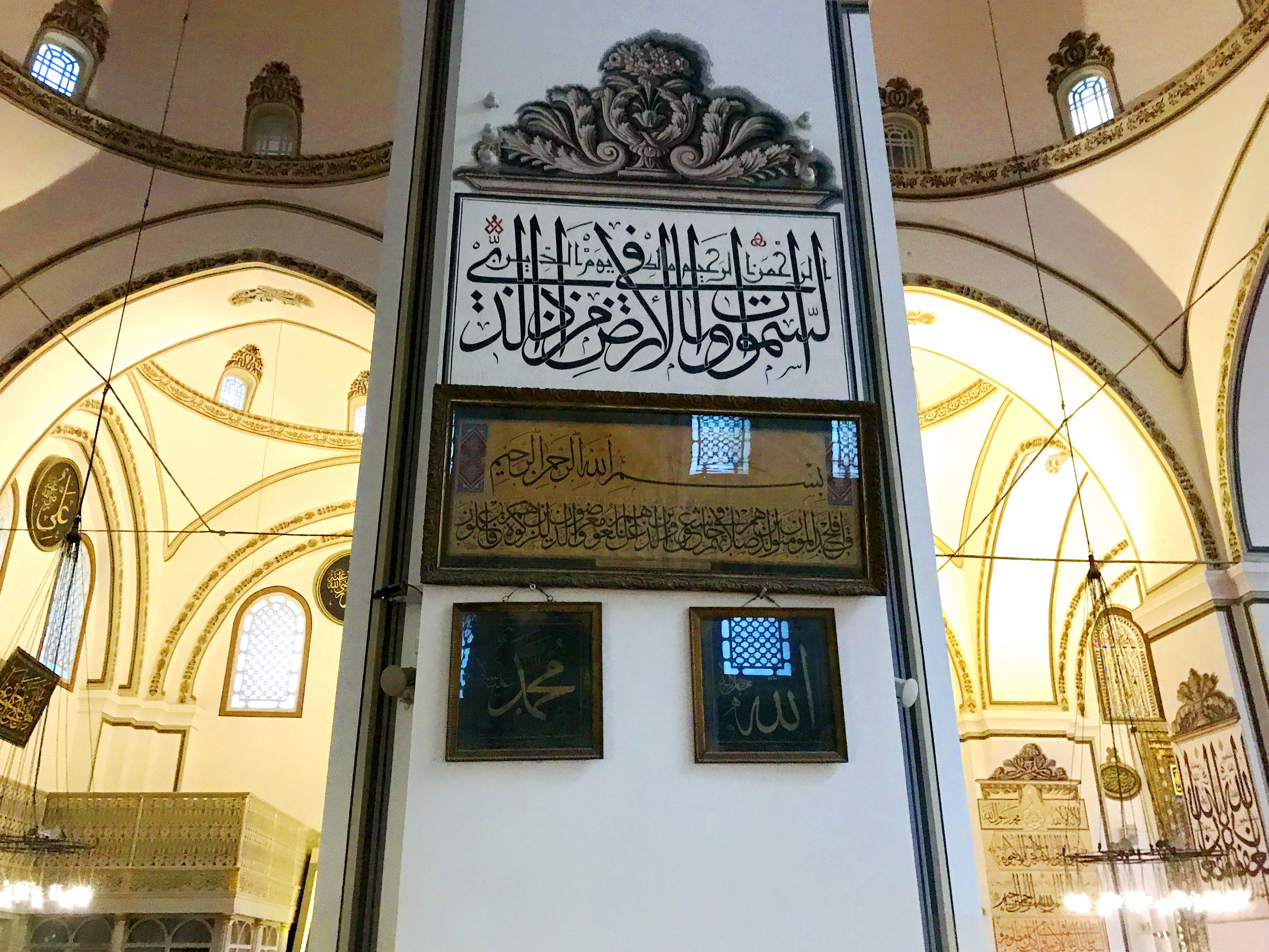
الرحمن الرحيم مالك يوم الدين السموات وما في الأرض من ذا الذي بِسْمِ اللَّهِ الرَّحْمَنِ الرَّحِيمِ ﴿قَدْ أَفْلَحَ الْمُؤْمِنُونَ الَّذِينَ هُمْ فِي صَلَاتِهِمْ خَاشِعُونَ وَالَّذِينَ هُمْ عَنِ اللَّغْوِ مُعْرِضُونَ وَالَّذِينَ هُمْ لِلزَّكَاةِ فَاعِلُونَ﴾
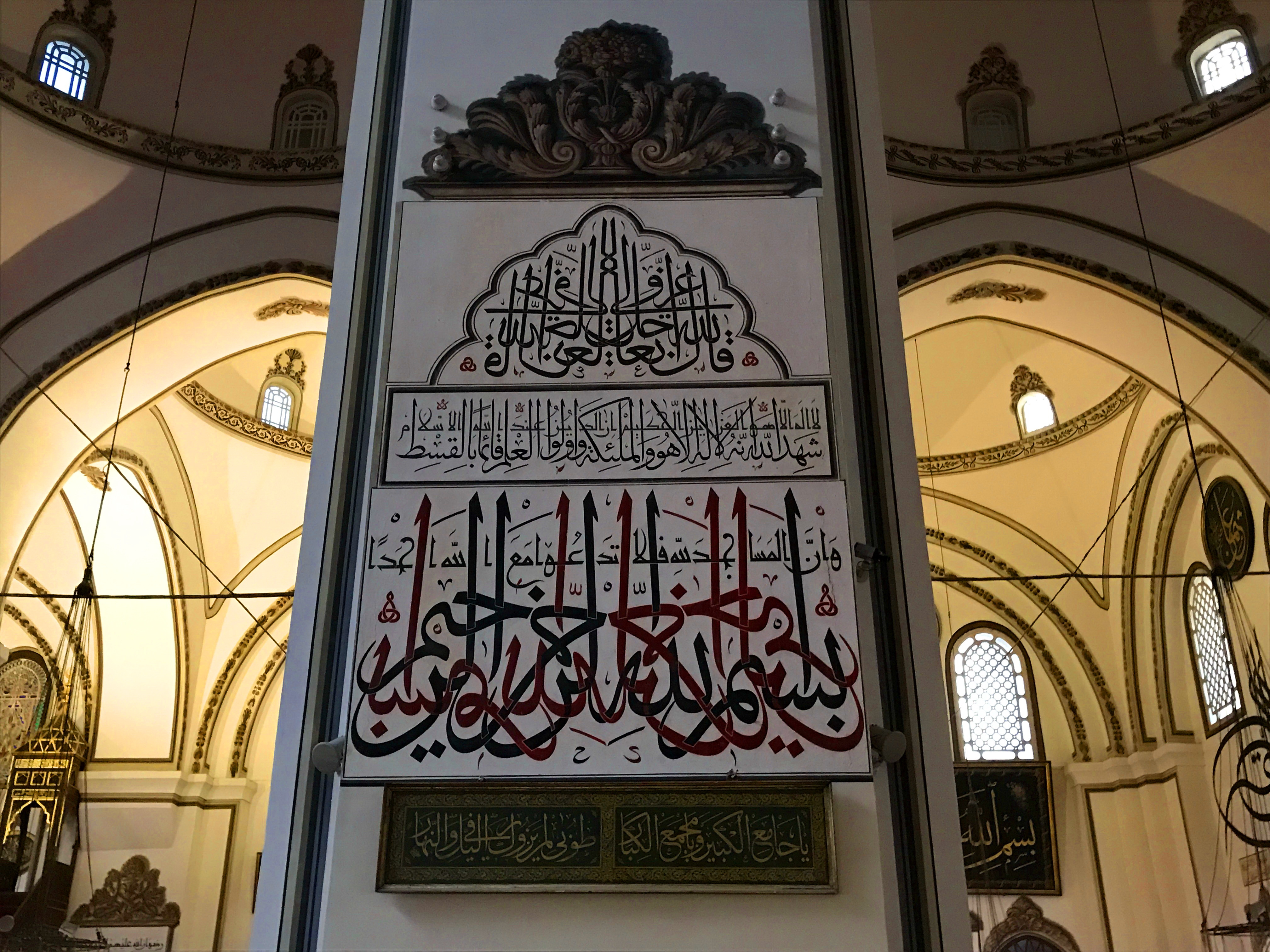
قال الله عز وجل تعالى بسم الله الرحمن الرحيم يا جامعَ الكبير ويا مَجمَعَ الكبار طوبى لمن يزورك في الليل والنهار
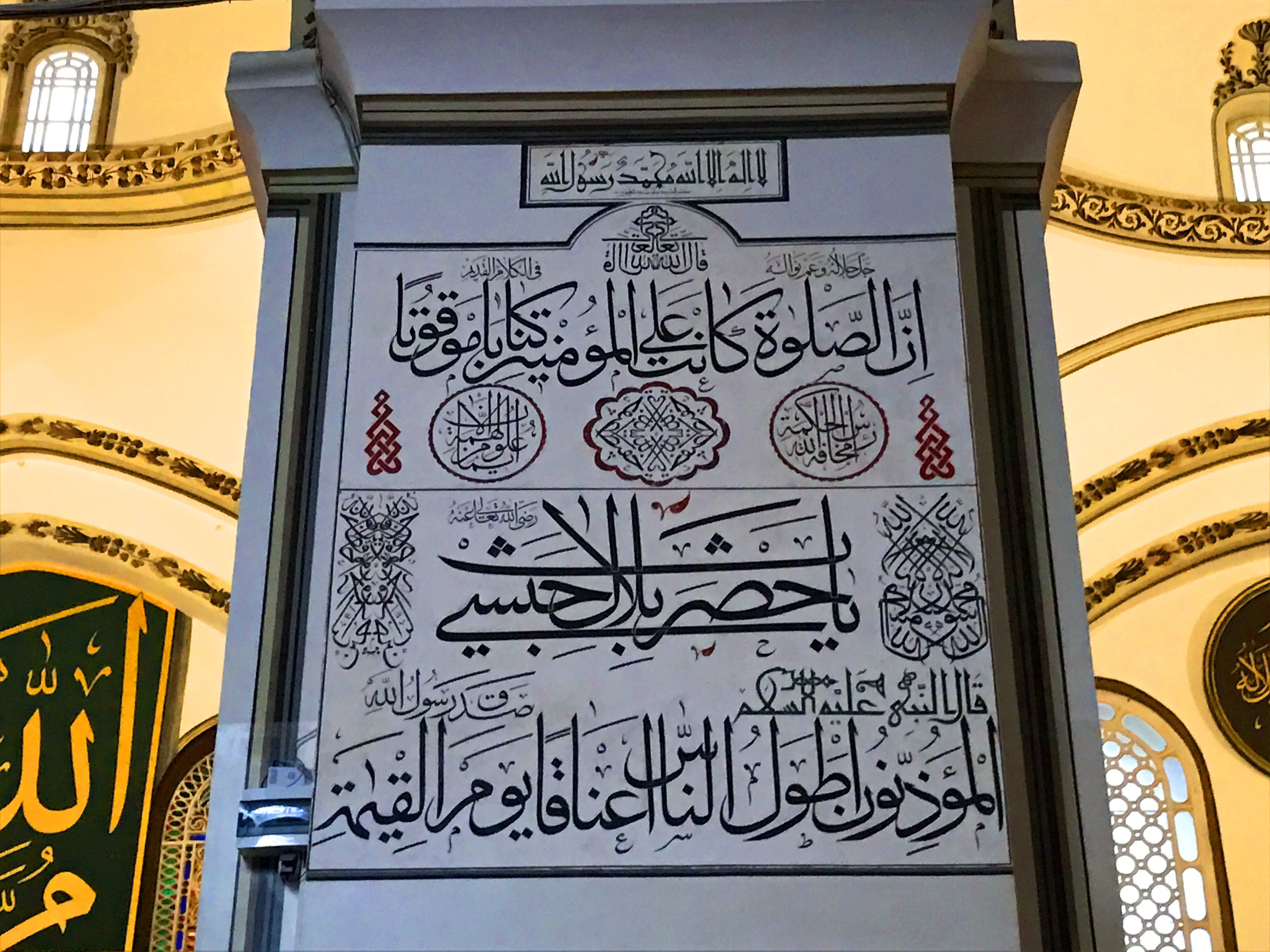
لَا إِلٰهَ إِلَّا ٱلله مُحَمَّدٌ رَسُولُ ٱلله جل جلاله وعمّ نواله قال الله تعالى في الكلام القديم: رأس الحكمة مخافة الله يا حفيظ علو الهمّة من الإيمان لَا إِلٰهَ إِلَّا ٱلله مُحَمَّدٌ رَسُولُ ٱلله يا حضرة بلال الحبشي رضي الله عنه قال النبي عليه السلام المؤذنون أطول الناس أعناقاً يوم القيامة صدق رسول الله
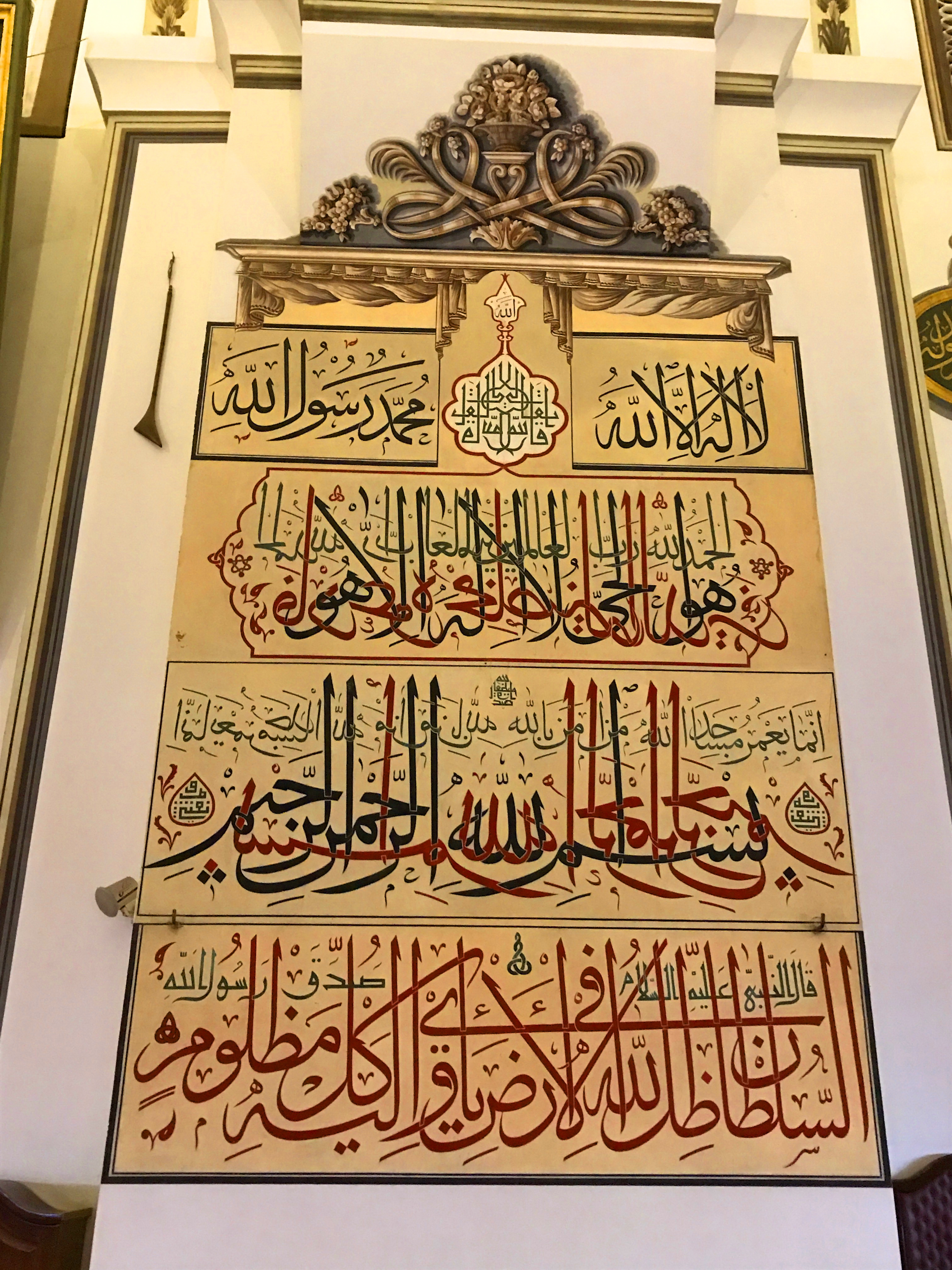
لا إله إلا الله محمد رسول الله - قال الله تعالى - بسم الله الرحمن الرحيم قال النبي عليه السلام السلطان ظل الله في الأرض يأوي إليه كل مظلوم - صدق رسول الله

- قال الله عز وجل تعالى
﴿شَهِدَ اللَّهُ أَنَّهُ لَا إِلَٰهَ إِلَّا هُوَ وَالْمَلَائِكَةُ وَأُولُو الْعِلْمِ قَائِمًا بِالْقِسْطِ لَا إِلَٰهَ إِلَّا هُوَ الْعَزِيزُ الْحَكِيمُ إِنَّ الدِّينَ عِندَ اللَّهِ الْإِسْلَامُ﴾
بسم الله الرحمن الرحيم
﴿وَأَنَّ الْمَسَاجِدَ لِلَّهِ فَلَا تَدْعُوا مَعَ اللَّهِ أَحَدًا﴾ 
يا جامعَ الكبير ويا مَجمَعَ الكبار طوبى لمن يزورك في الليل والنهار
- لَا إِلٰهَ إِلَّا ٱلله مُحَمَّدٌ رَسُولُ ٱلله جل جلاله وعمّ نواله قال الله تعالى في الكلام القديم: ﴿إنَّ الصَّلَاةَ كَانَتْ عَلَى الْمُؤْمِنِينَ كِتَابًا مَّوْقُوتًا﴾
 رأس الحكمة مخافة الله
يا حفيظ
علو الهمّة من الإيمان
لَا إِلٰهَ إِلَّا ٱلله مُحَمَّدٌ رَسُولُ ٱلله
يا حضرة بلال الحبشي رضي الله عنه
﴿فَاللَّهُ خَيْرٌ حَافِظًا وَهُوَ أَرْحَمُ الرَّاحِمِينَ﴾
قال النبي عليه السلام المؤذنون أطول الناس أعناقاً يوم القيامة
صدق رسول الله
- لا إله إلا الله محمد رسول الله - قال الله تعالى - ﴿هُوَ الْحَيُّ لَا إِلَٰهَ إِلَّا هُوَ فَادْعُوهُ مُخْلِصِينَ لَهُ الدِّينَ الْحَمْدُ لِلَّهِ رَبِّ الْعَالَمِينَ﴾
 بسم الله الرحمن الرحيم ﴿إِنَّمَا يَعْمُر مَسَاجِد اللَّه مَنْ آمَنَ بِاَللَّهِ صدق الله العظيم﴾
 قال النبي عليه السلام السلطان ظل الله في الأرض يأوي إليه كل مظلوم - صدق رسول الله

## معرض صور

### أخرى

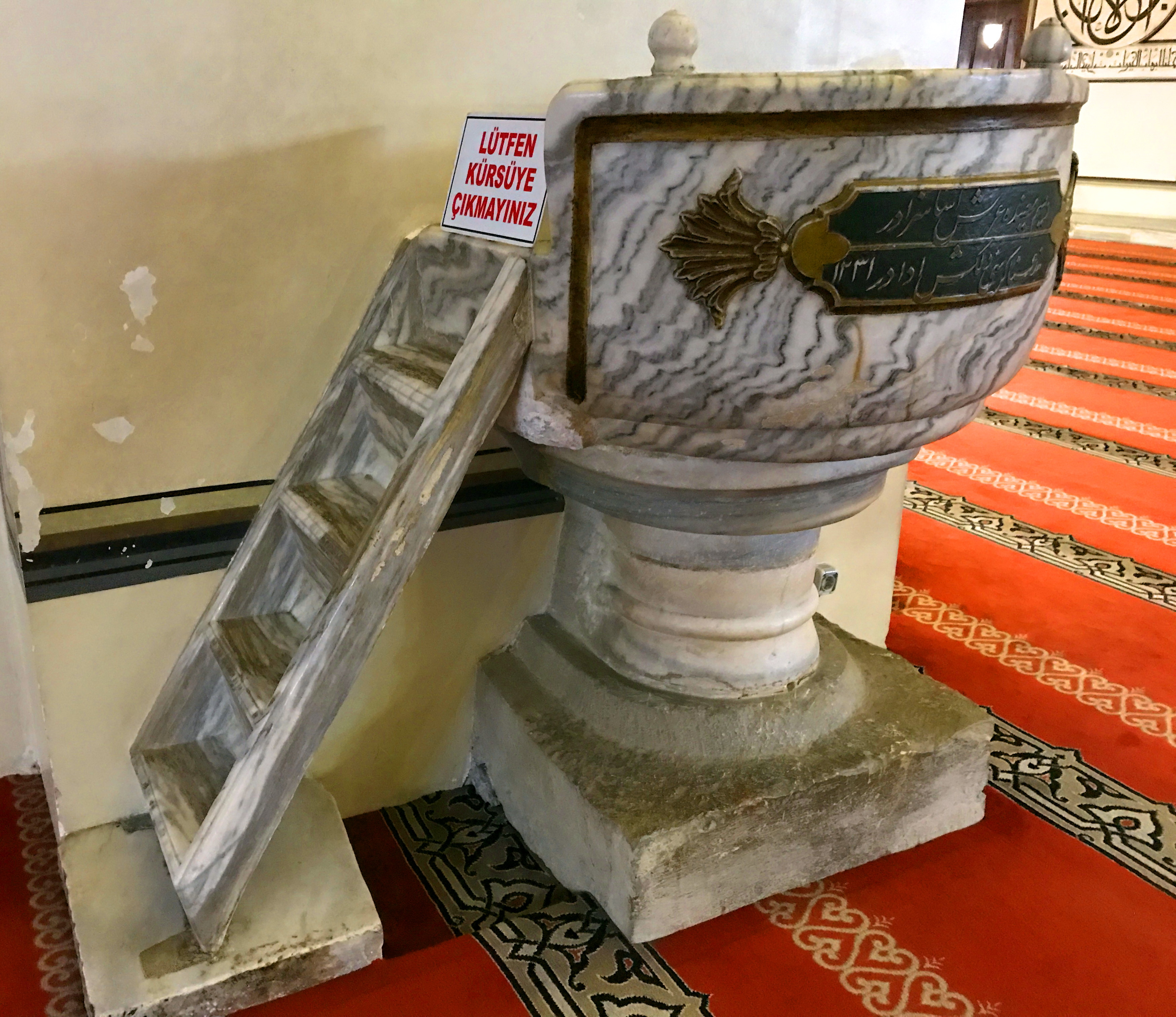
كرسي الواعظ.
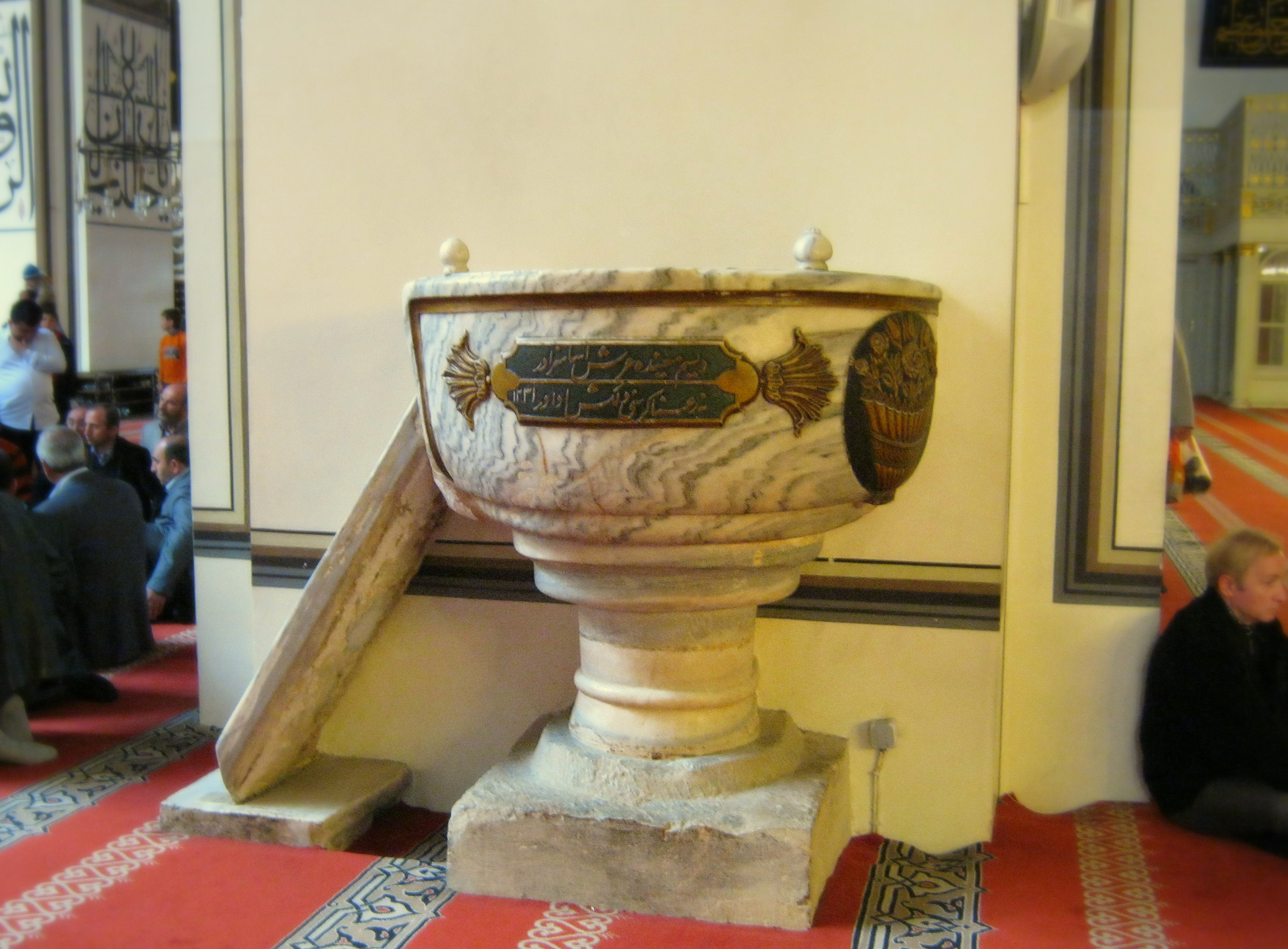
كرسي الواعظ.
صورة داخلية للمسجد عام 1901م، وتظهر في الخلف نوافذ الجدار الأيمن للمسجد، كما تظهر نافورة ماء الوضوء يسار الصورة، في وسط المسجد.
صورة داخلية للمسجد عام 1901م، ويظهر المحراب في الخلف، كما تظهر نافورة ماء الوضوء وسط الصورة، في وسط المسجد.
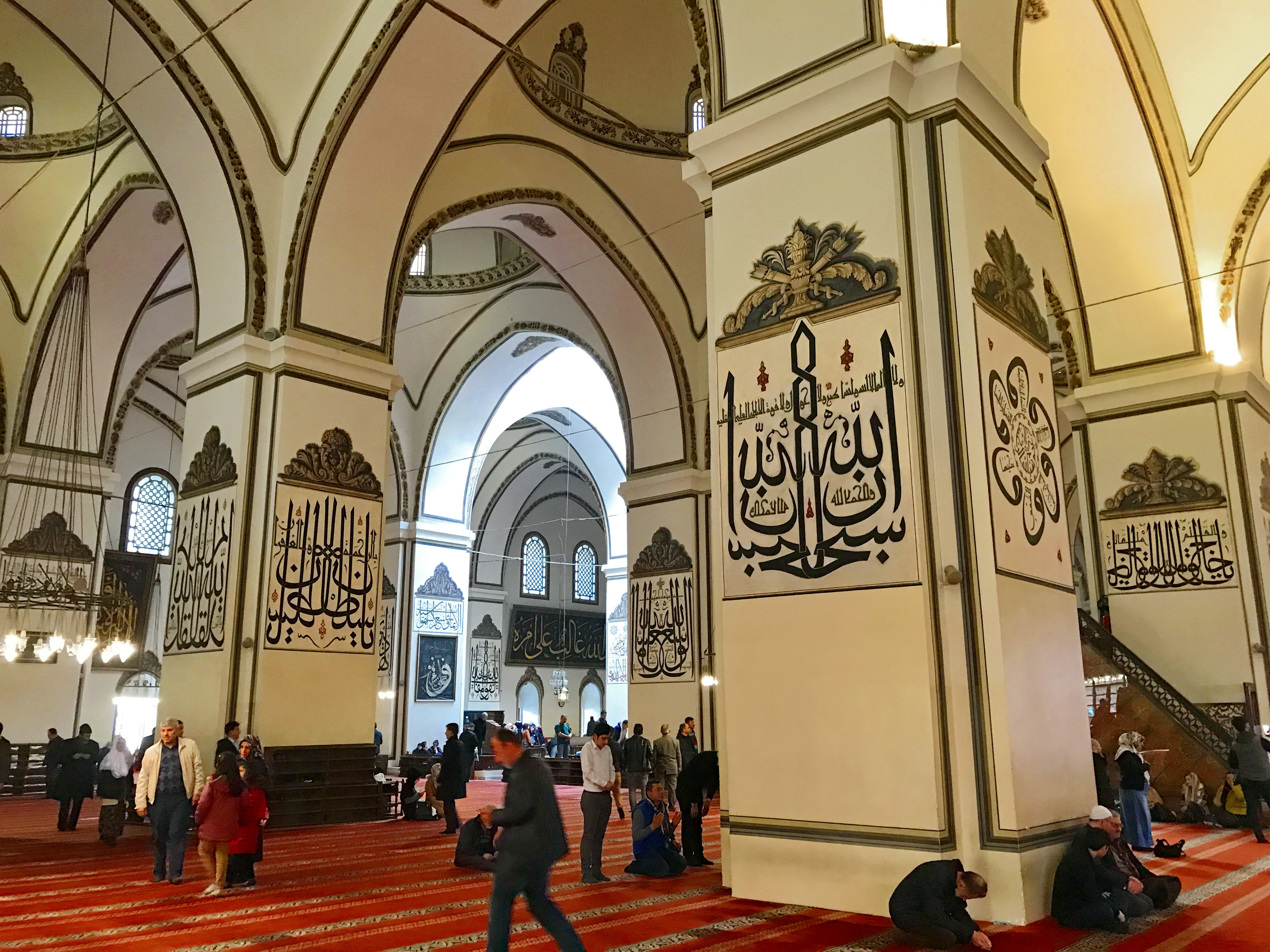
لاحظ ضوء النهار الأبيض وسط الجامع، تحت القبة الزجاجية، عند حوض ماء الوضوء وسط الجامع.
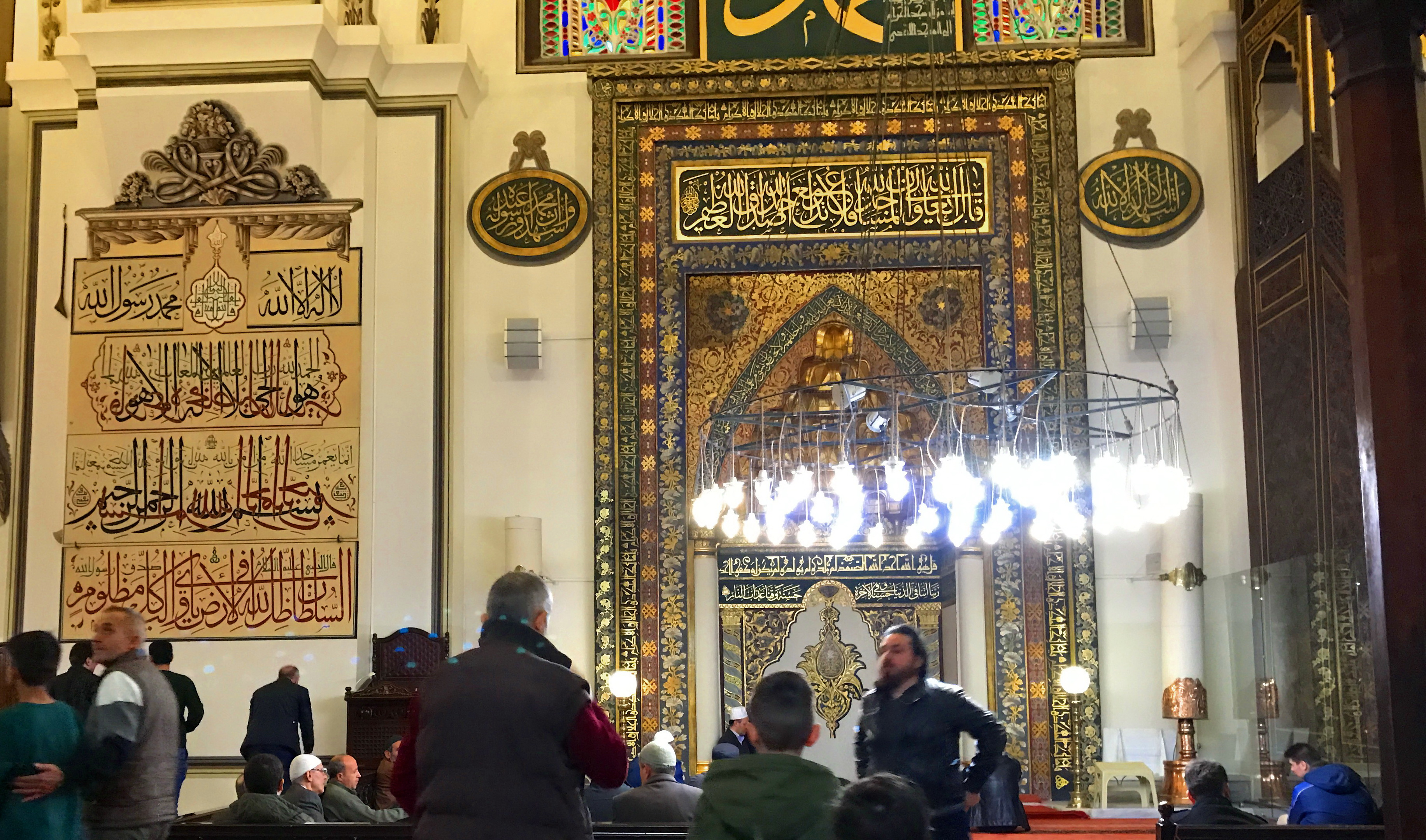
حشدٌ من المُصلين أمام المحراب.
محراب أولو جامع عام 1901م
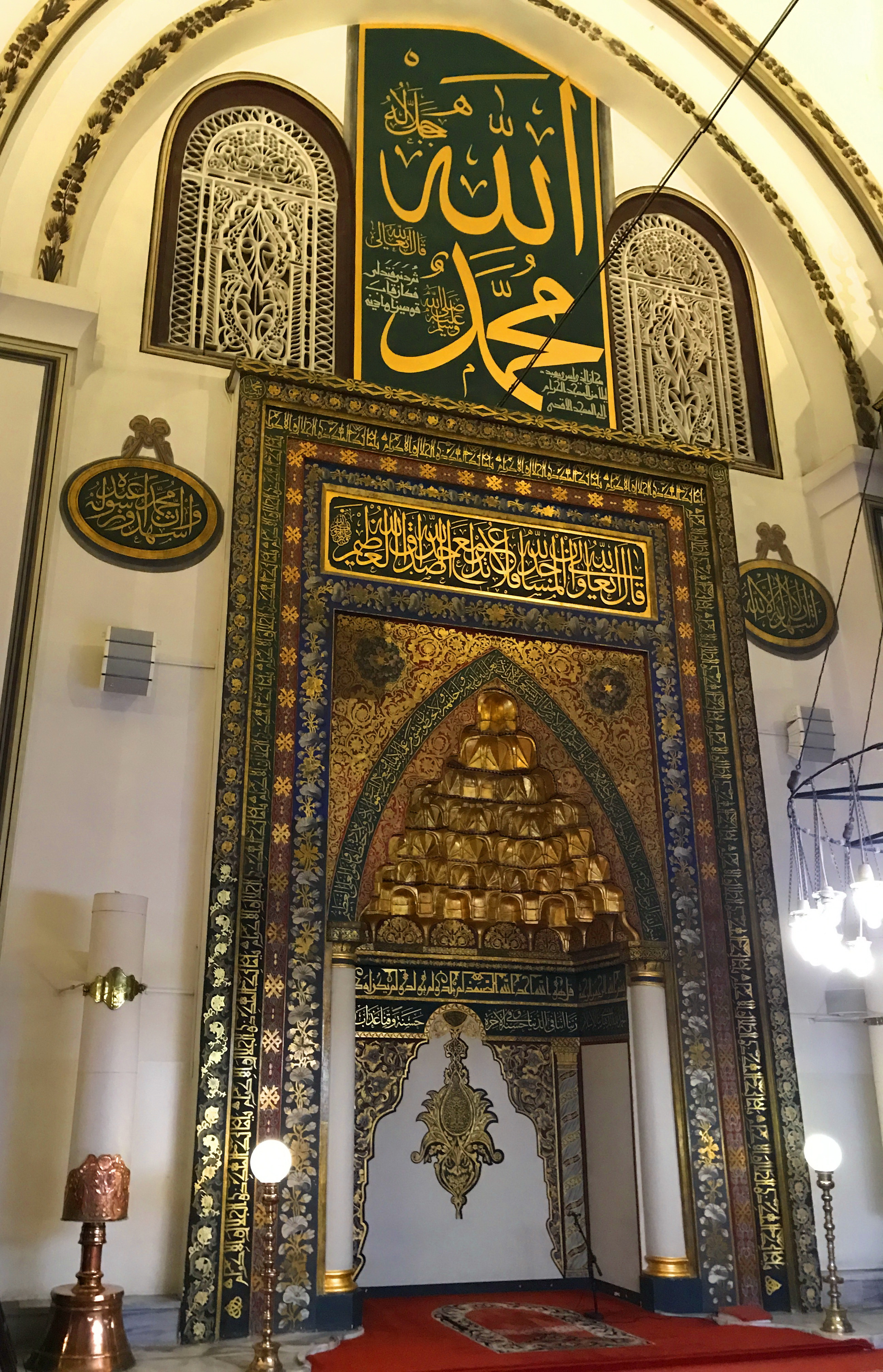
محراب أولو جامع عام 2017م
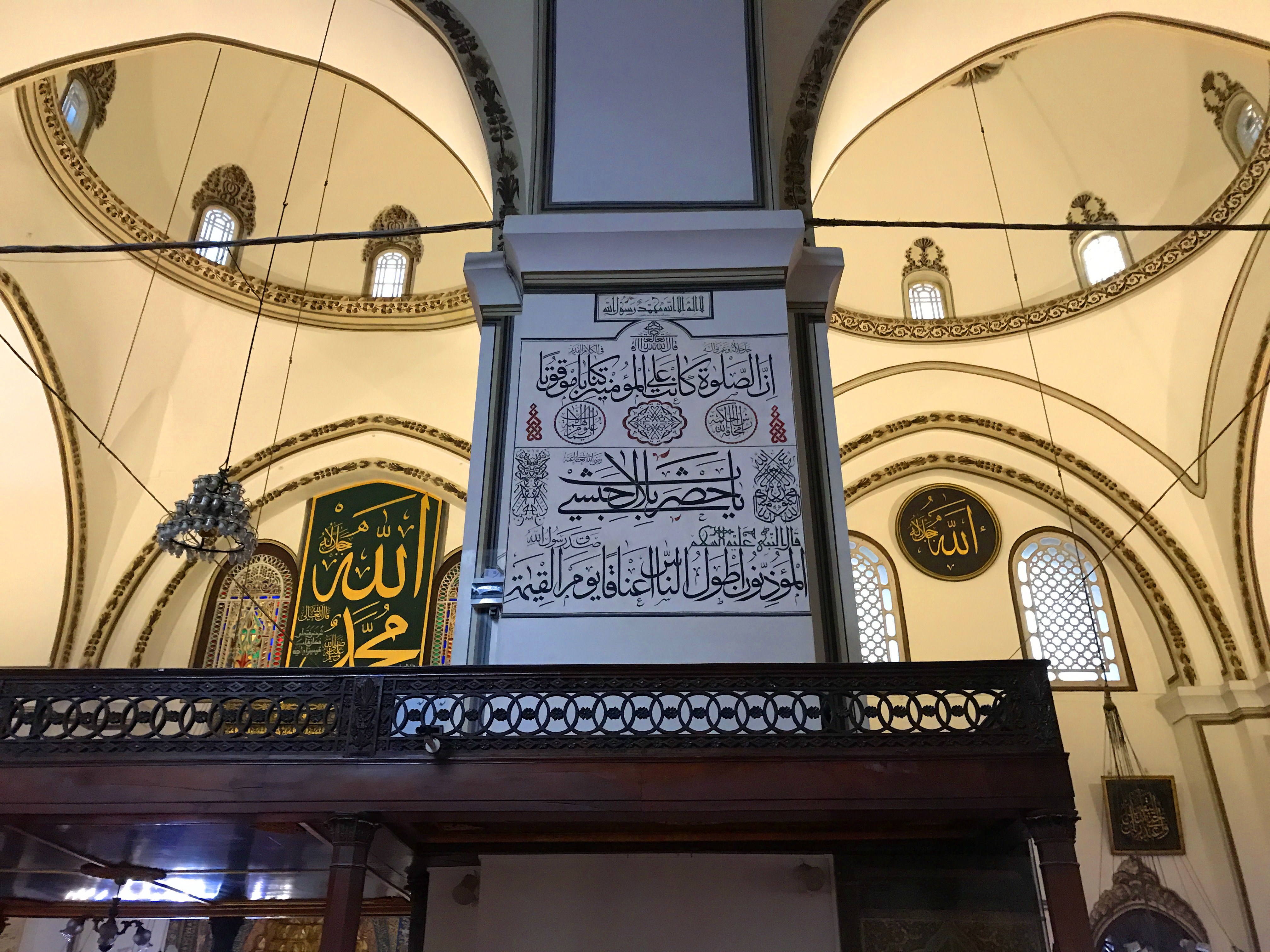
مقصورة المؤذنين
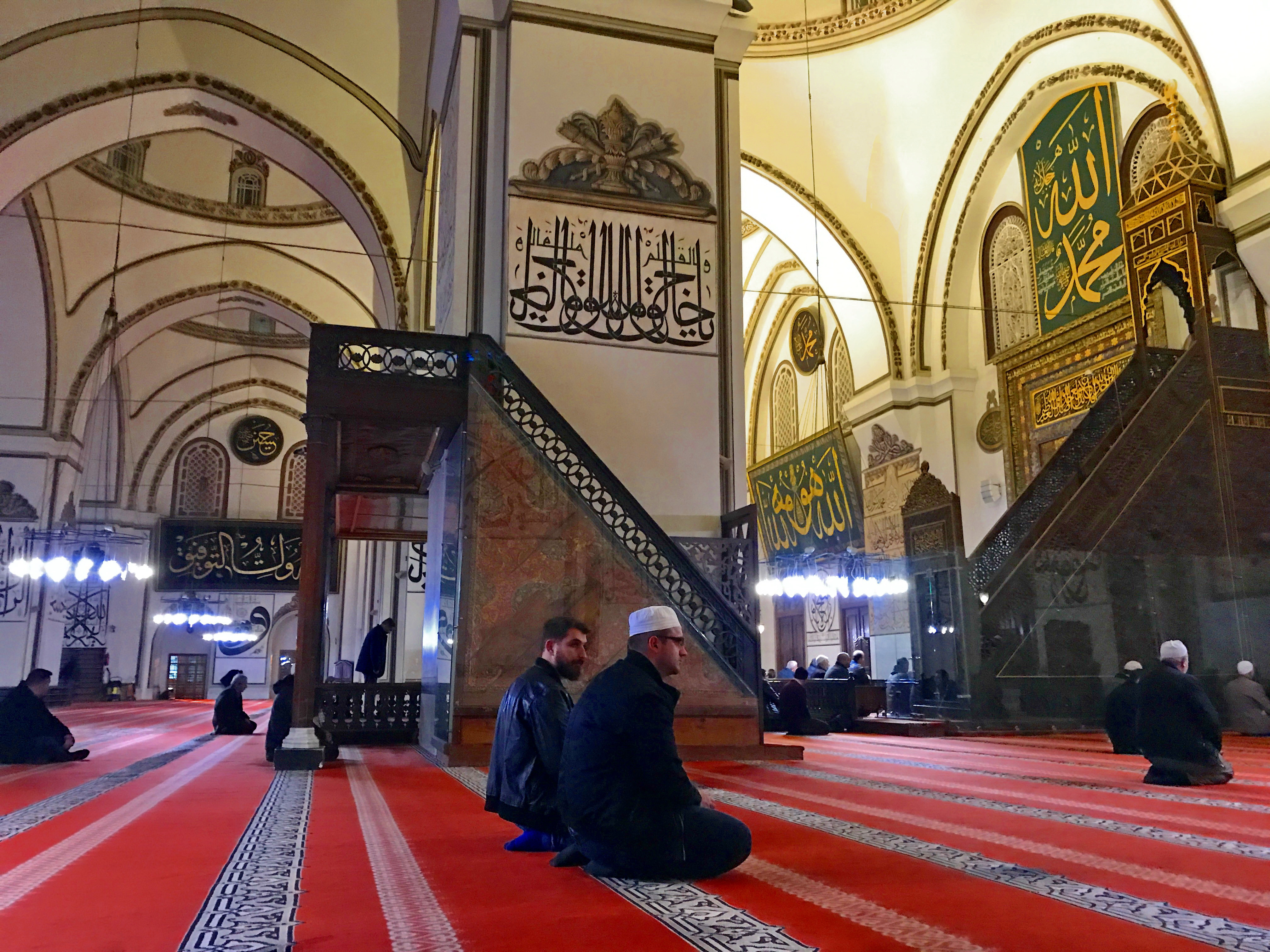
مقصورة المؤذنين
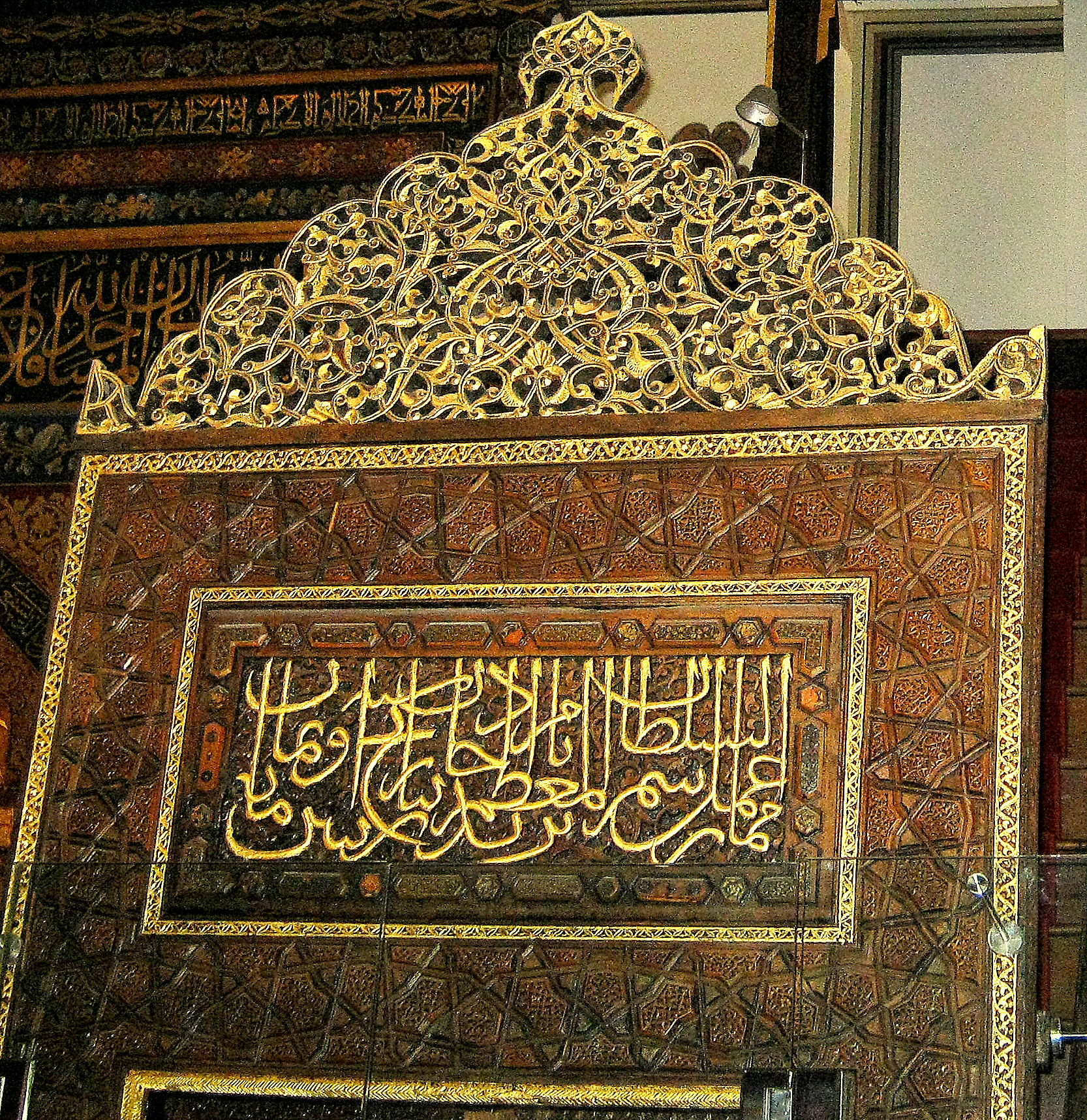
منبر أولو جامع
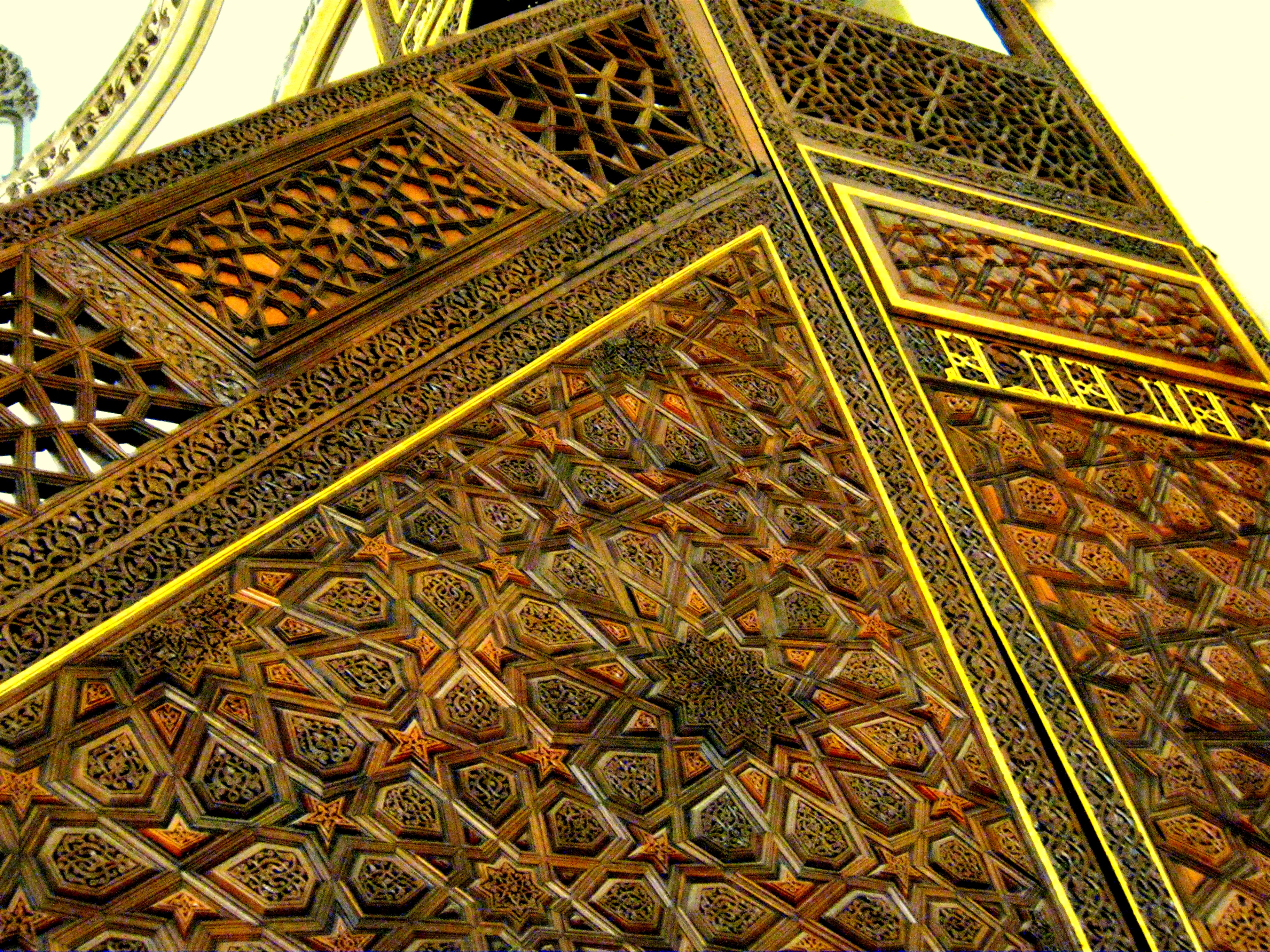
منبر أولو جامع
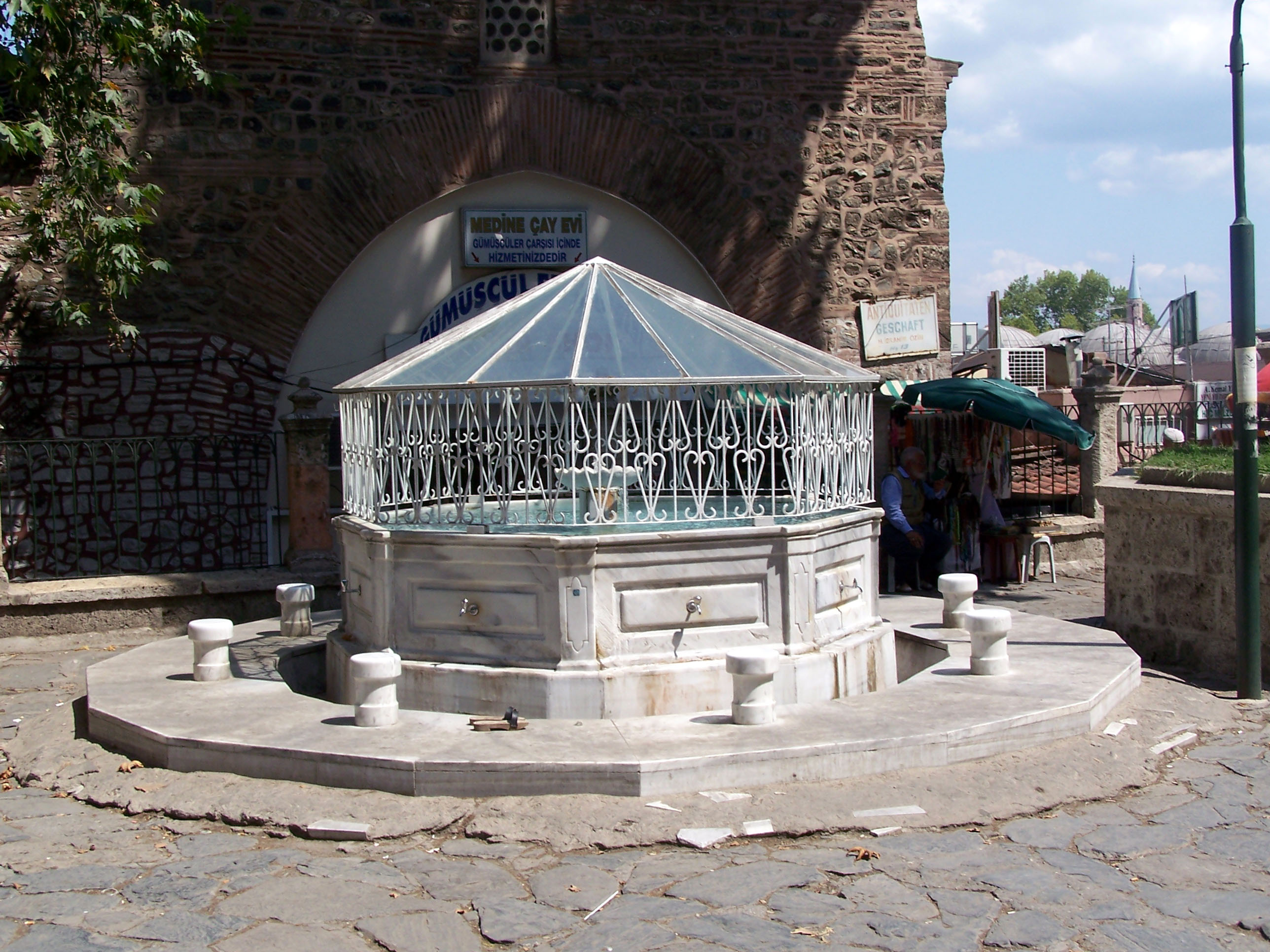
نافورة للوضوء خارج المسجد.
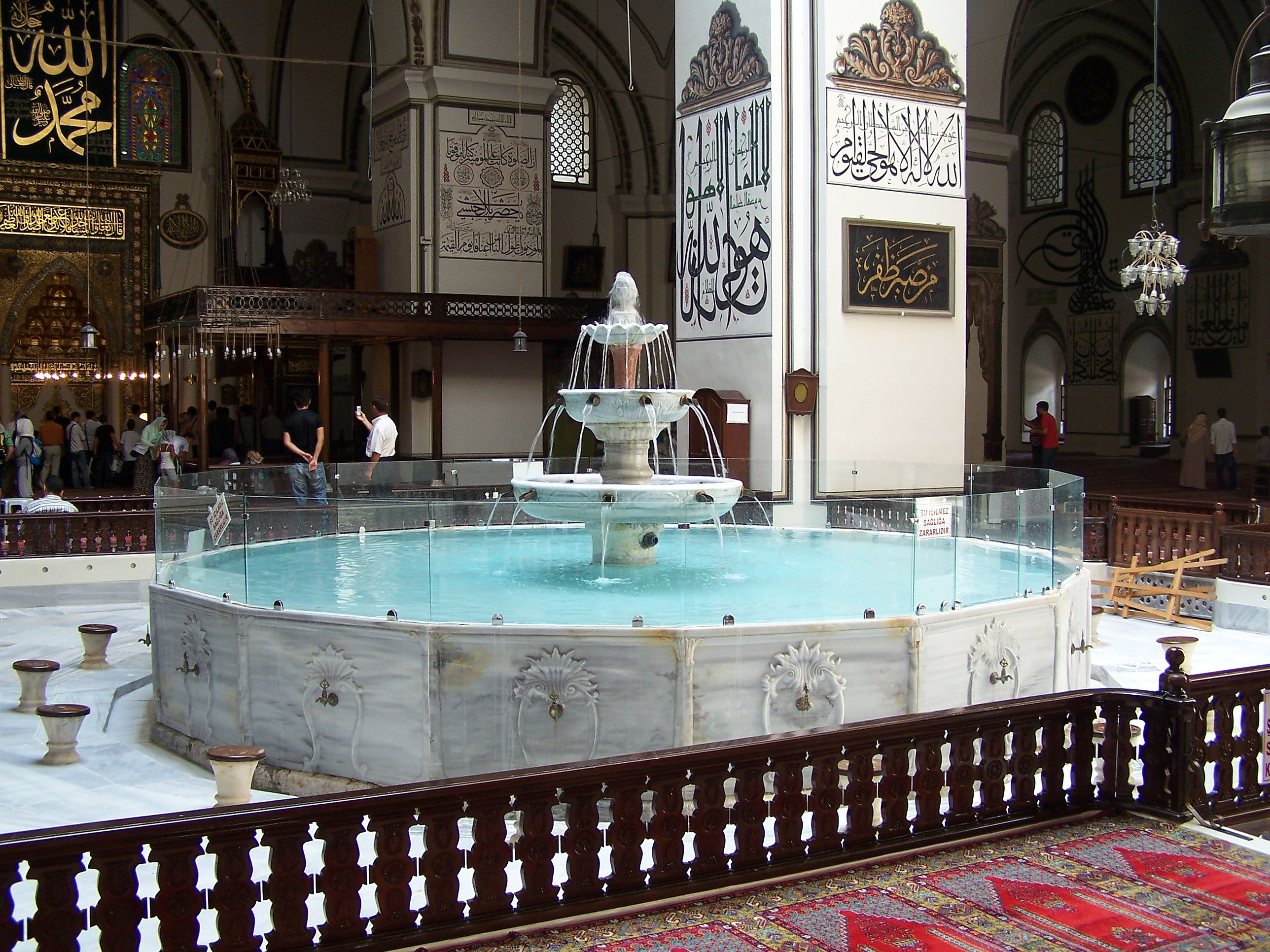
نافورة الوضوء داخل المسجد.
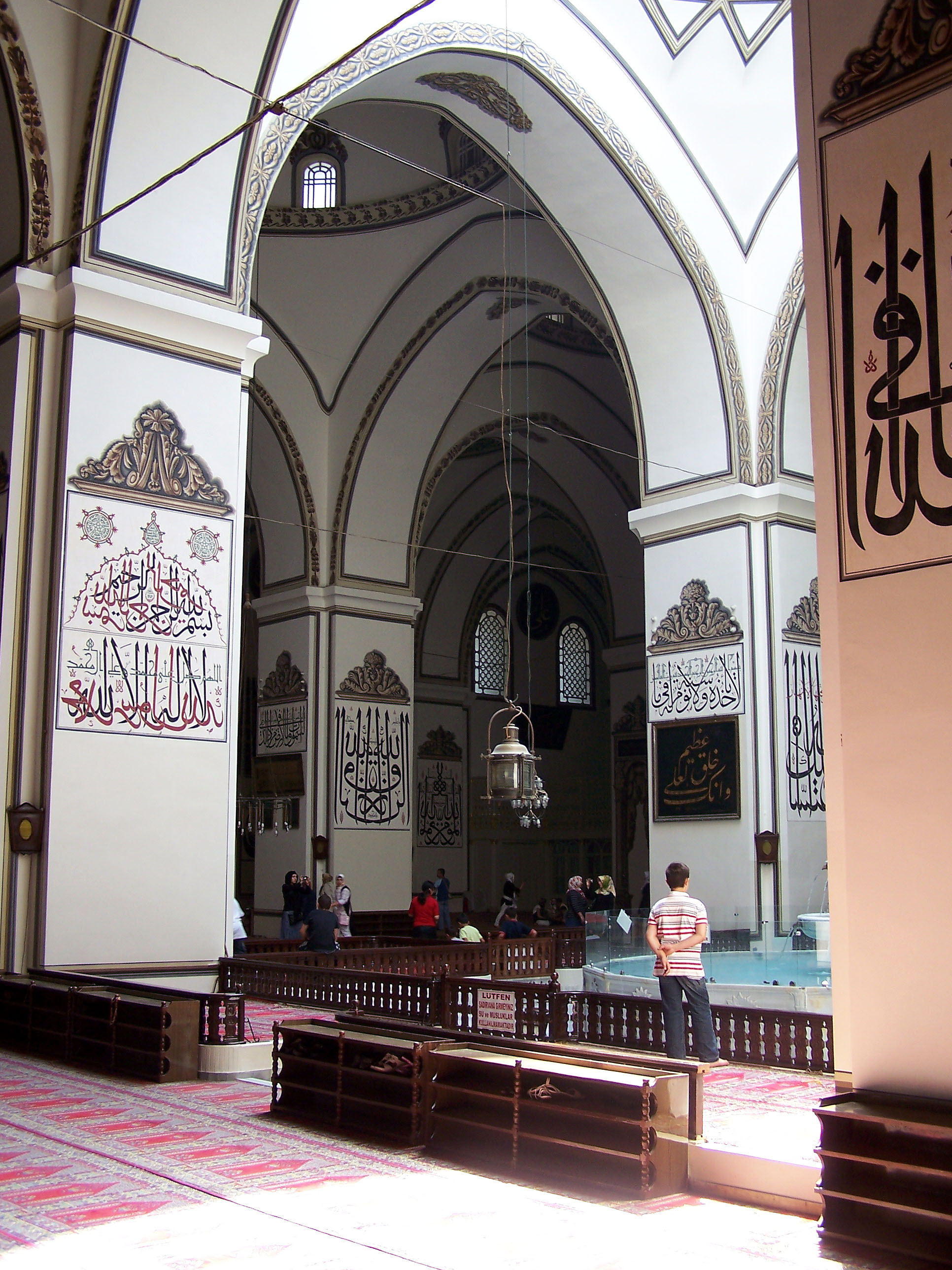
المسجد من الداخل.
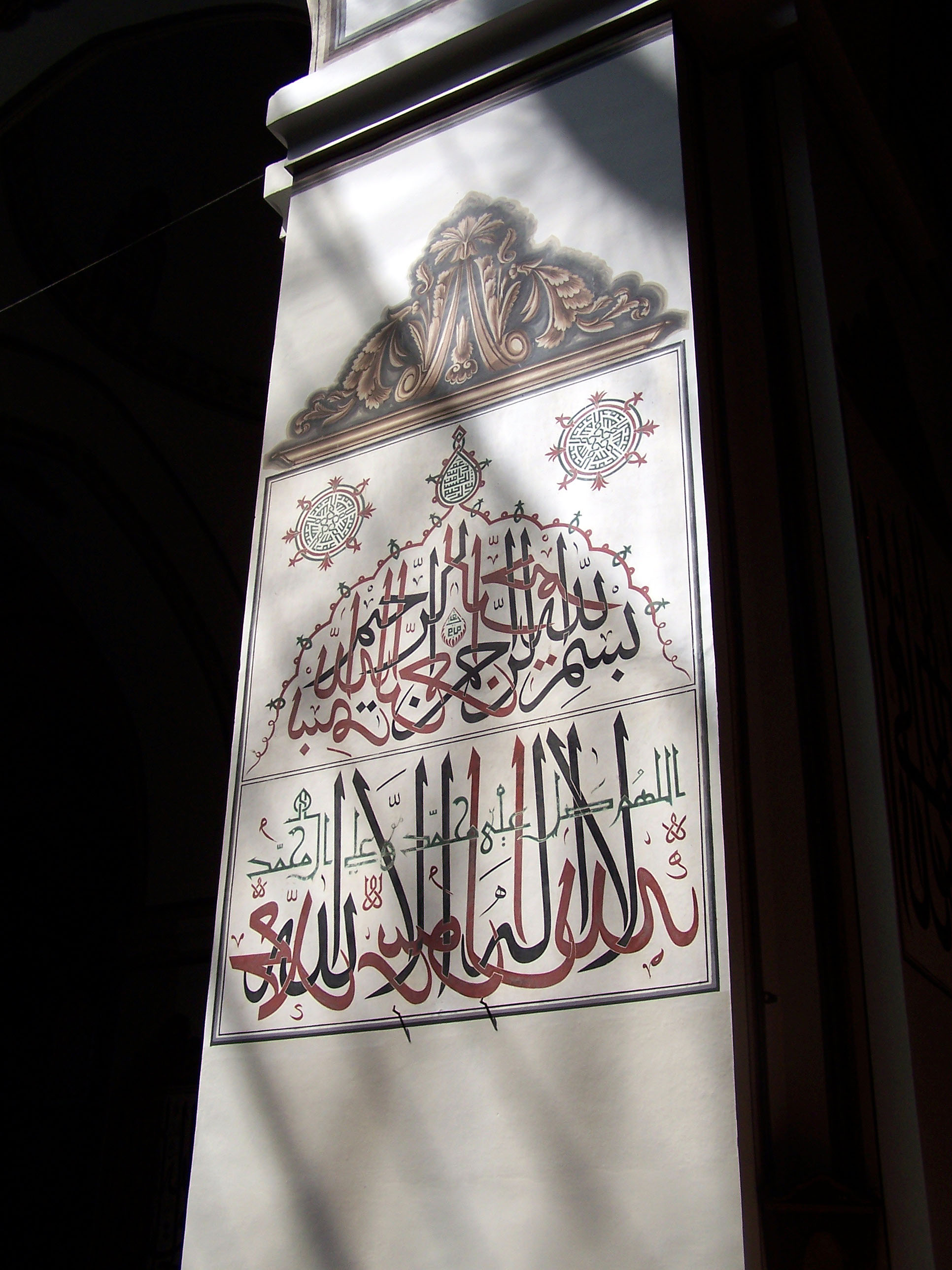
لوحات الخط الداخلية.
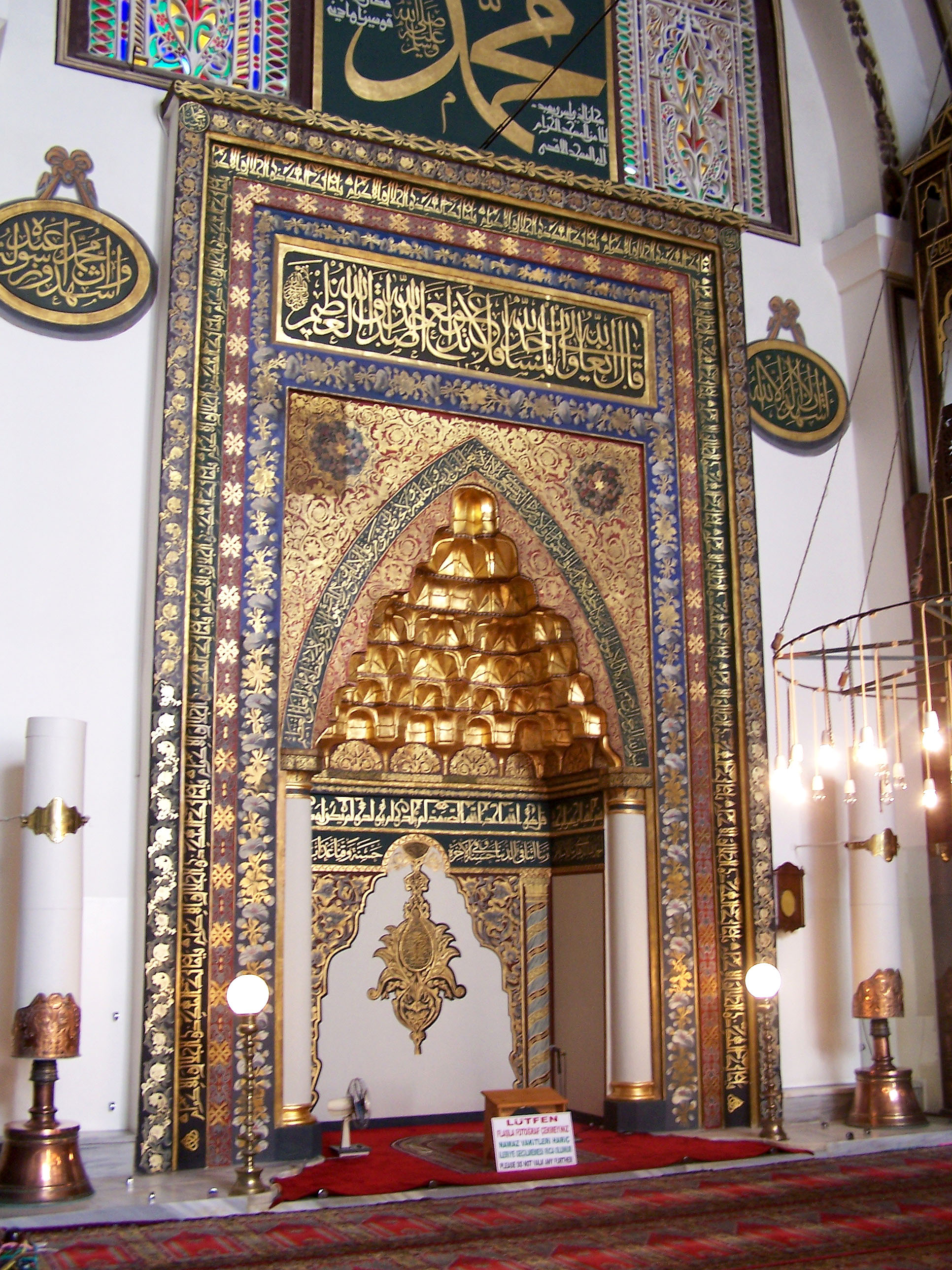
محراب المسجد.
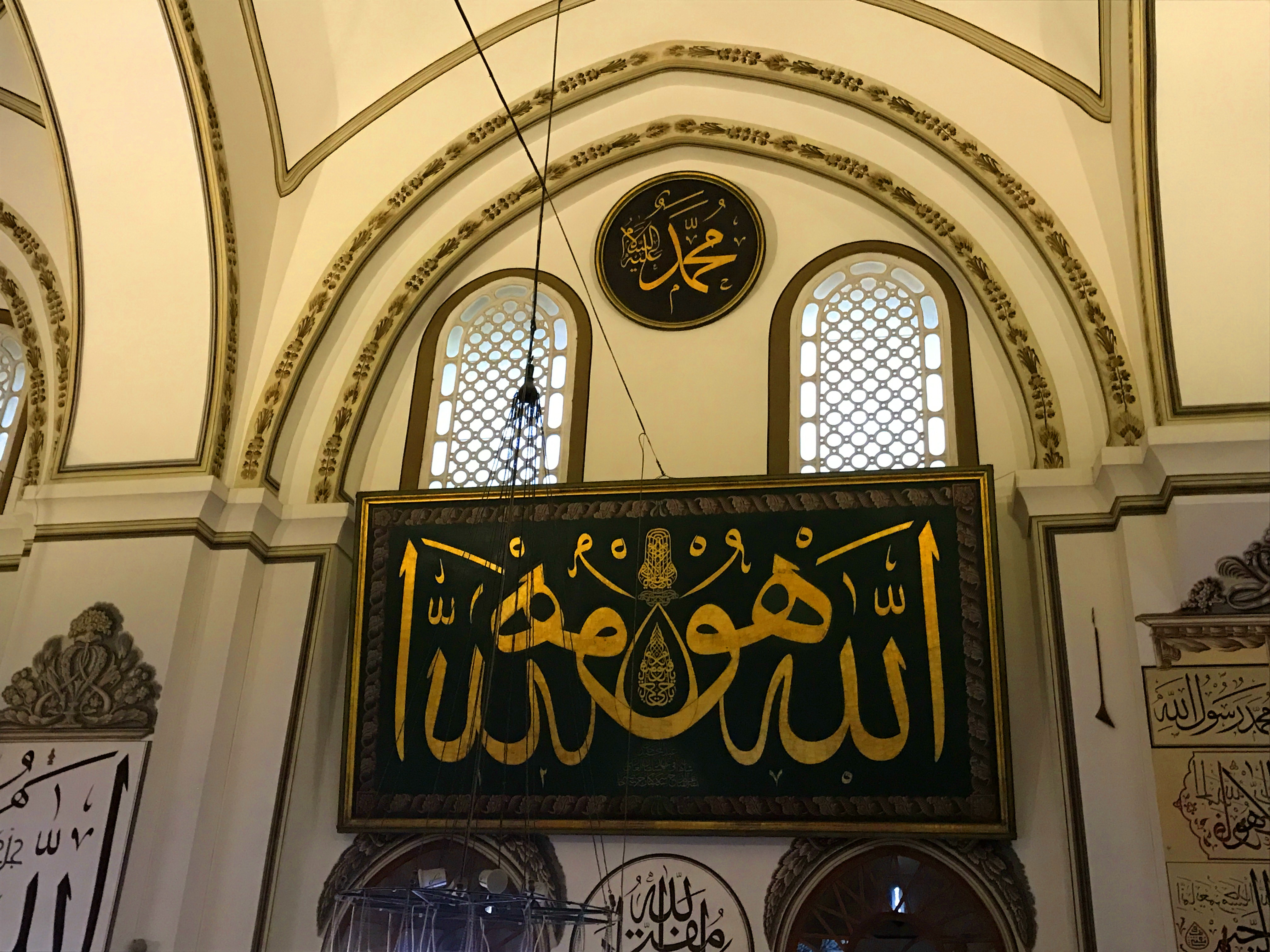
صورة من داخل الجامع
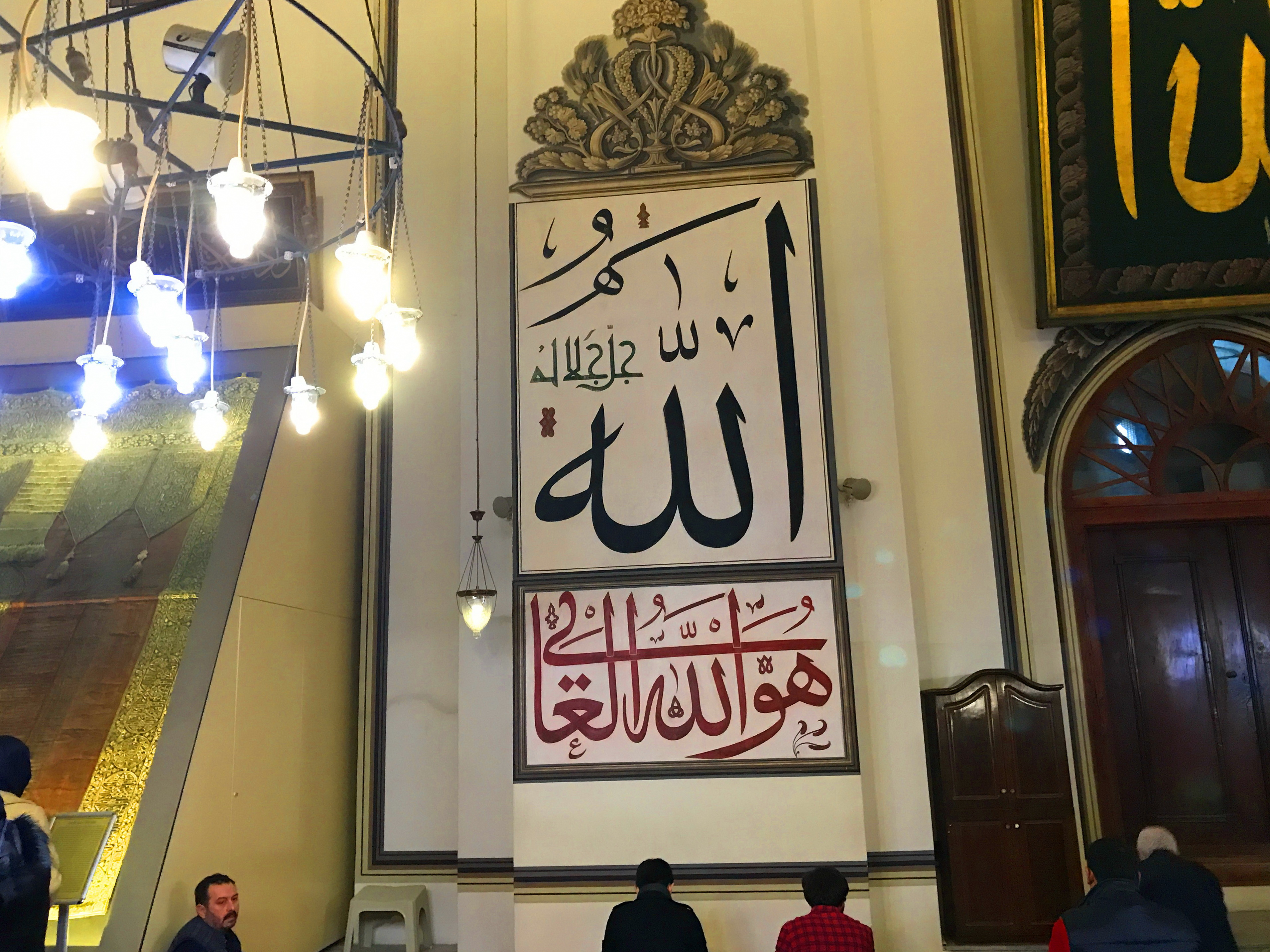
العمود المجاور لكسوة الكعبة المعروضة في يسار الصورة.
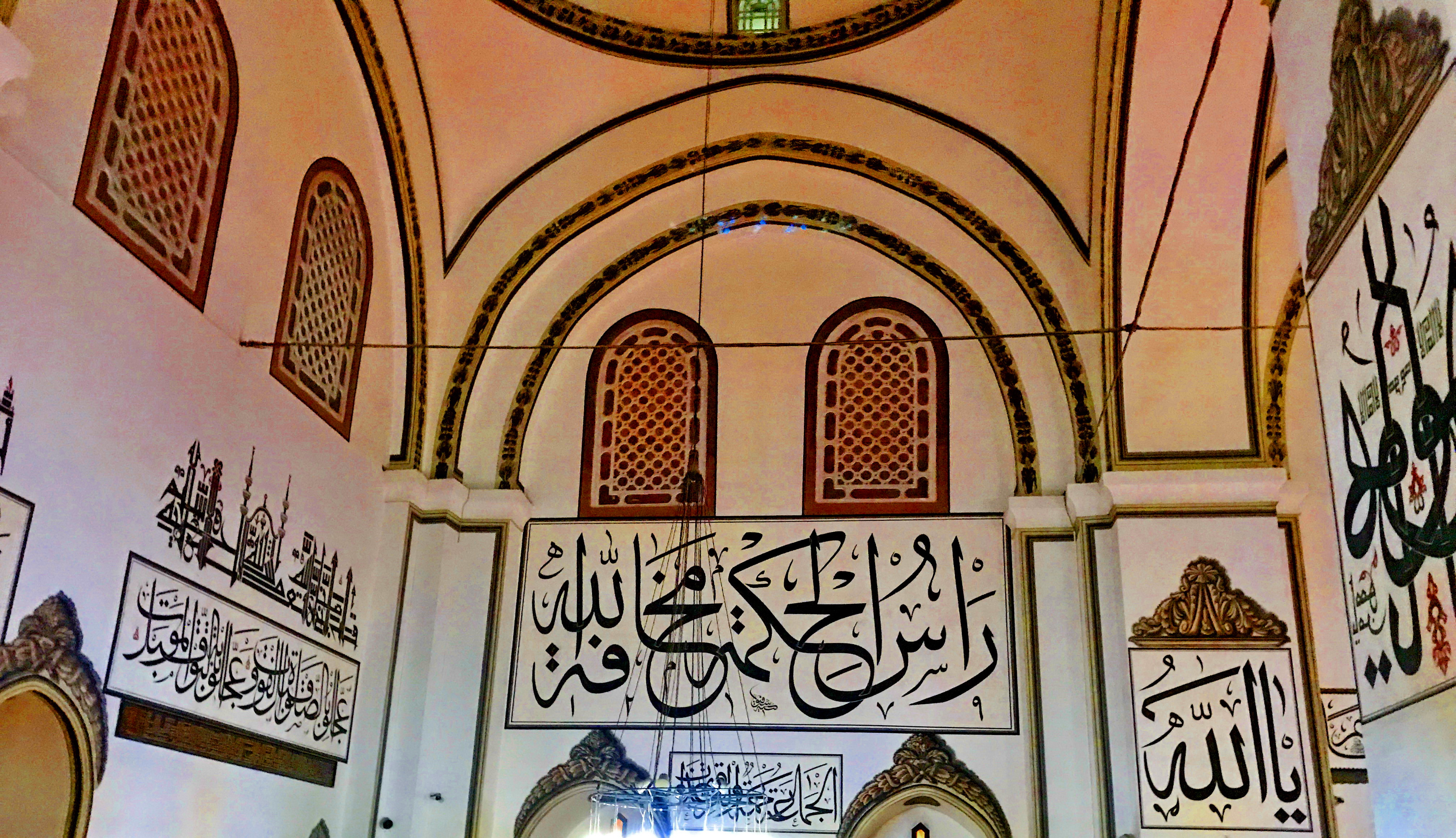
منظر عام لسقف مصلى السيدات خلف المسجد.

## وصلات خارجية
- جولة في «أُولو جامع»، 2017م.
- تقديم لأولو جامع، باللغة التركية، يوتيوب Bursa Ulucami Tanıtım Videosu.
- «الجانب غير المعروف عن أولو جامع» باللغة التركية، يوتيوب، 2012م قبل وضع كسوة الكعبة في مكانها الحالي بعد الترميم، Bursa Ulu Cami'nin Bilinmeyen Yüzü.
- BursaUluCamii.com الموقع الرسمي لأولو جامع.
- صور لأولو جامع ببورصة - موقع تركي متعدد الصفحات.
- صور لأولو جامع ببورصة.
- SumiyoOkumuro, The Mamluk Kaaba Curtain in the Bursa Grand Mosque (Bursa Ulu Cami’deki Kabe Örtüsü) كسوة الكعبة المملوكية بأولو جامع ببورصة، سوميو أوكومورو، المؤسسة الثقافية التركية، مكتب إسطنبول. ندوة جمعية الغزل والنسيج الأمريكية، جامعة نبراسكا، لينكولن، 9-2012م.
- المسجد الكبير - متحف بلا حدود.